# 政經看民視
《政經看民視》，簡稱《政經》，是臺灣民視新聞台播映的政論談話性節目，民視論壇中心製作，採錄影播出，主持人為彭文正、李晶玉搭檔。於2016年8月22日（民視論壇中心成立日）開播，2019年4月19日播出最後完整一集，4月22日20時播出最後一小時（21時後重播《台灣最前線》）。5月1日，彭文正、李晶玉以網路形式復出，獨立製作政論節目《政經關不了》。

## 大事紀
- 2016年7月31日，壹電視新聞台《正晶限時批》播出最後一集。
- 2016年8月22日，民視論壇中心成立，《政經看民視》開播。
- 2018年5月9日，因為台灣寬頻通訊（TBC）斷訊民視新聞台事件，《政經看民視》前進台中市現場直播開講[1]。
- 2018年5月15日，因為TBC斷訊民視新聞台事件，《政經看民視》前進桃園市中壢區現場直播開講[2]。
- 2019年4月12日，民視最大股東民間投資新任副董事長黃明展證實，《政經看民視》將停播。
- 2019年4月22日，《政經看民視》只播出最後半集就被腰斬，末尾打出圖卡「民視新聞傳播群製作」，取代原製作單位「民視論壇中心」。

## 節目特色
節目主要討論當天的重點新聞，並加入時事評論，亦討論台灣獨立建國相關話題。節目主軸為「公平、正義、正直、善良」，並追求「公投、制憲、獨立、建國」，並期許其為「最勇敢的政論節目」。節目通常為當天預錄播出，週六播出版本除外。

## 播出時間

### 首播
| 頻道                               | 所在地 | 播映日期                      | 播出時間                         |
| ---------------------------------- | ------ | ----------------------------- | -------------------------------- |
| 民視新聞台                         | 臺灣   | 2016年8月22日～2019年4月22日  | 週一至週六 19:55-21:55           |
| 民視無線台 （中華電信MOD同步播出） | 臺灣   | 2016年8月23日～2018年3月31日  | 週二至週四 00:01-02:01           |
| 民視無線台 （中華電信MOD同步播出） | 臺灣   | 2016年8月23日～2018年3月31日  | 週五 00:31-02:31（播出週四節目） |
| 民視無線台 （中華電信MOD同步播出） | 臺灣   | 2016年8月23日～2017年12月30日 | 週五 23:15-01:15（播出週五節目） |
| 民視無線台 （中華電信MOD同步播出） | 臺灣   | 2016年8月23日～2017年10月29日 | 週六 23:30-01:30（播出週六節目） |
| 民視無線台 （中華電信MOD同步播出） | 臺灣   | 2018年1月6日～2018年3月10日   | 週六 01:45-03:45（播出週五節目） |
| 民視無線台 （中華電信MOD同步播出） | 臺灣   | 2018年3月17日～2018年3月25日  | 週六 00:45-02:45（播出週五節目） |
| 民視無線台 （中華電信MOD同步播出） | 臺灣   | 2017年11月5日～2018年3月25日  | 週日 00:30-02:30（播出週六節目） |
| 民視無線台 （中華電信MOD同步播出） | 臺灣   | 2018年4月1日～2019年4月23日   | 週二至週五 00:04-02:04           |
| 民視無線台 （中華電信MOD同步播出） | 臺灣   | 2018年4月1日～2019年4月23日   | 週六 01:48-03:48（播出週五節目） |
| 民視無線台 （中華電信MOD同步播出） | 臺灣   | 2018年4月1日～2019年4月23日   | 週日 00:33-02:33（播出週六節目） |
| 民視第一台                         | 臺灣   | 2017年7月31日～2019年3月22日  | 週一至週六 15:45-17:42           |

### 重播
| 頻道       | 所在地 | 播映日期                     | 播出時間               |
| ---------- | ------ | ---------------------------- | ---------------------- |
| 民視新聞台 | 臺灣   | 2016年8月23日～2019年4月23日 | 週二至週日 04:00-05:00 |

## 節目主題

### 2016年
| 集數 | 日期       | 主題 | 來賓                                                                                           | 備註                                 |
| 1    | 2016.08.22 | 獨家！兆豐洗錢有鬼？紐約金融署判決兆豐洗錢全文曝光！ 海外洗錢直指黨產，馬金指使？胡忠信爆內幕：馬金知情！ 內控不佳？查核不清？笨還是壞？節省人力輕忽法規，誰信？ 蔡友才默認閃辭？什麼事見不得人？洗錢案檢調為何靜悄悄？ 司法人事許蔡配眾望所歸？司法轉型正義，要先找回良心！ 隻手遮天？誰是司法地下皇帝？正晶獨家揭密司法結構！ | 曹長青、胡忠信、鍾年晃、蔡玉真、李明賢、黃國昌、楊偉中、徐嶔煌、黃越宏、陳志龍教授、陳志祥法官 | 嵌字文：我們回來了，ㄧ起再打拼       |
| 2    | 2016.08.23 | 揭密！兆豐金與國民黨關係密不可分？5年內融資金額暴增！ 出包後喊冤，蔡友才真委屈？轉汙點找出洗錢背後藏鏡人？ 上下都是賊！金管會成立專案小組查兆豐，請鬼拿藥單？ 莫忘拉法葉案！親信當人頭？郝柏村帶媳婦赴瑞士開戶？ 雙城論壇沙海林提92共識，王世堅批柯：現代施琅自取其辱！ 統戰？破冰？北市府國旗技術性消失！柯P也搞自我矮化？ 獨家！歷史上的今天：課本沒說的事，823砲戰神話下的真相！                                                          | 曹長青、胡忠信、鍾年晃、高嘉瑜、王世堅、陳奕齊、徐國勇、王時齊、王可富律師                     | 嵌字文：收視太好，嚇了一跳，謝謝大家 |
| 3    | 2016.08.24 | 獨家！監管機制全失靈！兆豐銀行洗錢手法大公開 串供？蔡友才密會張盛和，會計師作陪，檢調為何不收押？ 卸責？曾銘宗：金管會管不到分行！學者怒批官場現形！ 誰用官股洗錢？兆豐案查下去會動搖國本？別查組又出動？ 兆豐出包，誰喬總經理徐光曦出任董座？連襟彭淮南是貴人？ 案外案！尹蔡結盟聯手奪中信金！巨獸將成形，兆豐案破局？ 強國下通牒，楊偉中拿不到港簽。威權同路人，中共護藍營？                                                               | 曹長青、胡忠信、王瑞德、蔡玉真、楊偉中、鍾年晃、王奕凱                                         | 嵌字文：官股銀行洗錢大本營           |
| 4    | 2016.08.25 | 獨！疑點大揭密！辦真的還辦假的？兆豐洗錢案有縱放滅證之嫌？ 慢半拍！第一時間沒有查扣證物，他字案改偵字案，只為平眾怒？ 造神？兆豐罰金降靠彭淮南？不用利益迴避？財政部別再拍馬屁！ 獨！2013巴拿馬文件，黨產 : 啓聖、建華、誠宇、寰宇榜上有名！ 黨產進出金流透過兆豐有詭！徐光曦否認兆豐融資黨營事業，誰信？ 洗錢案外案！兆豐融資日勝生124.5億！巧合？又跟蔡友才有關係？ 政黨輪替有差嗎？政經踢爆財經幫盤根錯節！你兄我弟難怪內控鬆散！         | 曹長青、胡忠信、余莓莓、鄭佩芬、楊偉中、鍾年晃、楊實秋、蔡玉真                                 | 嵌字文：曾銘宗裝傻，五樓你信嗎       |
| 5    | 2016.08.26 | 新！巴拿馬政府要查洗錢！兆豐銀老神在在沒在怕？背後誰在罩？ 獨家！兆豐報告出爐，高層早知洗錢，被罰有前科，內控如兒戲？ 蔡英文新政百日，台灣智庫民調滿意度跌破五成，瀕臨死亡交叉？ 政策曲高和寡？經濟學人：一連串衰事，蔡政府上任百日忙救火？ 評分時間：林全=0全？民調創新低，用人是小英上任至今最大罩門？ 52.3%民眾改革有感，執政百日點亮台灣？司法院長任命爭議重傷！ 討黨產、年金改革、台灣正名、兩岸關係、勞工政策，小英得幾分？            | 曹長青、胡忠信、羅致政、張斯綱、歐崇敬、盧其宏、黃國昌、鍾年晃、劉文雄、黃越宏、林騰鷂         | 嵌字文：前朝弊案不辦民調一定不會高   |
| 6    | 2016.08.27 | 國手待遇差很大！泡麵果腹，國手好心酸，真的只能相忍為國？ 背國家榮譽，享魯蛇待遇！退賽抗議，謝淑薇砸破體壇髒水缸！ 踢爆！禁賽、懲處、幫倒忙。不聽話就整你，體協忙扯國手後腿？ 協會還是邪會？酬庸分贓樣樣來，揭發體壇寄生蟲，啃光國家資助！ 體協藍油油！滿滿肥貓加門神，新政府推體育政策請鬼拿藥單？ 奧運受盡委屈，台灣正名刻不容緩，台灣就是台灣國際聲援台灣正名。 威權遺毒深入人心，外國網友看不下去！台灣不該叫中華台北！                   | 周玉蔻、徐國勇、鍾年晃、黃志雄、張佑銓、陳奕齊、許維智、徐正賢、陳永興                         | 嵌字文：政府太軟弱，奴性不自覺       |
| 7    | 2016.08.29 | 請鬼拿藥單？金管會調查兆豐案，自己人調查自己人，誤射定調？ 兆豐案金管會列密件？行政調查花兩週！黃國昌爆：擺爛列機密？ 浩鼎深喉嚨.兆豐不知情，曾銘宗兩樣情！放空3600張，到底查了沒？ 董事不懂事？10分鐘決議隱匿洗錢帳戶！賠錢全民買單？合理嗎？ 獨家！王可富律師控馬金涉案！兆豐案點名：馬.金.林.曾.蔡 都有份？ 怪！前朝人馬盤踞，人事改組慢！藍護航、綠不滿！“全”力挺有原因？ 財金幫盡是親戚同學，不出事才怪！人事任命害民調，林全死亡交叉！ | 曹長青、楊偉中、胡忠信、鍾年晃、黃國昌、周玉蔻、蔡玉真、王世堅、劉一德                         | 嵌字文：內閣又男又老又藍又鬼         |
| 8    | 2016.08.30 | 檢調約談張盛和蔡友才，兆豐洗錢案，彭淮南想私了？總裁給問嗎？ 走下神壇？13A總裁隻手遮天台灣金融界？周玉蔻怒轟該下台了！ 獨！吳澧培轟總統用人錯誤，無法改革。林全不下台，小英沒明天！ 扯！明年7大軍購案，4件總統不知情？國防部長馮世寬還能扛多久？ 追！軍購積弊深，國軍自成一格，統帥管不到？新政府改革有用？ 怒！人事改革聲聲慢！財經幫.國防幫.交通幫，政黨輪替有差嗎？ 內幕！連署破五萬，東京奧運台灣正名運動，行政院為何龜縮？              | 曹長青、吳澧培、胡忠信、王時齊、劉世芳、陳奕齊、蔡丁貴、鍾年晃、葉宜津                         | 嵌字文：黃金四年 一定要好 不好不行   |
| 9    | 2016.08.31 | 馬英九收頂新十億政治獻金？法庭上火力全開，怒斥名嘴汙衊！ 興訟止議？馬金共創多項高官告人記錄！司法淪為馬金恫嚇工具？ 史上最短！徐光曦閃辭兆豐董座！林全拍胸脯保證，馬上被打臉？ 最新！檢調徹查電子郵件，認定貪污對價。翁啟惠涉貪鐵證如山？ 辦浩鼎用火箭，查兆豐用牛車。財經幫大敗生技幫，檢調辦真的？ 轉移焦點？掩蓋真相？兆豐洗錢3800億都是為了秘密外交？你信？ 揭！八大行庫幫派盤踞？政黨輪替，百位公股行庫董事依舊藍兮兮！                 | 周玉蔻、楊偉中、王瑞德、徐永明、曹長青、胡忠信、鍾年晃、余莓莓                                 | 嵌字文：小英總統 生日快樂 台灣加油   |

| 集數 | 日期       | 主題 | 來賓 | 備註                                    |
| 10   | 2016.09.01 | 獨家！判決書曝光！兆豐洗錢紐約法院認証！兆豐認賠掩護誰？ 笨蛋！問題不是申報！美國法院：原巴拿馬分行經理兼職幫洗錢！ 兆豐案關鍵人物，國家力量幫帶風向？分行經理吳先生超神秘！ 好傻好天真！金管會放話：都是低階人員內控不足？財政部長神隱。 疑？官員下台改當官股董座，退休官員變門神？好熟悉的感覺！ 包著糖衣的毒藥！人民幣TRF風暴，3700家企業面臨倒閉危機！ 台灣版雷曼風暴！投資者血淚告白。銀行搶單亂象多，誰來管理？                                                                          | 曹長青、鍾年晃、羅致政、羅淑蕾、楊偉中、楊實秋、胡忠信、郭永福                                               | 嵌字文:記者節快樂 大家要爭氣            |
| 11   | 2016.09.02 | 獨家！國際醜聞！美商指控進行金融戰爭，兆豐銀行協助洗錢？ 關鍵！神秘MR.WU是誰？兆豐幫誰洗110億美元？政經獨家揭密！ 已罰57億，兆豐仍抗拒美調查！關說降罰金？彭淮南扮演啥角色？ 金管會又睡著？樂陞股票暴跌無人管？受災股民親上火線控中信銀！ 許金龍何許人也？樂陞獨董大有來頭！陳文茜+尹啟銘+李永萍。 台灣成禁忌？拿布條有錯？第五縱隊現身台灣？棒協管控言論自由？ 政治滾出體育？體育從來離不開政治！台灣體壇從未脫離政治力！                                                                     | 周玉蔻、鍾年晃、王瑞德、洪孟楷、曹長青、胡忠信、趙天麟、陳信宏                                               | 嵌字文:謊說愈多 打臉愈腫                |
| 12   | 2016.09.03 | 520後最大遊行！軍公教號召走上街頭，要尊嚴！訴求反汙名有理？ 遊行沒訴求？追求公平正義，喊假的？軍公教上街先射箭在畫靶？ 所得替代率才是問題！繳五千領六萬，教師聯盟：國家當然領到倒！ 賠不起的未來！年輕世代84.9%支持改革，48.5％認為難以成功！ 破產危機 VS 世代正義，年金改革不溯及既往？債留子孫公平正義？ 會吵的孩子有糖吃？英仁全親上火線向軍公教喊話！摸頭？滅火？ 患得患失？街頭運動遍地開花！英全執政失方向感？改革魄力不足？                                                             | 周玉蔻、鍾年晃、王榮璋、張旭政、曹長青、徐永明、黃耀南、葉大華                                               | 嵌字文:要改革社會 先拋棄私利            |
| 13   | 2016.09.05 | 帶風向？北檢主動澄清兆豐非洗錢，有詭？說好的偵查不公開呢？ 兆豐10分鐘認賠57億，美國法院採認洗錢證詞，北檢為何不甩？ 扯！兆豐遭罰案僅四人知情，洗錢大案放水流，司法改革成口號？ 獨家！巴拿馬問題帳戶揭密！異常退匯+神秘帳戶，兆豐遲不公開？ 國民黨「和平協議」政綱出爐，打和平牌為急統鋪路，KMT新黨化？ 51.5%民眾支持。洪秀柱如願落實一中同表，再掀藍營茶壺內風暴！ 流氓國家，協議簽爽的！勿忘西藏，一紙和平協議換來血腥鎮壓！                                                                  | 周玉蔻、楊偉中、鍾年晃、余莓莓、曹長青、胡忠信、徐嶔煌                                                       | 嵌字文:兆豐神隱 司法串証                |
| 14   | 2016.09.06 | 最新！兆豐案究責，前朝未盡監督大放水？曾銘宗.王儷玲遭點名！ 交接期埋地雷？兆豐案演變難收拾，疑前朝金管會高層知情不報？ 揭密！美商越洋告狀，求救信曝光！兆豐巴拿馬分行想隱瞞什麼？ 樂極陞悲？股價連5天跌停。兩負責人神隱？百尺竿頭疑紙上公司？ 50億收購騙局？謝金河揪三大關鍵。投審會未把關，金管會又睡著？ 黨庫枯竭！國民黨停發黨工18%。黨職併公職爽領，KMT集體貪汙？ 獨！上街反汙名，私下霸官舍！追討五年無下文，軍霸身分大曝光！                                                             | 曹長青、胡忠信、許添財、鄭師誠、陳奕齊、鍾年晃、王時齊                                                       | 嵌字文:搞小團體 吃銅吃鐵 國家病了       |
| 15   | 2016.09.07 | 追進度！檢調趕緊照過來。正晶一天一爆料，Kingstone回信彭P。 獨！吳先生.兆豐銀關係太詭異！Kingstone籲查到底給台灣人交代。 兆豐巴拿馬分行失控事件簿！唯一違反法院命令！交易紀錄刪光光！ 開創兩岸新局？蔡英文邀宋楚瑜任APEC大使？綠營大老連番砲轟！ 橘子綠了？民親合作？中國不給面子否決宋大使，北京給蔡穿小鞋？ 深綠鬥太兇？彭淮南求救！接連發稿澄清未介入人事，越描越黑？ 正藍旗！公股行庫董事勢力盤踞。政黨輪替聲聲換，林全當耳邊風？                                                           | 周玉蔻、楊偉中、鍾年晃、王瑞德、曹長青、胡忠信、許添財                                                       | 嵌字文:謝謝王拓 民主鬥士                |
| 16   | 2016.09.08 | 不當黨產委員會開工！劉泰英子爆中興電工是黨產，漂白變私產？ 國庫通黨庫，黨庫通內庫。善意第三者護黨產？委員會莫可奈何！ 樂陞風暴滾雪球！大股東吃飽喝足閃人？獨董未監督形同虛設？ 詭？樂陞今漲停，神秘力量進場買進！逆風高飛不尋常？再套再殺？ 兆豐案政院忙止血！楊豊彥接總經理救火。官派董事換角大地震！ 舊金山和約65週年，台灣主權未定論，中華民國如何占領台灣？ 還原真相，拆穿國民黨謊言。ROC成國王新衣，正名台灣才有出路！                                                                    | 楊偉中、黃偉哲、鍾年晃、楊實秋、曹長青、胡忠信、李邦孚                                                       | 嵌字文:黨產交出來 不要再抵抗            |
| 17   | 2016.09.09 | 詭？一邊裝無奈一邊罵名嘴！金管會避重就輕，丁克華媒體帶風向？ 獨家！法律文件追可疑帳戶，關鍵人頭戶神秘吳先生全民肉搜！ 兆豐案恐動搖國本？政府辦真的？民眾投訴NCC，政經踩中要害？ 大逆轉！樂陞決議不告中信銀+百尺竿頭！態度數變讓人霧裡看花？ 樂陞獨董有問題？起底延攬原因！政商聯手？中信銀放水太可疑！ 劉泰英無預警揭黨產內幕！李登輝莫名成箭靶？下一發子彈飛向誰？ 國民黨好窮！近十年虧損百億元！合法收入不夠用，應是靠不當黨產？                                                             | 周玉蔻、鍾年晃、王瑞德、李明賢、曹長青、胡忠信、黃越宏、徐嶔煌                                               | 嵌字文:查水的真來了                     |
| 18   | 2016.09.10 | 一天一爆！Kingstone提供兆豐案四大破口，應查兆豐與中國的連結！ 驚！樂陞案背後有中資身影？紅二代、台商聯手坑殺台灣股民？ 中客減，觀光業爆失業潮。史上頭一遭！912觀光業者上街求溫飽！ 苦！專拉中客錯了嗎？誰害觀光產業自生自滅？中客不來誰之過？ 前朝之過，蔡政府屁股擦不完？行政院拍板300億優惠貸款救觀光。 世界奇觀！台灣外交官名片百百款，黨徽.國徽.梅花，台灣主權為何？ 有種！駐德代表謝志偉名片印台灣！全民公投:哪個圖案能代表台灣？                                                         | 周玉蔻、鍾年晃、李奇嶽、王奕凱、曹長青、胡忠信、羅致政、蔡玉真                                               | 嵌字文:不稱台灣 統統換掉                |
| 19   | 2016.09.12 | 要客源要活路，中客急凍上街頭，觀光業怒吼！中國以商逼政奏效？ 看風向專營中客，供過於求誰之過？轉型太難？一條龍怪物解密！ 獨家！蕭曉鈴解聘案，北市官員喬人事錄音檔曝光！鍾小平批黑箱！ 扯後腿？錄音自保？北市教育局不認違法解聘？柯文哲管不動屬下？ 怒！樂陞涉內線炒股？金管會動作慢！丁克華：做足分析才出手！ 一天一爆料！神秘Mr.Wu真實身分曝光！洗黑錢祕辛錯縱複雜難查。 歷史上的今天！台獨建國之父鄭南榕生日，台灣人切記革命尚未成功！                                                        | 周玉蔻、許添財、鍾年晃、劉一德、蔡玉真、曹長青、胡忠信、蕭曉玲、鍾小平                                       | 嵌字文:髒兮兮 廢了吧                    |
| 20   | 2016.09.13 | 立院開議，藍委靜坐杯葛林全施政報告。黃國昌批：藍丁繼續鬧！ 為反而反？35席倒不了閣也要提？國民黨只為做「最政治行為」？ 爆！6年5800萬，經濟部長年補助樂陞，許金龍任資策會董事未迴避？ 詭異！許金龍聘尹啟銘任樂陞獨董當回報？官商勾結坑殺股民？ 莫忘力霸掏空案！官員包庇，金融犯罪官員縱容，出事全民買單！ 黨產委員會遭砸！操盤手自爆海外黨產五千億，利益集團預告反撲？ 黨庫作掩護！幸福人壽幫鎖單。銀行金庫通黨庫，再揭國民黨產內幕！ 禿鷹？兆豐遭罰蔡友才早知情？請辭前出脫持股，疑涉內線交易？ | 曹長青、鍾年晃、陳亭妃、胡忠信、王時齊、蔡玉真、唐德明                                                       | 嵌字文:財經紀律敗壞官員吃香又喝辣       |
| 21   | 2016.09.14 | 美議員挺台灣！支持參與國際組織。新政府完全執政不應被動。 美國一中政策不等於中國一中原則！92共識，國共聯手一搭一唱！ 政治判決！蔡丁貴不向流亡政府低頭，要讓國際知道馬壓迫台灣人！ 廉政署長換將，檢.調.廉一條龍，邱太三人事搬風，廢特偵組前奏曲？ 最新！林全不滿意度直逼五成，小英穩住信任度，九月遊行反助益？ 棄選黨主席！朱立倫直攻2020？吳洪鷸蚌相爭，剪綵王坐等收割？ 一天一爆料！Kingstone電訪揭兆豐案疑雲，連追21集，兆豐終回應。                                                          | 曹長青、蔡丁貴、鍾年晃、王瑞德、周玉蔻、胡忠信、徐永明、陳東豪                                               | 嵌字文:不推入聯 就請下台                |
| 22   | 2016.09.15 | 還給人民公道？金管會重批兆豐銀，嚴懲蔡友才等六人遭解職！ 斷尾？條件談好了？蔡友才扛責保護影武者？官員全都安全下莊！ 洗錢辦成內線交易？北檢演哪齣？兆豐洗錢慣犯，多少案子被掩蓋？ 兆豐失職有證？洗錢案疑點詭跡多！小英何不大刀闊斧把握良機？ 揭密！華南大肥缺就等吳當傑？公股人事聲聲慢，全都是條件交換？ 公股行庫防弊完全破功？全是人禍！英全滿頭包，人事任命大罩門！ 林全偏愛政大幫？內舉不避親？大案辦不出來，金融秩序持續沉淪！                                                             | 曹長青、高嘉瑜、余莓莓、王華南、楊實秋、胡忠信、蔡玉真                                                       | 嵌字文:花好月圓 國泰民安                |
| 23   | 2016.09.16 | 屍速列車狂飆！飆出台灣影視業弊病！韓國可以，為何台灣不能？ 獨！威權才是台灣影視業元兇！那些年被禁的日子，余天現身說法！ 經典回顧！那些年追劇的日子，台製布袋戲、歌仔戲決不輸韓劇！ 無處不政治，藝術也分省籍？布袋戲改講國語，精髓全失像話嗎？ 歌仔戲風靡全台，幕後惡鬥重重！打壓本土文化，電視台也是幫兇！ 動畫片國際爭光，金馬評審不賞臉！還原魔法阿媽被搓掉的黑歷史... 台灣文創少一味？歷史教育沒到位！揮別威權打壓，文化輸出說到做到！                                                      | 余天、李坤城、管仁健、胡忠信、鍾年晃、王瑞德                                                                 | 嵌字文:走出框架 台灣加油                |
| 24   | 2016.09.17 | 內地是南投！史上最故意搖滾派對！認識台灣從這場音樂革命開始。 錯亂？藝人不知亡國恨，為了內地滿滿人民幣，自貶國格沒關係？ 咱的母親叫台灣！辦雜誌vs.音樂祭，老中青世代如何推動台灣認同？ 與達賴合拍MV，登上美國時代雜誌！大支用音樂讓世界看到台灣！ 回歸台灣之心，社會發聲、政治批判，社運天團拷秋勤從不缺席。 賺人民幣就得當中國人？"一切向錢看？台灣藝人面對中國潛規則？ 本土意識覺醒，天生自然不用學！覺醒青年下一步，台灣國家正常化！                                                         | 曹長青、姚嘉文、鍾年晃、張斯綱 陳威仲（拷秋勤 Kou Chou Ching DJ、內地搖滾主辦人） Dwagie大支（饒舌嘻哈歌手） | 嵌字文:台灣內地是南投                   |
| 25   | 2016.09.19 | 黨產無國界，追討無時限！KMT黨產淹到海外？東京TTD大樓爆內幕！ 向徐旭東低頭？中嘉案闖關，黑機關護航？NCC拒重審不認疏失？ 林全低頭？面對財團軟腳？NCC輪替無感，無視國會決議放行中嘉案？ 媒體幫忙帶風向？兆豐洗錢誤會一場？聯行拆借簽保密協議，你信？ 一個月了，金管會行政調查報告呢？究責無上限？財政部.檢調無下文？ 政院追加究責曾銘宗張盛和！護自己人？財政部何時要告蔡友才背信？ | 黃國昌、周玉蔻、鍾年晃、王華南、洪孟楷、曹長青、楊偉中、胡忠信、蔡玉真、許維智                               | 嵌字文:加入聯合國 新政府沒種 人民自己來 |
| 26   | 2016.09.20 | 扯！兆豐案神展開，3600億洗錢鉅款消失了。查一個月，筆誤了事？ 4.91億寫成44.91億！百年兆豐竟犯低級失誤！誤繕說法這你敢信？ 數字控擺烏龍？徐光曦”金融忽必烈”喊假的？政院擠牙膏怕燒自己人？ 兆豐案究責像牛步，蓄意帶風向？金管會虛晃一招，無責一身輕！ 火燒連環船！財政部撇責畫線切割，張盛和推金管會，曾銘宗踹共！ 兆豐四人幫+金融善後組，共犯結構官官相護？關係人將八仙過海？ 歷史上的今天！彭明敏發起「台灣自救宣言」，建國制憲先知遭逮捕！ | 曹長青、胡忠信、鍾年晃、吳秉叡、陳奕齊、高嘉瑜、黃越宏、王華南                                               | 嵌字文:金管會把大家當白痴               |
| 27   | 2016.09.21 | 兆豐案外案！國學大師之子替黑幫洗錢？南國熙是山口組關鍵人？ 南懷瑾與國民黨關係緊密？政商脈絡綿密，連日本黑幫都需借助！ 金檢四大缺失出爐，有說跟沒說一樣！2012出包，金管會赴美演戲？ 包庇有前科！兆豐昔打臉媒體，今改口不排除洗錢，玩文字遊戲？ 台灣國際參與被三振！推動國家正常化，宣達團紐約街頭大遊行！ 新政府換頭不換腦？台灣國貼紙護照遭海關盤問，Call Out外交部官員。 外交部擬撤四外館，缺乏戰略考量？台灣國際困境，小英要有新思維！                                                       | 周玉蔻、楊偉中、鍾年晃、胡忠信、余莓莓、曹長青、林昶佐、王瑞德、王華南                                       | 嵌字文:財經幫內外皆是鬼                 |
| 28   | 2016.09.22 | 扁案像火箭！兆豐變牛車！兆豐案有四大困難，北檢難辦？不辦？ 扯！Fed來台不回報！銀行局長詹庭禎有功？高升台灣金控總經理！ 恐嚇？再追兆豐案恐傷國際關係，揭174帳戶恐遭美關分行？嚇唬誰？ 罰東說西！金檢演大戲。專業吃人，說不清楚就混淆你！全民當猴耍？ 詭！媒體帶風向，當官員打手？政經六大疑點等無回應，金管會踹共！ 蕭曉玲解聘函撤回！檢視蕭案六疏失，一切從郝龍斌一綱一本開始... 蕭案大究責！鋪天蓋地羅織罪名。反對者被打入深淵，主事者卻高升？                                                | 曹長青、楊偉中、羅致政、胡忠信、王世堅、蕭曉玲、鍾年晃、楊實秋、王華南                                       | 嵌字文:                                 |
| 29   | 2016.09.23 | 沒有最扯，只有更扯，開罰無關誤植，誰在丟煙霧彈？想掩飾什麼？ 反應誤植會變不承認合意令？有錯不改，全民買單，兆豐只想到自己？ 追！金管會說資料已給。北檢卻稱沒拿到資料！誰隱匿？誰說謊？ 揭！MOU保密無涉司法調查，並非不能調閱。北檢又被金管會耍了？ 迴避洗錢指控！兆豐金檢報告需每年上呈，金管會、財政部攏不知？ 內幕！媒體不追不辦，金管會推替死鬼止血！兆豐案到此為止？ 推邱淑貞當余文？前朝金管會全身而退？曾銘宗、張盛和安全下莊？                                                          | 周玉蔻、鍾年晃、王瑞德、王華南、曹長青、許添財、胡忠信、徐嶔煌                                               | 嵌字文:兆豐洗錢案最後一定不了了之       |
| 30   | 2016.09.24 | 以訟止謗？南國熙來函：未幫山口組洗錢！蔡玉真親上火線回應！ 紐約金融署認罪同意令簽假的？一個月已過，六大缺失兆豐有改善？ 打兆豐變逼宮？前朝一推二五六？藍營定調 : 兆豐案是綠營政治操作！ 搞啥？打壞一手好牌，追案牛步？綠委缺財經人才，追不了世紀大案？ 追！九年抗爭兩茫茫！醒醒吧柯市長，轉型正義不是勝利者正義！ 罄竹難書！回顧蕭曉玲遭惡整始末。柯不究責，轉型正義做半套！ 起訴元兇、依法懲罰，聯合國轉型正義五元素，柯市長做到幾點？                                                        | 蕭曉玲、周玉蔻、王世堅、高嘉瑜、蔡玉真、曹長青、胡忠信、鍾年晃、王華南                                       | 嵌字文:                                 |
| 31   | 2016.09.26 | 踹共！兆豐案時任銀行局長，桂先農身為重要關係人卻主導辦案？ 金管會隻手遮天！桂主導辦案，林全.丁克華被蒙蔽！無知還是無能？ 假公開真堵口？兆豐工會怒批督導小組"新特偵組"，背後誰下指導棋？ 兩岸關係有定義沒善意！ICAO拒門外，中國作梗，逼台灣吞九二？ 適得其反？中國出直拳，反激台灣民情？台獨支持率逾半回不去了！ 蕭曉玲案引發法律論戰，政治迫害政治處理，有錯？政經獨家解析。 教育局長湯志民閃辭，背後誰搞鬼？借蕭打柯，藍營超完美劇本！                                                        | 周玉蔻、楊偉中、鍾年晃、劉一德、王世堅、曹長青、胡忠信、邱顯智、王華南、唐德明                               | 嵌字文:                                 |
| 32   | 2016.09.27 | 世界奇觀！郭瑤琪案七大扯，928提非常上訴！司法改革開第一槍？ 司法變私法！當皇后的貞操變成國王的人馬。前大法官：郭案應再審！ 那些年被整肅的扁朝官員，比照郭瑤琪案，馬為何還能遊山玩水？ 狼來了！惡條件勸退本土股東，中資找張安樂當人頭洽購東森？ 獨家！紅色統戰一天到晚，中資圍標東森。猖狂中資拐彎入侵媒體！ 追！兆豐工會嗆金管會，公佈資料就提告，秘密會議變摸頭大會？ 金融幫藍綠通吃，桂先農前朝暗樁？官運亨通，兆豐弊案守護神？                                                              | 曹長青、鍾年晃、林忠正、胡忠信、王時齊、黃帝穎、彭光輝、黃越宏、陳志龍                                       | 嵌字文:                                 |
| 33   | 2016.09.28 | 歷史上的今天，用生命衝破黨禁！民進黨大老憶30年前組黨艱辛。 一個十字各自表述？在十字路口的台灣，回顧半甲子，創黨精神猶在？ 得來不易！那些年被關的日子，創黨18人賠上青春，換來台灣民主。 不畏流言，美眾議員來信挺政經，兆豐銀嚴重違反美國洗錢防制法。 秘密會議還沒開又放話，兆豐案被高度政治化，不具名立委是誰？ 內政“維持現狀”謹慎過頭？尤清:英全政府用錯人，事務官當成政務官！ 30年黨慶未邀歷任黨主席。阿扁成民進黨燙手山芋？負債還資產？                                                      | 曹長青、周玉蔻、胡忠信、鍾年晃、游錫堃、尤清、徐永明                                                         | 嵌字文:                                 |
| 34   | 2016.09.29 | 再追兆豐，秘密會議最新！黃國昌：為何範圍只限2012年174筆？ 見證奇蹟的時刻，NYDFS法律意見書，從機密到被消失？為何改口？ 混淆焦點？張兆順上火線漏洞百出！KYC不足非人頭帳戶？自打嘴巴？ 果然在演戲，祕密會議未釋疑！金管會給問嗎？政經七問請回答。 174筆問題匯款無台灣人？蔻：香港分行嫌疑最大，恐面臨關行。 開除丁克華！小英政府斷尾求生！綠委籲：該換就換，展現改革決心。 媒體追查才坦承，兆豐問題多！9月倒數第二天，說好的調查報告呢？                                                          | 黃國昌、周玉蔻、羅致政、徐嶔煌、曹長青、胡忠信、許添財、王華南                                               | 嵌字文:                                 |
| 35   | 2016.09.30 | 悄悄約談獨董，庭訊20分鐘做樣子。斷尾蔡友才，北檢準備結案了！ 兆豐融資老K不手軟，每年破百億！綠委：兆豐案絕對跟國民黨有關！ 超完美劇本，彭總裁登場收尾。寫信拉國外背書，利益迴避問題避答。 35位金管會卸任官員轉公營行庫，監督單位當門神，如何徹查弊案？ 浪費司法資源，正義總算來到！樂陞許金龍三擒三放，今終收押！ 百尺竿頭根本是中資，金管會搞不清？黃國昌: 錢進中國，債留台灣！ 53億匯中國，投資人虧百億。金融秩序崩壞！台灣人辛苦錢能託付誰？                                                | 周玉蔻、鍾年晃、劉櫂豪、徐嶔煌、曹長青、胡忠信、王瑞德                                                       | 嵌字文:                                 |

| 集數 | 日期       | 主題 | 來賓 | 備註    |
| 36   | 2016.10.01 | 案發一個月，火愈燒愈大。還原林全兆豐案說法，讓魔鬼無所遁形！ 看誰在說謊！MOU不能公布，意見書不能給，兆豐案何以荒腔走板？ 滿意度跌破五成，用錯人惹禍。事務官呼嚨政務官，醬缸文化打不破？ 英全用老藍男有難言之隱？綠派系鬥爭導致？獨派是最大絆腳石？ 獨家！司法謬案又一樁，法官幫權貴開潛逃大門！小英司改路頻撞牆？ ICAO遭拒真相曝光！中國發函會員國抵制台灣！美國喊話也沒用？ 馬英九踹共！國際外交受阻，台美關係破壞殆盡，馬要負最大責任！                                                                 | 周玉蔻、鍾年晃、許添財、曹長青、胡忠信、黃越宏                                                               | 嵌字文: |
| 37   | 2016.10.03 | 止血？丁克華、桂先農請辭獲准！曾銘宗不捨：台灣是理盲的社會。 金融秩序敗壞金管會形同虛設，金融犯罪無法管？財經帝國自成體系？ 國民黨真的沒錢了？洪秀柱哭窮！黨產會：還有8500萬政治獻金。 急急如律令，追查國民黨營事業第一桶金，揮刀砍向中投.欣裕台？ 出包連連，芝加哥分行也出事！違反法遵.管理鬆散，兆豐一貫風格？ 秘密會議未解謎！莫忘消失的法律意見書，40億美金誤繕湊帳目？ 旋轉門條款”變”巧門”？前銀行副局長蕭長瑞，卸任變兆豐票券門神？                                                                 | 周玉蔻、鍾年晃、胡忠信、張斯綱、徐嶔煌、楊偉中、許忠信、吳景欽、李俊俋                                       | 嵌字文: |
| 38   | 2016.10.04 | 兆豐案外案？涉及利益輸送潤泰集團？蔡友才、王起梆收押禁見！ 兆豐融資237億成潤泰小金庫？蔡友才入主鑒機，樂陞獨董尹啟銘翻版？ 公股銀行紀律敗壞！洗錢辦不下去？北檢收網斷點蔡友才，轉移焦點？ 荒腔走板！蔡英文親自出手，究責包括現任財金官員，高層認了包庇？ 政策當靠山，管理鬆散有恃無恐。許添財爆：曾銘宗坐視TRF大坑殺！ 獨！近親相監金管失靈！台灣金融秩序崩潰，政經揭露人事黑幕。 退休高官鑽巧門！監守變自盜？金管會成財經地下皇帝家族系統！                                                              | 許忠信、鍾年晃、王時齊、趙天麟、胡忠信、許添財、蔡玉真、余莓莓                                               | 嵌字文: |
| 39   | 2016.10.05 | 一例一休拍板進入協商，DPP技術性護航？突顯立院程序亂了套？ 程序不再，強行過關？17分鐘通過勞基法草案！新政府溝通何在？ 內幕！虎航合約讓新航佔盡便宜，3年虧損12億，前朝爛攤又一樁！ 列車還有26年壽命，急著汰舊換新！高鐵千億採購案，為何僅1家？ 收網蔡友才，兆豐洗錢案到此為止？北檢放水，草率起訴挽回顏面？ 廢特偵成定局！中信金、國寶3大弊案偵結，吃奶的力氣起訴辜仲諒。 扯！風傳媒帶風向？蔡明忠不捨丁克華背黑鍋，財經幫大舉反撲？                                                                        | 黃國昌、徐永明、張宏林、洪孟楷、周玉蔻、胡忠信、鍾年晃、王瑞德                                               | 嵌字文: |
| 40   | 2016.10.06 | 老宋任特使赴APEC，高招？險棋？中國嗆明底線，宋能打破僵局？ 國台辦打槍！藍綠紅都不愛？宋信心滿滿：派我已是釋出最大善意！ 蔡總統首屆國慶有亮點，取消金釵團、肅穆軍演，不求吸睛求溫馨。 國慶演講眾所矚目，馬扁成亮點！典禮政治學，技術性卡扁，珍不爽。 黨產攻防戰，明公聽會開第一槍！兩手空空來台，追KMT第一桶金！ 國民黨TTD大樓出售！買樓120億，賣方只拿到80億，Call Out追真相！ 再追兆豐案！林全談辦案 : 不能盲目捕風捉影，火箭速度是錯的！ 司改玩真的？許宗力再任大法官違憲爭議！政經五問許宗力司改難題！ | 楊偉中、胡忠信、羅致政、鄭世維、林國成、黃帝穎、鍾年晃、王世堅、楊實秋                                       | 嵌字文: |
| 41   | 2016.10.07 | 中監收到出席申請，審核將過？阿扁若出席國慶，將有機會獲特赦？ 首場黨產聽證會登場！國民黨亂了分寸，瞎扯民進黨也是附隨組織。 不能說的祕密。不當黨產黑歷史。接收日產.侵占民有KMT致富傳奇！ 兆豐案誰該負責？馬朝官員大有問題！周美青辭基金會職切割疑雲？ 林錫耀點名曾銘宗、張盛和。前朝捅的大婁子，新政府火燒上身？ 有詭？馬朝財金官員無視TRF跟中國有關？彭淮南也挺TRF漏餡？ 獨！陽明海運員工給賀陳旦的一封信。交通幫惡行，國營事業被掏空？                                                                    | 胡忠信、許添財、管仁健、李明賢、鍾年晃、王瑞德、蔡玉真                                                       | 嵌字文: |
| 42   | 2016.10.08 | 打臉！彭淮南自比英國財務大臣關說！未揭露連襟關係VS民主授權。 財金幫藏鏡人幕後撐腰！媒體又在帶風向？政府辦兆豐案態度費解！ 沆瀣一氣？最高檢聯手媒體抹黑郭瑤琪？政經獨家踢爆中時假新聞！ 扯！最高檢侵犯權益！二次非常上訴，竟由違法檢察長朱朝亮承辦！ 改朝換代，司法黑機關仍運作！司改第一槍，郭案看小英改革決心！ 相忍為國球？WBC風波，棒協同路人？踢爆體育署、體發會組訓內幕！ 台上震怒台下麻吉？吳志揚、廖正井關係不一般？球員權益誰關心？                                                               | 周玉蔻、徐永明、許維智、洪孟楷、胡忠信、鍾年晃、黃帝穎、彭光輝                                               | 嵌字文: |
| 43   | 2016.10.10 | 玩哪招？扁出席國慶中監反對！醫療小組聲明：錯愕、憤怒、遺憾、抗議！ 駁回理由牽強，誰操作扁維拉？阿扁還是民進黨負債？新政府怕啥？ 雙十國慶真尷尬，105年前的今天，台灣沒有參與中華民國的建國！ 昔日民進黨杯葛，今日國民黨缺席！台聯喊「我要台灣人國慶」。 國慶拒答中國答卷！英政府堅持不提九二，籲正視中華民國的存在！ 掀綠營茶壺內風暴！老藍男內閣，老綠男不爽？大老挽拒出任資政！ 從馬政府吵到英政府！特赦陳水扁成政治算計？政治問題政治解決！                                                             | 周玉蔻、胡忠信、劉世芳、金恆煒、鍾小平、陳奕齊、許忠信、鍾年晃、郭正典、劉文雄、妖西                         | 嵌字文: |
| 44   | 2016.10.11 | 狂！蔡英文演說籲正視中華民國，國台辦回應沒有力量能阻止統一。 中國學者嗆兩年內滅台獨。小英遞橄欖枝，對岸放狗咬，善意有用？ 拒扁出席國慶，中監醫師的決定？評估標準何來？哪隻黑手在下棋？ 揭！平平都是前總統！扁馬二人司法差別待遇？凸顯檢方吃案護馬！ 驚！TRF如瘋狗浪，捲走企業數百億資金？金管會放任銀行巧立名目？ 究責無上限！假的？政院查核報告僅鎖定六人，金融幫斷尾求生！ 踹共！專斷彭總裁，牽制企業升級仍適任？連襟關係至今交代未清？                                                                 | 劉一德、胡忠信、王時齊、張兆林、周玉蔻、鍾年晃、唐德明、蘇德建                                               | 嵌字文: |
| 45   | 2016.10.12 | 身揹大巨蛋、洩密罪，馬英九11月申請去馬來西亞和美國！給去嗎？ 司法正義何在？平平都是總統，罪證確鑿未被傳喚，擺明吃案護馬？ 裝窮？洪秀柱人馬進駐10基金會，掌握6.7億元資產，挨批無意改革！ 有錢好辦事？基金會由黨產捐助，洪兼任董事長，黨主席保衛戰開打？ 國家銀行成黨國奶水庫？劉掌櫃與尹老闆，一段國民黨與財團的故事！ 強辯？打臉彭淮南！關說未揭連襟關係，已違聯合國反貪腐公約！ 黑手設下案情斷點？兆豐案大究責！還有三大漏網之魚置身事外？                                                               | 周玉蔻、胡忠信、徐永明、蘇德建、楊偉中、鍾年晃、王瑞德、蔡玉真                                               | 嵌字文: |
| 46   | 2016.10.13 | KMT黨工薪情差！握8500萬政治獻金不發，煽動鬥爭洪只顧主席大位？ 洪習會成局！兩岸和平協議成籌碼？國民黨寧願靠中國不想靠台灣？ 樂陞案終於承認有疏失！黃國昌批金管會把大家當笨蛋！該究責誰？ 脫罪？起底？中國國家副主席樂陞案幕後黑手？鄭鵬基是何方神聖？ 私募基金野火燒不盡？揭「巴拿馬檔案」，太子黨洗錢高官名單大曝光！ 醫師歌謠家鄭智仁獨家獻唱，台灣百合獻給疼惜台灣土地的母親！ 就是愛台灣！王明哲為台獨奉獻一生。扁獄中作品「阿母的目屎」大公開。                                                       | 胡忠信、羅致政、鍾年晃、鄭世維、徐嶔煌、楊偉中、鄭智仁、王明哲、王世堅、李坤城                               | 嵌字文: |
| 47   | 2016.10.14 | 決策協調會一條鞭不得已？許宗力初質詢，拋出小英違憲震撼彈？ 打臉馬英九！許宗力:中華民國主權不含對岸，延續兩岸國與國關係！ 「觀光特區」背後財團操作？博弈公投騙局一場？炒房炒地才是目的！ 荒謬公投法！民意展現變成諜對諜？門檻太高，反面命題才能獲勝？ 指標民調 : 蔡英文不滿意46.4%，檢視執政五個月，出了什麼問題？ 護航邱太三為名，行放水兆豐之實？兆豐報告流會，綠委集體缺席！ 查辦玩真的？追鑒機設立過程，北檢上午首度提訊蔡友才心腹！                                                                   | 胡忠信、鍾年晃、王瑞德、李明賢、周玉蔻、劉櫂豪、邱顯智、黃越宏                                               | 嵌字文: |
| 48   | 2016.10.15 | 昔日高喊廢監院！今日又提名監委！蔡政府髮夾彎？說不出的苦衷？ 老虎打不了！蒼蠅抓不到！監察院可割可棄。一石二鳥計，蔡不懂？ 全面執政脫胎換骨？怒批沒踏出半步！民進黨被文官僵化體制綁架？ 兆豐.樂陞.連番燒，謝金河列四案！社會對小英期待快速失落中？ 內閣不滿意度飆！不適任閣員李世光.葉俊榮.郭芳煜.張景森挫咧等？ 阿扁卸任被關監牢 VS 老馬下台趴趴走！司法像月亮，藍綠不一樣？ 爆！北檢醒了沒？馬英九涉24案，520後重啟調查，至今做了什麼？                                                                  | 周玉蔻、鍾年晃、胡忠信、黃帝穎、王世堅、唐德明                                                               | 嵌字文: |
| 49   | 2016.10.17 | 荒唐！台北駐日代表處，竟掛已故駐日代表名下，權狀44年無人理！ 馬政府踹共！不明外交財產一籮筐，我國在韓土地任人變賣無所謂？ 踢爆！馬八年讓國民黨基金會賺很飽！柱派重要幹部進駐目的為何？ 獨家！推薦人才竟變求官說？吳澧培親上火線，說明引薦來龍去脈！ 誰在帶風向？求見小英想要拼特赦？阿扁怒駁斥「絕無可能求饒」。 選前如猛牛，改革如蝸牛。林全踩煞車：公投法先取得多數人共識！ 案發兩個月，北檢追洗錢，紐約分行經理涉內線交易交保，查案玩真的？                                                            | 楊偉中、鍾年晃、胡忠信、張斯綱、袁紅冰、吳澧培、陳亭妃                                                       | 嵌字文: |
| 50   | 2016.10.18 | 司改第一槍卡彈！非常上訴遭駁回！郭瑤琪：對司改真的很失望。 閉眼判決？郭非常上訴六大理由，最高檢原文照抄。最高檢沒看？ 司改依舊一片黑？不敢面對？郭案被駁回，顏大和竟說：不予置評？ 網友讚史上最狂！大法官提名人許志雄十大金句點破憲法國王新衣！ 盈利你賺，工錢我付？薪資換名目，南山保險員勞保差額全民買單？ 員工爭勞權，抗議成狗吠火車！揭業務員聘僱糾紛，南山聲明告政經。 追兆豐！謙卑沒魄力！蔡政府辦兆豐恐不了了之？沒有真相的弊案？                                                                  | 袁紅冰、鍾年晃、黃帝穎、彭光輝、許文懷（非常上訴案律師）、胡忠信、劉世芳、蔡玉真、邱俊祺（南山工會副理事長） | 嵌字文: |
| 51   | 2016.10.19 | 獨！北銀前副理親上火線！內部保密資料曝光，揭富邦以小併大真相！ 魚翅好吃嗎？馬英九只吃過五次？小富邦能吃大北銀，馬關鍵角色？ 謝謝指教就全身而退？政治貪污更可怕！馬任內大巨蛋案最佳教材！ 司法只為有錢人服務？最高檢替元大馬家提非常上訴，無視郭案？ 郭瑤琪聲明：冤案上訴機制漏洞應修法，顏大和草率處理應下台！ 又一個政大幫！金管會新主委李瑞倉出線。林全又在小圈子裡找人？ 李瑞倉跨業挑戰！新人事連曾銘宗都說讚！兆豐案後續還能辦下去？                                                                  | 周玉蔻、胡忠信、鍾年晃、王瑞德、楊偉中、徐永明、黃玉炎                                                       | 嵌字文: |
| 52   | 2016.10.20 | 小英重新布局救民調，總統幕僚大換血！府秘書長.國安局長雙請辭。 不適任，楊國強辭得好？國安局人事棘手，小英上任五個月才底定！ 共諜、駭客頻傳！國安局首重抓內鬼。彭勝竹空軍出身挺得住？ 詭！國民黨喊沒錢，國台辦即刻救援？中國助渡難關，藍營續命湯？ 最新！司法案件一籮筐，馬卸任後，下月首次以被告身分出席。 馬卸任趴趴走，蔡的深綠壓力鍋要炸了！洩密案將成為辦馬破口？ 羅織罪名、程序違法，黨國遺毒整人SOP。蔡丁貴出獄首現身告白。                                                                          | 袁紅冰、羅致政、楊實秋、黃帝穎、鄭世維、蔡丁貴、胡忠信、鍾年晃、黃玉炎                                       | 嵌字文: |
| 53   | 2016.10.21 | 轉型正義！國發院土地國民黨先搶再變更地目，黨產會接手處理爭議！ 你情我「怨」！葉家「被自願」賣地！文件證物多如山，三次訴訟仍失敗！ 又是馬英九！元利建設買國發院當賀禮？押對寶一路順遂到郝時代？ 神秘小金庫曝光！國民黨營基金會坐擁42億！李明賢再槓楊偉中。 瓜田李下，大法官投票在即！尤美女「肉鬆禮盒」惹議！綠怎澄清？ 兆豐案反而爆出林全幫？政府忘了政經沒忘，追懲處名單漏網之魚！ 詭！馬英九文告點名讚聲，樂陞充滿濃濃藍營味道？統戰陰影揮之不去！                                                      | 周玉蔻、鍾年晃、王瑞德、李明賢、楊偉中、胡忠信、徐嶔煌、黃玉炎、葉頌仁                                       | 嵌字文: |
| 54   | 2016.10.22 | 皇后貞操不容質疑？民眾卻不信任司法！司法改革為什麼遲遲不動？ 檢座惡行惡狀大公開，腐敗大揭密！司法獨立擋箭牌，毒瘤除不掉？ 法官是人不是神，傲慢專斷退化成恐龍！司法信任崩壞再也喚不回？ 司法進化史：看懂觀審制、陪審制、參審制，哪個能解台灣司法困境？ 政治干預司法不意外！如果是陪審制下，扁案結果將截然不同？ 威權還沒轉型正義？超越法律的男人，為何司法遇到馬英九就轉彎？ 透明公開參與就有效？小英司改列車緩慢前進，如何承載殷殷期盼？                                                                  | 袁紅冰、鄭文龍、黃越宏、劉承武、胡忠信、黃帝穎、劉櫂豪                                                       | 嵌字文: |
| 55   | 2016.10.24 | 拆穿憲法的國王新衣！史上最狂大法官提名人，驚世狂語大集錦。 轉型正義必行，大法官提名人對國家正常化理解正確，憲改有望！ 獨！第五縱隊20萬人大舉犯台！袁紅冰：台灣面臨再一次的命運決戰。 揭密！港獨猶如肉中刺，中國全面插手香港自治，一國兩制都在騙！ 國會改革全民期待！新國會評鑑出爐引熱議，沃草、公督盟親上火線。 內幕！國會評鑑評什麼？立委為了評鑑怪招盡出！反失去評鑑意義？ 新國會真有新氣象？四黨打成績！國會調查權、議會改革還在等？                                                                  | 周玉蔻、鍾年晃、胡忠信、陳亭妃、張宏林、袁紅冰、劉一德、柯志恩、王希                                         | 嵌字文: |
| 56   | 2016.10.25 | 政經“獨”家！杜正勝部長來了！解密天然獨世代如何翻轉台灣未來！ 台灣為中心同心圓史觀，搓破中國神聖不可分割！顛覆天朝大一統。 馬英九新台獨教父？台灣走出認同錯亂的年代，統獨趨勢一去不回！ 揭！還原光復節的殖民心態！台灣才是主體，自己的紀念日自己訂！ 中國因素強壓，催生隔海相望的傘與花！天然獨世代，港台同步崛起。 你好大我不怕！中國惡鄰居反增港台離心力，面對霸權命運共同體。 台灣是台灣，中國是中國。杜正勝：轉型正義應展現台灣主體意識。                                                              | 杜正勝、袁紅冰、胡忠信、李明賢、吳崢、陳奕齊、王奕凱、林靜儀、黃台仰（港獨青年）                             | 嵌字文: |
| 57   | 2016.10.26 | 鎖定8案回國即傳，北檢全面偵辦馬英九。簽結又重辦，北檢玩真的？ 過往擺爛？輿論壓力重啟調查？馬不只八大案，媒體不追司法裝死？ 扁政治獻金叫貪汙，馬的連查都不用查？步扁後塵，進土城當學弟？ 政治人物怎洗錢？獨家驚爆：馬以南當門神？中化裕民遭判罰2900萬。 追！司院準副秘書長林勤純，兄是重大外逃罪犯！滯美遭外患罪通緝！ 獨家！兆豐案懲處像蚊子叮！有詭？黑手設斷點，蔡有才成替死鬼？ “錢”坤大挪移？兆豐銀大玩金權遊戲？公資源轉私企業，手法大公開！                                                         | 周玉蔻、楊偉中、鍾年晃、王瑞德、胡忠信、黃玉炎                                                               | 嵌字文: |
| 58   | 2016.10.27 | 騙？玩弄議事規則！民進黨一例一休強渡關山！國會改革攏系假？ 說個笑話，最會溝通的政府？吳秉叡：反對者可以不支持民進黨！ 戰神大罵可恥！黃國昌.洪慈庸親上火線爆內幕！社運人士號召衝立院！ 專業大於政治力？金管會大砲主委上任，李瑞倉：說我老綠男是汙名！ DNA裡沒有政治？兆豐案延燒，新主委竟說究責不是首要任務！ 北農人事大潰敗！張派人馬大獲全勝，柯文哲自信過頭！楊儒門傻眼。 利益驚人！政商結構共生！農委會自我閹割，菜價利益成地方派系禁臠？                                                              | 黃國昌、鍾年晃、羅致政、胡忠信、鄭世維、洪慈庸、王世堅、高嘉瑜、李慶元、蔡玉真                               | 嵌字文: |
| 59   | 2016.10.28 | 民進黨上任僅五個多月，太陽花竟再起？王奕凱再衝立法院，有理？ 就是要一例一休Pass！柯建銘：真相是國民黨與時代力量不給開會。 多數暴力修法，蔡政府最會溝通破功？商總高評價，往資方靠攏取暖？ 拍板！中生納保定案，台灣健保變全球健保。衛福部稱：有機會小賺。 說好的尊嚴對等？國民福利中生共享，納健保不得已？得了便宜還賣乖！ 教官退出校園，家長憂心學生按讚，連署破五千人，慰留留聲浪起！ 校園轉型正義里程碑，說好的八月呢？教官退出校園為何拖到2021？                                                        | 鍾年晃、王瑞德、胡忠信、李明賢、劉一德、林靜儀、王奕凱、林楠（中國學生）                                     | 嵌字文: |
| 60   | 2016.10.29 | 民調46%認扁案不公平，43%認馬干預扁案，議會串聯赦扁聲浪起！ 辦馬不夠力！人民不開心。馬英九身懷重大案件，還想出國趴趴走？ 加油好嗎？選前信心滿滿，選後改革好慢！小英民調探底，止跌不升！ 關館容易復館難！外交部撤四外館對嗎？攏是為了錢？外交太花錢？ 新南向淪為口號，紙上談兵？批：政府說夢話，要睡著時才能說！ 解密！菜蟲一條龍！是菜蟲還是鱸鰻？哄抬菜價背後的那股神祕勢力。 藍綠一個樣？農漁產銷大餅、地方勢力分贓，政府無力解構恐怖平衡。                                                              | 周玉蔻、鍾年晃、胡忠信、陳亭妃、唐德明、黃帝穎、徐永明、蔡玉真、王世堅                                       | 嵌字文: |
| 61   | 2016.10.31 | 起跑點就輸？十月司改國是會議，人民殷殷期盼，蔡總統還記得嗎？ 回歸人民！司改關鍵人物司法院長、法務部長！台灣司法癌症能解？ 陳水扁連續遭偷拍。遭遇宛如陳幸妤翻版。媒體霸凌，誰在消費扁？ 阿扁散步錯了嗎？醫囑吩咐每周2到3次，藍營發動仇扁政治操作？ 錯亂！轉型正義大笑話！“民族救星”高坐神廟，台灣近代最大荒謬劇？ 別笑北韓！全台蔣公廟十數間？造神無極限，獨裁統治罄竹難書。 轉型正義不該妥協！威權象徵站不住腳！列寧銅像，烏克蘭三年拆光！                                                                | 周玉蔻、胡忠信、鍾年晃、劉櫂豪、鄭世維、楊偉中、謝啟大、管仁健、劉一德、洪孟楷、陳峻涵                       | 嵌字文: |

| 集數 | 日期       | 主題 | 來賓 | 備註    |
| 62   | 2016.11.01 | 爆！習洪會登場，熱臉貼冷屁股？習近平冷處理，招待規格矮一截。 兩岸僵局找解方？除了一中其餘免談！北京重啟紅藍聯手制綠策略？ 玻璃心發作！三台媒無端被封殺，怕傷了皇城內的和氣？誰在作梗？ 地動山搖，恐嚇喊假的？習近平逼不了小英認九二，兩岸攻守易位？ 扯！監聽洩密案衍生六官司！北檢停止偵查？司改笑話邱太三看著辦！ 馬英九神功護體？莫忘司法院偷改公文！只為美河市案推諉卸責？ 歷史上的今天！廢除刑法100條的推手。李鎮源院士逝世紀念日。                | (視訊連線：曹長青)、胡忠信、鍾年晃、胡文琦、劉世芳、侯漢廷。 王世堅、鄭佩芬、黃帝穎、鄭文龍、劉文雄。                | 嵌字文: |
| 63   | 2016.11.02 | 習洪會大玩文字遊戲？柱姐真高招！拐彎不提各表，偷渡和平協議？ 勿忘圖博！一中求同更危險！和平協議一簽訂，台灣將永無和平？ 中華冥國躺在中山陵？藍綠搶著當代表？洪習會揭穿圓謊荒謬劇！ GDP成長趨緩，維穩費爆增，中國不穩定風險攀升，小心擦槍走火！ 敲響國民黨喪鐘？黨產會認定中投、欣裕台就是國民黨附隨組織。 第一桶金合法？顧立雄：黨費收入僅佔5%，中投資金來源可疑！ 司法院長交接，許宗力成立司改推動小組，小英司改列車緩步啟動。                        | 袁紅冰、周玉蔻、胡忠信、唐德明。楊偉中、鍾年晃、王瑞德。                                                             | 嵌字文: |
| 64   | 2016.11.03 | 赴中討拍拍！用盡"洪"荒之力翻牆直播，柱"心是熱的"感受祖國善意。 旋轉門沒了！教育部動手砍雙薪門神！部、次長三年內禁任私校董事！ 高教工會批：修法做半套！保證年輕教師工作權，轉任教職也該禁！ 拒砍七天假！青年團體突襲遍地開花！蘇嘉全譴責學生，今非昔比？ KMT借貸九千萬，金主曝光！免擔保無利息！政治獻金法形同虛設！ 揭！農產公司有菜霸！柯文哲完敗內幕，北農親上火線這樣說。 為郭瑤琪喊冤！民眾寄茶葉罐給顏大和。干預司法？檢察總長見笑轉生氣？        | 胡忠信、黃偉哲、鍾年晃、陳永興。楊偉中、鄭世維、黃帝穎、吳俊奇(工鬥青年)。彭光輝、蔡玉真、楊顯文(台北農產公司顧問)。 | 嵌字文: |
| 65   | 2016.11.04 | 最後一哩路好辛苦！蕭曉玲案回到原點？柯又轉彎？重啟評議程序！ 蕭曉玲：我要的只是恢復工作權。柯市長看這裡，違法事項清清楚楚。 郭母捐4500萬引海嘯！扯出當年中影糊塗帳，政治獻金也是辦馬破口？ "馬"車都要變南瓜！大巨蛋案北檢推拖拉？馬的「司法金鐘罩」破不了？ 一個交流各取所需？洪秀柱回國報喜，藍八縣市有利多，還是吹牛皮？ 砍完教育幫換國防幫？年金改革大刀砍向雙薪肥貓，小英政府動起來！ 黨國遺毒！退輔會大盤點，人事酬庸肥貓養殖場！新政府有魄力嗎？ | (視訊連線：曹長青)、蕭曉玲、鍾年晃、王瑞德、胡忠信。周玉蔻、鄭文龍、李明賢。                                         | 嵌字文: |
| 66   | 2016.11.05 | 再追兆豐！隱匿客戶資訊，原告Kingstone再告兆豐銀，官司吃不完？ 蔑視美法院判決，目無法紀疑有高官撐腰？諸多疑點金管會給問嗎？ 干政風暴！韓版特殊性關係？民眾怒火燎原，三萬人上街衝撞法院！ 韓國9.2？朴槿惠支持率探底。台韓民主危機，無法監督的政治藏鏡人！ 密友政治、毀憲亂政！馬皇背後藏"金"人，超友誼關係，人民不介意？ 維持現狀不可行？陳唐山批：害怕中國，台灣外交只有死路一條。 《經濟學人智庫》民主指數：台灣不是完整民主國家。政經獨家解析！       | (視訊連線：曹長青)、周玉蔻、鍾年晃、胡忠信、楊實秋、陳亭妃、袁紅冰。                                                 | 嵌字文: |
| 67   | 2016.11.07 | 獨！馬英九涉洩密案明出庭，關鍵4個犯罪時間，林秀濤判決露端倪。 判刑二年以上機率高？馬英九自知犯行，曾在廣播節目空中串證！ 陸軍官校“笑”歌，黨國傻傻分不清？轉型正義，綠委籲改掉黨歌黨旗！ 玻璃心碎？退將反共變親共卻說軍歌黨國不准改！國家認同已錯亂？ 扯！政大學生拒唱校歌，附中校歌頌揚新中國！不符時宜，認同度低！ 爆！逢中必轉？鳥籠公投遇中國龜縮？林全：優先要做的事還很多！ 美劇揭穿中華民國假面！台灣不是國家，修正公投法自決未來？              | 周玉蔻、鍾年晃、胡忠信、鄭世維、黃越宏。 楊偉中、劉世芳、劉櫂豪、胡筑生。                                            | 嵌字文: |
| 68   | 2016.11.08 | 真敢講！馬英九出庭，自備聲明強調無罪！反批柯建銘轉移焦點！ 熱鬧滾滾！馬柯互嗆，院外抗議支持聲不斷。蔡正元籲支持者護主。 卸任很忙！馬英九跑法院像廚房？頂新案沒出庭，專心應付洩密案。 驚爆！昔藍綠議員都反對。"富邦併北銀" 傳有三十億海外政治獻金！ 議員爆合併黑幕！北銀高層千萬關說吃閉門羹！富邦案能水落石出？ 政治獻金換人民權利，官商勾結人民緊盯！馬涉大巨蛋案最佳教材。 獨家！美國大選開票倒數中，美中台將展開新局面？曹長青搶先報。              | (視訊連線：曹長青)、胡忠信、黃帝穎、黃越宏、胡文琦、洪孟楷。黃國昌、黃玉炎、李晏榕、王世堅。                         | 嵌字文: |
| 69   | 2016.11.09 | 獨家剖析！美大選「普普瘋」政治素人正夯？川普入主白宮是福是禍？ 川普當選台股驚跌，投資人跌破眼鏡！彭淮南：恐衝擊台灣經濟。 潮水退了，台灣壓錯寶？富比士雜誌評論：蔡英文策略與川普相反。 衝擊區域政治安全？AIT：誰當選對台政策都不會變！吃下定心丸？ 美台關係新一章？投川普救台灣？共和黨新黨綱：台灣未來台灣人決定。 川普爆冷勝出，好萊塢明星現崩潰潮！白宮真人實境秀，歡迎收看。 共和黨大勝！參眾兩院完全執政！民調出了問題？媒體政客帶風向？          | (視訊連線：曹長青)、周玉蔻、鍾年晃、王瑞德、胡忠信、袁紅冰、張斯綱。                                                 | 嵌字文: |
| 70   | 2016.11.10 | 政治素人川普勝出，道出美國種族性別歧視大問題？政經獨家解析！ 內幕！共和黨幕僚透露台美關係恐大變動！美中台關係將重新定義？ 主張美國優先！川普將收美國對台保護傘？保護主義讓亞洲剉咧等？ 美國選川普蠢？台人挺威權笨！前AIT處長司徒文評論台灣荒唐事。 各國首領憂喜參半？川普副手彭斯資歷完整、個性誠實！選民定心丸？ 台灣外交昏迷指數再飆高？因應普普瘋，小英緊急召開國安會議。 講真話的時代，台灣非變不可！川普當選啟示，小英咁有聽到？                  | (視訊連線：曹長青)、司徒文、羅致政、胡忠信、鄭世維。袁紅冰、鍾年晃、余莓莓。                                         | 嵌字文: |
| 71   | 2016.11.11 | 外交亮紅燈？川普勝出2天，新政府急忙補破網，馬後炮澄清兩黨並重？ 獨家！政經電訪川普亞太政策專家Steven Yates分析台美中新關係。 Stephen Yates：川普當選，對台是挑戰也是機會，籲台鞏固與美關係。 內幕！駐星代表又是老藍男！綠營沒人才？外交走馬老路持續休克？ 民調驟降7.9%，小英滿意度死亡交叉，時代力量支持群.年輕世代轉向？ 爆！維持現狀是死路！中國LED倒閉潮撲向台灣，台灣還拿千億資匪！ 外交部撤關島外館，中國將趁虛而入，台商僑胞怒批李大維狀況外！   | (視訊連線：曹長青)、周玉蔻、鍾年晃、王瑞德、胡文琦、楊偉中、胡忠信、黃進益、徐嶔煌                                   | 嵌字文: |
| 72   | 2016.11.12 | 獨！政客別吹牛，台灣與川普最熟的是她，唯一募款餐會呂秀蓮主導。 自己嚇自己？台美關係不會變？川普將在台蓋大樓？對台經濟有利？ 續追馬司法！教唆洩密罪証確鑿！露出馬腳？監聽洩密案未完待續？ 內幕！聽到羈押馬臉垮！私人恩怨當大是大非？馬為鬥爭毀憲亂政！ 收手機搞什麼飛機？北院：節省檢查時間。統治者心態，政經再打臉！ 司法整肅有SOP？南港案學者也成扁案陪葬品！王隆昌案充滿瑕疵！ 扯！大巨蛋甄審委員戶頭平白多290萬沒事，一套司法二套標準。             | 周玉蔻、鍾年晃、胡忠信、楊實秋、蔡易餘、徐嶔煌、王太昌、徐永明                                                       | 嵌字文: |
| 73   | 2016.11.14 | 反核災食品解禁各地爆衝突！公聽會成作秀場？黑道進場爆流血衝突？ 看不下去！開放與否農委會、衛福部口徑不一，方儉今怒告林奏延！ 醫界有疑慮！應排除高風險產品。台日無司法互助，出事找誰負責？ 揭！派老宋出任務失策？APEC代表嗆明一中屋頂反台獨，小英頭大！ 親中禮遇？中國授意專機接馬有目的？培植紅色傀儡替一帶一路背書？ 川普上任展現改革大決心！看看美國想想台灣，政黨輪替台灣一個樣？ 給川普賀函是「菜」英文？府秀扁、馬文件反駁！硬凹徒留國際笑柄。     | (視訊連線：曹長青)、周玉蔻、鍾年晃、胡忠信、高梓木、劉一德、劉文雄、劉櫂豪、方儉                                     | 嵌字文: |
| 74   | 2016.11.15 | 外交放火？核災食品輸台遭日方施壓？李大維點頭說出不能說的祕密！ 國民黨民調：7成4民眾反對核災食品輸台！七藍委要求再開公聽會。 鎂光燈不再？媒體不跟。遭星報矮化台灣前領導人，馬英九又表遺憾。 朴槿惠遭約談，看看南韓想想台灣。北檢慢吞吞，林全：對司法失望 ！ 代誌真大條！32退將50顆星赴中國，綠委籲徹查，取消退休俸及勳章。 笨蛋！問題在官僚。中國打壓外交部依舊軟趴趴，國際參與全無望？ 百日新政忙滅火忘初衷？說好的轉型正義呢？促轉草案竟未排三讀！    | (視訊連線：曹長青老師、郭正光博士)、胡忠信、蔡適應、唐德明、許維智、鍾年晃、黃偉哲、洪孟楷                           | 嵌字文: |
| 75   | 2016.11.16 | 一國兩制，沒有的事？自治底線被染指，香港兩議員資格確定遭拔！ 中國霸凌港獨議員，港民眾都傻眼！台灣裝沒看見？政經隔海連線。 下台呼聲甚囂塵上，朴槿惠去留未明。在野黨揚言不讓朴做好做滿！ 羅生門！骨感妹婚外情扯出國安局長鬥爭！監察院、國安局誰說謊？ 川普啟示錄！商界狂人治國正夯？泛藍勸進，郭台銘2020挑戰蔡英文？ 勞基法開戰！大綠小綠再槓上！回不去了？綠委諷刺改名抹黑力量。 蔑視政黨輪替！劉兆玄霸佔會長，文化總會威權時代產物還有存在必要？       | (視訊連線：曹長青、梁頌恆、游蕙貞)、周玉蔻、鍾年晃、胡文琦、李天鐸、胡忠信、徐佳青、徐永明                           | 嵌字文: |
| 76   | 2016.11.17 | 揭！APEC記者會稱「中華台北」，新政府到底是誰一直不願稱台灣？ 自我設限怕誤解！外交小心過了頭！馬規蔡隨，政黨輪替意義何在？ 莫忘彭滂沱事件！國家認同 VS.得罪中國，孰輕孰重蔡政府搞不清？ 民心思變！小英不變！施政離人民越來越遠，李登輝斷言民調會更低。 險！不認為能安然做4年？2020年小英PK郭董，網路民調小英輸慘。 爆！立法做半套，洗錢防制法不納入專業監督，竟然是這些人力阻！ 力阻洗錢防制法，亞太防制洗錢評鑑恐難過？台灣將變金融孤島！              | 胡忠信、鍾年晃、余莓莓、鄭世維、張斯綱、楊偉中、黃偉哲、黃玉炎、詹德恩                                               | 嵌字文: |
| 77   | 2016.11.18 | 破案有望？追訴期剩2天，揭開劉邦友血案背後不可告人的政治陰謀。 解構黑金政治！商人.黑道扮演關鍵角色，地方派系不倒台灣不會好！ 核食公聽會黑影幢幢，掀民眾恐慌！黑金政治復辟，幕後引信是中國？ 掬一把同情淚！馬遭中國打壓，92共識神主牌失靈，信徒夢醒時分？ 慘！歷史地位又如何？中國打壓不手軟，馬「以身試法」一手戳破！ 匪區心戰任務結束，NCC收回音樂、寶島網，中廣斥打壓新聞自由！ 追！中廣公產變私產，國民黨三中案一筆爛帳。又是特偵組全部簽結！        | 周玉蔻、楊實秋、王瑞德、李明賢、鍾年晃、胡忠信、林岱樺                                                               | 嵌字文: |
| 78   | 2016.11.19 | 史無前例，大小抗議不斷，蔡英文執政半年總檢討，各黨各派來把脈。 前朝爛攤百廢待舉？議題設定舉棋不定？小英執政半年有點亮台灣？ 兆豐案連環爆！蔡政府失威信，危機處理能力不足，人民漸失信心！ 賞味期已過？上任半年小英滿意度死亡交叉！哪件事失分最慘重？ 改革聲聲慢，內政維持現狀。藍綠和解聯盟？蔡問題就在"蔡藍族"？ 髮夾彎數不清！換位置換了腦袋？全面執政的民進黨可有忘了初衷？ 說好的勞工政策呢？承諾的司法改革呢？人心思變，蔡政府動起來！             | (視訊連線：曹長青)、周玉蔻、許添財、鍾年晃、胡忠信、劉文雄、胡文琦、陳奕齊、劉一德、陳亭妃、徐永明、楊子賢           | 嵌字文: |
| 79   | 2016.11.21 | 呂副給問嗎？小英新政體檢，全面執政攻守易位，多元聲音反成僵局？ 老舊官僚盤踞，台灣難開新局。用人問題無解？呂副幫小英開藥方！ 司改震天價響！既定人馬把持利益。曾受司法迫害，呂副有話要說！ 總統親領軍，司改會名單透露玄機！黨校同學會，天龍觀點看司改？ 做半套？法界老鳥妥協心態？兆豐、樂陞殷鑑不遠，金融司法誰能改革？ 抓到了！陽光照不進司法黑幕，司改列車慢速前進，誰在帶頭掩護？ 公開透明！公佈司法人員個資是最基本，司法院竟批公開獎懲記錄！       | 前副總統呂秀蓮專訪 (視訊連線：曹長青)、黃國昌、周玉蔻、黃越宏、楊偉中、鍾年晃、胡忠信                                | 嵌字文: |
| 80   | 2016.11.22 | 民主價值關鍵時刻，台灣不該缺席！港議員游蕙禎寫信呼籲蔡總統。 遇中就軟怕啥？台灣留學生不想當中國人，抗爭換來無國籍居留證！ 傻眼！停飛一天變解散，股票一夕壁紙復。復航投資人的驚奇旅程。 解散只因中客不來了？九月開放員工認股，復航高層坑殺早有預謀？ 禿鷹配合媒體，放消息坑殺投資人！內線交易沒人怕，金管會失能？ 35卸任金管官員轉公營行庫！旋轉門從嚴修法，李瑞昌竟稱沒有必要！ 歷史上的今天！台灣史上最狂造勢晚會，莫忘1989年台版V怪客！              | (視訊連線：曹長青)、王瑞德、胡忠信、洪孟楷、黃偉哲、鍾年晃、蔡玉真                                                   | 嵌字文: |
| 81   | 2016.11.23 | 搞什麼飛機？興航倒閉又全民買單！兆豐被A走17億！又是蔡有才？ 母集團切割！投資人求償無門？留下四大爛攤，銀行團不准興航解散！ 不玩了！劉兆玄終辭去會長職務。別有居心？強占文化總會故意的？ 政黨輪替，交通幫仍吃香喝辣！內閣學歷高，國家競爭力卻每下愈況？ 教唆洩密、大巨蛋案，北檢將查馬英九。赴美非公開行程，政府有掌握？ 轉型正義起點：司法改革。陳志龍呼籲司法院如中國刑部，應廢除。 "威權履歷"縱橫官場？宋任特使，小英欽定！轉型正義一場遊戲？        | (視訊連線：曹長青)、周玉蔻、鍾年晃、胡忠信、余莓莓、張斯綱、陳志龍                                                   | 嵌字文: |
| 82   | 2016.11.24 | 內幕！國民黨調頭寸？民生基金會急領現金！推動業務？別有用途？ 黨產逃走中？捐助超過11億，基金投資有賺有賠，KMT左手捐右手賺？ 參加APEC返國，宋楚瑜對自己表現比讚，一個宋習會各自解讀？ 一中陷阱舊思維，新政府外交戰一敗塗地？中華民國在國際寸步難行！ 監聽段宜康，辦扁大將跳級升官！司改大工程，小英人事任命亂了套？ 國軍內鬥不意外？府拍板，邱國正否認升參謀總長！國事如兒戲？ 轉型正義？北檢不辦馬？綠想輕輕放下？國會過半，彈劾無聲無息？              | 楊偉中、胡忠信、羅致政、胡文琦、蔡丁貴、鍾年晃、黃越宏、陳思庭                                                       | 嵌字文: |
| 83   | 2016.11.25 | 出包？復興航空讓蔡政府亂了套？危機處理差！交通部連兩天挨刮！ 肥貓酬庸？綠委爆「高薪門神」。79歲前交通部次長坐領高薪！ 爆！民航局督查人員過太爽？航空業奉為上賓？監督鬆散遲早出包！ 慌了？停飛早有前兆，九人會議渾然不知，民航局專業能力不足？ 玩真的？司改籌備會正式召開，總統籲引進多元聲音，全民一起參與。 蓄勢待發？許宗力端八道菜單，三大改革！政經帶您直擊司改殿堂！ 17名籌委引爭議？蘇素娥、王梅英成戰將，蔡碧仲熟民意能加分！                   | (視訊連線：曹長青)、周玉蔻、鍾年晃、王瑞德、胡忠信、唐德明、黃帝穎                                                   | 嵌字文: |
| 84   | 2016.11.26 | 獨！兆豐百日總體檢，金融秩序崩壞，換得了官員換不了系統腐敗？ 兆豐洗錢辦成內線交易？完全執政，洗錢防制法卡立院，政府放水？ 57億罰金全民買單！僅推責KYC不足。真相何在？財經幫隻手遮天？ 上任半年民調狂跌找病根？小英溫柔力量沒用？真心告白選民不買單？ 天時地利人和！全面執政為何卡卡的？對比輝與扁，蔡顯得沒魄力？ 關鍵錄音檔曝光！縣議員冒生命危險爆「理想大地案」傅崑萁違法！ 引中資買地？傅崐萁與中國營企業關係不一般？家族扮演關鍵角色！            | (視訊連線：曹長青)、周玉蔻、鍾年晃、胡忠信、陳亭妃、許添財、許忠信、劉曉玫                                           | 嵌字文: |
| 85   | 2016.11.28 | 中國電影血洗金馬！台灣國片慘敗。幫人抬轎？文化統戰掀論戰！ 政治歸政治？你藝術交流他文化統戰，中國直播涉禁片段全消失！ 中國警告文化台獨！小英忌憚？台美人要正名，政府只想維持現狀？ 心魔難除？國際觀長期鎖進中國！新南向政策，猶如文青論述打高空！ 民調直直落！阿輝伯點名舊勢力盤踞，造成執政困局！小英有聽到？ 隻手遮天！花蓮王還五星級縣長？關鍵錄音曝光！縣府硬喬土地買賣？ 巧？傅?萁夫婦幕後黑手？上午簽約下午轉手，榮亮負責人竟是徐榛蔚！          | (視訊連線：曹長青)、楊偉中、鍾年晃、胡忠信、劉櫂豪、陳沂、蔡玉真、陳思庭                                             | 嵌字文: |
| 86   | 2016.11.29 | 正義的腳步好慢！民進黨版促轉條例，自己提案自己封殺，演哪齣？ 會怕就好？選罷法下修三讀！網友號召罷免老柯，連署2天人數破萬！ 護產不遺餘力！丟雞蛋、撒冥紙，國民黨工「討薪水」衝撞黨產會！ 沒有記憶沒有正義？課本不會告訴你的事，台灣民主里程碑中壢事件！ 緩兵之計？張國政籲暫緩收回航權。消息滿天飛，金管會放任不管？ 再追理想大地！花蓮縣府秘書長提告劉曉玫，以訟止謗？打到痛點？ 獨家！理想大地案，花檢偵查不起訴書有內幕！政經揭露4大疑點！           | 黃國昌、鍾年晃、王瑞德、徐嶔煌、胡忠信、黃帝穎、黃玉炎、胡文琦                                                       | 嵌字文: |
| 87   | 2016.11.30 | 期望高，失望更高。小英民調直直落！閣揆護航親信，府院沉重包袱！ 錯失良機，法統勢力反撲！小英會是下一個朴槿惠？第二個郭瑤琪？ 扯！誰正在掏空台灣？公股占台灣金融總資產49%，都這幾人在玩？ 又是馬英九！2010年修法，金管會成獨裁機構，反喪失監督功能！ 爆！花檢主動傳喚，理想大地案有爆炸新發展？劉曉玫再爆錄音檔。 轉型正義列車誤點？一生還原228真相，正視台灣歷史。阮美姝辭世！ 歷史上的今天：為台灣民主奉獻一生，信介仙逝世17週年紀念。                 | 周玉蔻、胡忠信、陳學聖、鍾年晃、黃偉哲、劉曉玫                                                                       | 嵌字文: |

| 集數 | 日期       | 主題 | 來賓 | 備註    |
| 88   | 2016.12.01 | 刺馬行動開始？北檢傳喚洩密案三要角馬英九、江宜樺、黃世銘對質！ 追！法院認證馬英九涉一次洩密、兩次教唆。黃世銘緊咬馬教唆洩密！ 司改列車緩步啟動！體制反撲？法官、律師界批小英傷害司法尊嚴！ 錯判沒事冤死活該！司法官如太上皇？專業傲慢？小英司改路迢迢！ 赴中品牌大撤退！誰吃了毒蘋果。兩岸紅利結束 台商中國夢該醒了？ 好大膽！內政院八次要求提財報，婦聯會裝傻拒絕！背後有靠山？ 勞軍捐千億！婦聯會黨旗高掛，只支持KMT候選人，還說不是附隨組織？                                                          | 楊偉中、胡忠信、鍾年晃、鄭世維、何志揚、王世堅、鄭佩芬、高為邦、張斯綱                                                 | 嵌字文: |
| 89   | 2016.12.02 | 兆豐案偵結，涉內線交易、背信！蔡友才遭求刑12年、王起梆10年。 雷聲大雨點小！洗錢辦不下去？兆豐案掀起政治風暴，司法恐難止血？ 馬涉洩密案，北檢馬拉松式偵訊，約談羅智強，案情升高將速偵結？ 大巨蛋、富邦併北銀、貓纜案，北檢偵辦露端倪，八大案接下來是？ 一個宋習會各自解讀？一中屋頂換來戰機繞台，兩岸關係更緊張？ 台灣處境進退兩難，維持現狀在扯後腿！小英政府如何正面迎擊？ 中華台北緊箍咒！住民自決才是唯一解！AIT處長籲強化台灣防禦信心。                                                               | (視訊連線：曹長青)、周玉蔻、鍾年晃、劉文雄、王瑞德、胡忠信、李明賢                                                     | 嵌字文: |
| 90   | 2016.12.03 | 魔鬼藏在細節裡！第一次司改會淪為大拜拜？搏取美名不想真改革？ 司法改革像牛車！邱太三問題很大！莫忘離譜扁案，檢察官無法無天！ 只討黨產不是轉型正義，民進黨算盤只有選票？只想跟國民黨比爛？ 反對核災食品！國民黨提全國性公投！郝龍斌發動，蔡正元潑冷水？ 諷刺！昔擋公投，在野後竟想提案。藍綠聯手下修門檻，意外收穫。 財訊爆黑幕！TRF淪坑殺投資人工具，金管會開鍘重罰星展、台新。 心術不正老闆操縱股價，台灣金融被玩殘！金融幫官員是最大元凶？                                                               | (視訊連線：曹長青)、周玉蔻、鍾年晃、胡忠信、高嘉瑜、許添財                                                             | 嵌字文: |
| 91   | 2016.12.05 | 川蔡熱線！台灣搶盡國際各大媒體版面！十分鐘通話內容原來是...？ 打破37年慣例，美中台關係大洗牌！蔡英文還要自我設限維持現狀？ 玻璃心碎一地！台灣重回美中台談判桌，中國怒嗆要拿掉台灣邦交國！ 政經上課，美國觀點下的台灣與中華民國。海水退了究竟誰沒穿褲？ 中國出招？海霸王聲明挺一中！用政治標籤打壓台商，蔡政府沒對策？ 11位監委補提名，驚見綠營政壇老將！陳師孟.趙永清.羅文嘉榜上有名！ 追不當黨產！鎖定中廣下波目標。丟臉丟到國外去，AIT打臉蔡正元！                                                      | (視訊連線：曹長青)、周玉蔻、鍾年晃、蔡適應、鄭世維、楊偉中、胡忠信、劉櫂豪、胡文琦                                     | 嵌字文: |
| 92   | 2016.12.06 | 小英下軍令狀！一例一休立院硬闖！勞基法修法爭議今晚畫下句點？ 修法有蹊翹？落實勞檢、違法制裁，勞基法修法改變不了血汗台灣？ 獨家！陽明海運員工給賀陳旦的一封信！交通幫掏空計畫進行中？ 台美友好？葉望輝抵台周五拜訪外交部。對美不能再維持現狀了！ 不按牌理出牌，川普重新定義一中政策！美國議員力挺支持台灣？ 正名自決！醒醒吧你沒有國家！大英百科：蔣介石政權是流亡政府。 理想大地案違法過戶？劉曉玫再爆關鍵證據！縣府一級主管牽涉其中？                                                                    | (視訊連線：曹長青)、王瑞德、胡忠信、鍾年晃、唐德明、吳祥輝、王可富、劉曉玫、陳歐珀                                     | 嵌字文: |
| 93   | 2016.12.07 | 勞基法三讀，蔡總統向行政.立法表感謝，7綠委跑票，黨團怎處理？ 民調死亡交叉！週刊：蔡政府花大錢掌握輿情救民調？政院怒駁斥！ 冷處理？小英首度回應熱線"不代表政策轉變"。談判策略？維持現狀？ 內幕！用錢買外交？汙名化川英熱線！紐約時報曝光關鍵文件。 傻傻分不清楚？留學生被當中國人遭拒入境，正名台灣才是出路？ 兆豐案偵結，洗錢另案偵辦？友才被關衍樑過關，鑒機案完美切割？ 扯！樂陞案驚爆內線交易！監委變炒手？陳慶財曾任國民黨產掌櫃。                                                                    | (視訊連線：曹長青)、周玉蔻、鍾年晃、陳亭妃、余莓莓、胡忠信、蔡玉真、胡文琦                                             | 嵌字文: |
| 94   | 2016.12.08 | 大綠小綠開戰時刻？選前牽手選後交手！老柯狀告小英，學長94狂？ 政壇超新星搶鋒頭！勞基法修正三讀，老柯藉機電學弟？擺態耍威風？ 逢場作戲？反對黨做半套？勞基法修法無立足之地，KMT守門如紙糊！ 忍不住啦！蔡總統過境美國，中國外交部小動作再提「一中原則」。 官僚故步自封？小英出訪，李大維滅火：外交部從沒考慮過境紐約。 台商大逃亡？紡織股王撤中國，返鄉挺南向，兩岸貿易不能只靠讓利？ 兔死狗烹！商人無祖國？王雪紅夫妻唱雙簧？九二共識變一中一台？                                                           | 楊偉中、胡忠信、唐德明、徐永明、葉宜津、楊實秋、蔡玉真                                                                 | 嵌字文: |
| 95   | 2016.12.09 | 老外看台灣！美議員、社運人士齊力讚聲，街訪美國人力挺川英熱線！ 台灣未來自己救！建國制憲？台灣主權未定，內外挑戰先過關！ 劉松藩病逝海外！掏空台灣，全民買單，經濟要犯總能全身而退！ 政黨輪替，遺毒仍在！兆豐、樂陞、TRF，台灣金融秩序全面失控。 扯！存放比2.9倍，銀行搬台灣錢放款中國，公股銀行竟然也有份？ 修法重罰2500萬！UBER強硬不守「三納」，政院看不下去出手了！ UBER爭議不休，共享經濟世界潮流，政府角色何在？翟本喬說分明！                                                                        | (視訊連線：曹長青)、楊偉中、羅致政、胡忠信、鍾年晃、鄭世維、翟本喬、劉一德、王奕凱、吳祥輝                             | 嵌字文: |
| 96   | 2016.12.10 | 政經獨家！世界人權日，民主啟蒙時。美麗島事件27周年紀念！ 聽了會掉淚！從禁止傳唱到萬人合唱，每個台灣人心中的美麗島。 給獨裁統治者上一課，民主政治由此開始！那一夜，他們抵死抗暴！ 溫柔的力量！用悲情唱進體制內，入獄者家屬日思夜夢聲聲望你早歸。 黃華挑戰威權坐政治黑牢23年，前人種樹後人乘涼，民主傳承不停歇。 終結萬年國代！台灣史上第一學運，鍾佳濱訴說野百合學運起因...。 伊是咱的寶貝，百萬人牽手護台灣！奠定主體意識，讓全世界都看到！ 島嶼天光，翻轉政治改變未來！太陽花世代唱出捍衛台灣民主決心。  | 張俊雄、黃華、鍾佳濱、吳崢、胡忠信、周玉蔻、李應元                                                                     | 嵌字文: |
| 97   | 2016.12.12 | 歷史回顧，刑法100條扼殺台灣的民主萌芽！叛亂犯獨家現身說法。 懲治叛亂條例當武器，政治犯最深層的恐懼。沒來由定罪好大官威！ 批判政府貪汙，叛亂罪入監12年。樹枝伯用人生精華記錄台灣歴史。 國民黨最頭痛的人物！黑名單三進三出台灣！台獨運動傳奇陳南天！ 黑暗時代的人權光芒，正義律師對抗獨裁！李勝雄一路走來始終如一。 末代叛亂犯！獨台案點燃思想自由！叛亂犯用生命換來思想解放。 時間是轉型正義敵人，追二二八真相阮美姝辭世，轉型正義刻不容緩。                                                               | (視訊連線：曹長青)、陳南天、林樹枝、李勝雄、蔡有全、胡忠信、鍾年晃、王瑞德                                             | 嵌字文: |
| 98   | 2016.12.13 | 沒政府了？愛國同心會再度打人！港獨人士遭襲擊，柯P嚴辦當真？ 享言論自由，反對人權施暴！愛國同心會如犯罪組織，背後誰撐腰？ 改革缺魄力！國家人權委員會再次原地踏步？誰在抗拒人權轉型正義？ 用錯人怎做對事？馬英九愛將都入選，司改籌委會淪門面博名聲？ 獨家！ 56%日本人信賴台灣，日本國務大臣力促台灣正名參賽奧運！ 獨家！建立雙贏！川普時代的台日中關係如何走，愛知和男這樣說。 再追兆豐，第二波懲處四人記過設斷點？已退休人員無實質影響！ 爆！兆豐紐約又敗訴Kingstone！洗錢疑雲仍是謎？罰金57億全民買單。   | (視訊連線：曹長青)、日本前防衛廳長官(國防部長)愛知和男、鄭文龍、王世堅、王瑞德、鍾年晃、胡忠信、徐永明、許維智、朱政騏 | 嵌字文: |
| 99   | 2016.12.14 | 翻轉華府？川普打造非典型團隊，建立美國史上最富有.軍事化內閣！ 學者治國強迫症？空有理論沒經驗！美國CEO治國，台灣學者誤國。 網路戰？LINE瘋傳蔡英文政績？藍諷執政髮夾彎？當家才知柴米貴？ 改革不是請客吃飯！小英施政遇爭議就協商？期待太高失望太深！ 揭密！公投修正立院延宕！中國因素？政治算計？民進黨再度背叛？ 林義雄關鍵提醒有原因！公投修正慢不得！綠拆鳥籠行動為何卻步？ 爽！罰款、年終全民買單！57億元裁罰當沒事？兆豐年終估逾5個月！                                                                 | (視訊連線：曹長青)、胡忠信、鍾年晃、劉世芳、胡文琦、周玉蔻、陳東豪、賴振昌、陳建銘                                     | 嵌字文: |
| 100  | 2016.12.15 | 朝野大戰！審議領土公投無共識，國民黨大轉彎，支持立場玩真的？ 牽動兩岸敏感神經！觸及統獨又淪政治算計？台灣還是民主國家？ 承認取得不法！國民黨自打臉，中廣疑義講不清，KMT護航說溜嘴？ 揭密！中廣一路縮水，多次減資有詭？得利76億，黨產會出手追徵！ 獨！二次敗訴，兆豐洗錢疑雲，電訪 Kingstone 14年官司追真相！ 爆！年金改革有口號沒行動？公股優存13%利率，財政無改革計畫？ 歷史上的今天：政治俠士心，人生美如櫻！紀念民主俠客江鵬堅。                                                                       | (視訊連線：曹長青)、胡忠信、黃偉哲、鍾年晃、鄭世維、楊偉中、徐永明、蔡玉真、黃玉炎                                     | 嵌字文: |
| 101  | 2016.12.16 | 黨產會討中廣資產，趙少康嗆非國民黨附隨組織，真是善意第三者？ 追流向！中廣出售後多次減資，資產一路縮水，國民黨從中拿76億？ 學術醜聞！教授論文造假、收錢，台大沉淪，校長楊泮池遭點名下台！ 學術倫理淪口號，掛名升等有SOP？學界八大戶造假7年領了9億元？ 台灣論文造假名列國際前三！學而優則仕？產.官.學一條龍吃垮未來？ 國營優存13%能拖就拖？世代不公刻不容緩！金融界也需轉型正義！ 公股銀成掠奪年輕人財富幫兇？台灣崩壞進行式，改革還在馬拉松？                                                              | (視訊連線：曹長青)、王瑞德、胡忠信、鍾年晃、周玉蔻、李明賢、林騰鷂                                                     | 嵌字文: |
| 102  | 2016.12.17 | 你籠我籠，還權於民做半套？公投法照妖鏡，藍綠只有算計沒有人民！ 爆！憲法不修爭議不休！領土複決權納公投，綠營轉彎藍營演戲？ 扯！中華民國憲法適用台灣？修憲公投看中國？自己未來不能自己投？ 內幕！川普南海政策三支箭！聯準會出手升息，加速中國經濟泡沫化？ 中共軍機繞台，是敵是友分不清？武力威脅犯台，台灣親善換和平？ 巾幗不讓鬚眉！藍綠立委齊支持女性當兵，看看以色列想想台灣。 請鬼拿藥單？昔檢改大將陳瑞仁出任法務部參事，司改終究夢一場？ 完全沒有畫面！法院國防布何時掀開？直播唯一解，惡檢無所遁形。 | (視訊連線：曹長青)、周玉蔻、鍾年晃、胡忠信、張斯綱、葉宜津、劉文雄、許毓仁                                             | 嵌字文: |
| 103  | 2016.12.19 | 回應川英熱線！歐巴馬下台前刷存在感？台灣同意維持現狀不會獨立？ 自己國家自己救！“台灣不是中國一部分” FAPA登報說出台灣人心聲。 被美國霸凌找台灣出氣？解放軍嗆「拿下台灣」，對台年年武統年？ 扯！假帳、超貸樣樣來，2016年公股銀行頻出事，國庫署惦惦裝沒事？ 兆豐腦補英語課！紐約判決白紙黑字卻自稱勝訴，全世界都笑了。 青年人的枕頭革命！世代不公訴低薪、稅賦苦，年輕人上凱道打地鋪！ 落後稅制成貧富差距元兇？惡搞百姓整肅政敵？國稅局成封建衙門？                                                           | (視訊連線：曹長青)、周玉蔻、陳志龍、鍾年晃、鄭世維、楊偉中、胡忠信、劉櫂豪、蔡孟樵                                     | 嵌字文: |
| 104  | 2016.12.20 | 轉型正義踢鐵板？中投收歸國有，法院裁定停止執行！顧立雄吞敗？ 國際大笑話！最高院勝訴理由一戳就破？法匠裁定拖慢正義腳步？ 魄力！司法透明推動多年，法庭直播落後中國？台灣司改何時跟進？ 荒謬！偵辦扁案排排站，昔日遮蓋司法陽光，陳瑞仁獲邀參與司改！ 就職兩周年，六都首長滿意度出爐！花媽雙冠王，鄭文燦跨越藍綠。 自己人都不挺？林全好感度比柱姐低！蔡英文好感度不如柯文哲！ 國家暴力根源，稅改也是司改！稅務敗訴率九成，民眾只能花錢消災？                                                                  | (視訊連線：曹長青)、胡忠信、鍾年晃、王瑞德、徐永明、胡文琦、張靜                                                       | 嵌字文: |
| 105  | 2016.12.21 | 獅子大開口！聖多美要錢不成棄台轉中？中國下馬威，一箭雙鵰？ 甘比亞剛走.聖多美跟上？邦交價值全面檢討中，凱子外交時代告終？ 中國鷹派聲勢大！角力點燃南海導火線？新政府重拾國防信心得分？ 爆！彭文歪微博帳號崛起！中國派婉君出征，逢台必黑、逢綠必反！ 阿共的陰謀？假新聞洗腦比武嚇有效！中國網路戰與部分台媒聯手？ 揭！高等法院偏頗國民黨做裁定？黨產會三連敗？大刀闊斧不應該？ 說個笑話！顏大和任檢協會理事長誓言為檢察官發聲，司改能期待？                                                                 | (視訊連線：曹長青)、呂秀蓮、胡忠信、鍾年晃、黃越宏、周玉蔻、黃帝穎、洪順五                                             | 嵌字文: |
| 106  | 2016.12.22 | 兩岸外交戰火猛烈！台聖斷交，中國官媒威嚇：續推台獨將剃光頭！ 憂雪崩式斷交，學者籲回歸92共識。網友冷回：早就被蔣介石玩完！ 聖多美骨牌倒下，下一個是尼加拉瓜？中國網友：又來一個騙錢的！ 反守為攻！台德簽署能源MOU，以台灣之名走出真正的活路外交。 台灣準備好了？缺將不缺兵！募兵沒問題？國防部長拍胸脯保證！ 陳抗事件北市警又動粗！興航工會圍堵董事會，爆發警民流血衝突？ 勿忘太陽花！警稱維持秩序，執法過當有人罩！北市警有恃無恐！                                                                       | (視訊連線：曹長青)、楊偉中、胡忠信、鍾年晃、鄭世維、胡文琦、羅致政、徐永明、李慶元、鄭雅菱                             | 嵌字文: |
| 107  | 2016.12.23 | 退將敵我不分？中國操作台聖斷交，KMT副主席陳鎮湘赴北京交流！ 豬一樣的隊友？中威脅外交理光頭，謝志偉：只怕台灣內部鬼剃頭！ 一例一休說上就上，烏龍立法衝擊900萬勞工！林全:當初沒注意到。 體恤勞工玩假的？新制加班越久領越少！輪班隔11小時暫緩實施。 興航倒閉滿月，抗爭越演越烈！炒股、解雇！財團橫行政府束手無策？ 一個台灣兩個世界？年輕人薪資倒退17年，主計處數據離人民太遠？ 從郭瑤琪、台新、富邦三大案看台灣司法，司法改革何時才能一步到位？                                                             | (視訊連線：曹長青)、蔡丁貴、鍾年晃、王瑞德、劉一德、胡忠信、李明賢                                                     | 嵌字文: |
| 108  | 2016.12.24 | 行憲紀念日，揭開憲法荒謬，中華民國不包括台灣 硬套在台灣身上？ 都是憲法惹的禍！固有疆域與16個國家有領土爭議，全世界都笑了！ 憲法是人民與政府的契約！李鴻禧：不合時宜的憲法，只能安樂死！ 憲入僵局，民主笑話！舉世最嚴苛修憲門檻！緊箍咒框住台灣發展！ 穿著西裝改西裝？修憲能使國家正常化？醒醒吧，那不是台灣憲法！ 制憲乃國民權力！白色恐怖遺毒，憲法創制權如猛獸！談都不敢談？ 正名制憲大工程，先安內再壤外。科索沃當先例 台灣建國有例可尋？                                                              | (視訊連線：曹長青)、許慶雄、鍾年晃、胡忠信、蘇煥智、劉文雄、胡文琦                                                     | 嵌字文: |
| 109  | 2016.12.26 | 秩序大亂！統促黨鬧場，核食公聽會上演全武行？國民黨的豬隊友！ 假公聽真造勢！國民黨黨主席初選開跑？挺核團體大戰藍色特權？！ 光復高中學生穿納粹軍服惹議！拔認證.減補助，教育部雙重標準？ 校長為納粹下台！誰為歌頌蔣介石下台？偽善官員，轉別人的正義？ 悲！容許威權存在，不許學生扮裝？法西斯實境秀，在台從未下片？ 8年來首度談話，阿扁擔心恐是最後一次？「找回親情」感謝馬英九！ 起風了！扁致詞政商雲集！支持者高喊無罪！司法改革何時啟動？                                                                  | (視訊連線：曹長青)、周玉蔻、鍾年晃、胡忠信、黃偉哲、陳昭姿、楊偉中、劉櫂豪、張斯綱、張文隆(歷史教師)                   | 嵌字文: |
| 110  | 2016.12.27 | 再創新低！蔡英文聲望剩38％，民眾期盼落空？政經獨家民調解析。 民調溜滑梯！改革不力？領導危機？是戰場開太多？還是開錯戰場？ 死亡交叉一去不回！改革如馬拉松？中性選民失耐性，44％不滿意！ 迷思？割喉戰開打！台灣邦交國家用「搶」的？外交部不改老套路？ 死守一中原則？李大維官腔官調訓示謝志偉，外交部乾脆併陸委會！ 不怕中國競爭，台積電只怕台灣豬隊友！張忠謀砲轟政府言論發酵！ 新政府有聽沒有懂？經濟部、科技部官員互踢皮球，張忠謀漸失耐心！                                                              | (視訊連線：曹長青)、胡忠信、王瑞德、胡文琦、陳亭妃、徐永明、鍾年晃、蔡玉真                                             | 嵌字文: |
| 111  | 2016.12.28 | 正名慢半拍？日本在台協會搶先正名台灣，我們還在"維持現狀"？ 日本替台正名，外交部還龜縮？台北駐日經濟文化代表處紋風不動？ 揭！崑濱伯、黃春明都入列！國策顧問真能獻策？小英政府給問嗎？ 自殺式攻擊？護產大反撲？告名嘴又告洋狀！KMT開國際記者會控訴！ 心虛急切割？婦聯會去函國民黨！顧立雄：規避財務揭露「黑箱」！ 內舉不避親？林全最信任好友楊子江出任證交所董事！財經幫再固椿！ 金融忽必烈？彰銀經營權大轉彎，政府誠信蕩然無存？林全獨斷獨行？                                                             | (視訊連線：曹長青)、胡忠信、鍾年晃、蔡玉真、黃玉炎、周玉蔻、唐德明、張靜                                               | 嵌字文: |
| 112  | 2016.12.29 | 政治追殺？國民黨挨打疾呼太委屈！告洋狀討拍，向國際取暖有用？ 收網了！救國團屬國民黨附隨組織？法理情喊冤無藍綠，難逃追緝？ 完全沒有畫面！欣字輩弊端爆，股份移轉草率，退輔會一問三不知？ 變髮圖強！柱姐示弱成功？攏絡黃復興.壓縮本土派，改革藍圖底定？ 三分真七分假，網路戰開打！揭發國民黨五大騙世錄，民進黨嗆告！ 納粹事件延燒！黨國幽靈反撲？謝志偉戳破玻璃心，藍委要求撤換！ 爭取領土主權，印度拒簽一中聲明。文攻又武嚇，看看印度想想台灣。                                                             | (視訊連線：曹長青)、胡忠信、羅致政、徐永明、鍾年晃、鄭世維、楊偉中、蔡易餘、黃帝穎、洪孟楷                             | 嵌字文: |
| 113  | 2016.12.30 | 年終清倉！立院臨時會聚焦六大案，獨漏公投法？拼經濟忘了正義？ 臨時會變常態？杯葛預算、爭議法案，預算審不完！誰是虛耗兇手？ 惱羞成怒？前外長批謝志偉外交恥辱！實話實說搓破國民黨玻璃心? 荒謬！抗拒轉型正義？藍委要求撤換謝志偉有意義！35席太多了？ 國台辦住海邊？中國外交部不許小英過境美國！英捷專案有變數？ 靠中思維不改不行！景氣連亮五綠燈，數字會說話，經濟免靠中！ 廢得好！特偵組今正式走入歷史！那些年的特偵組高官何去何從？                                                                         | (視訊連線：曹長青)、胡忠信、鍾年晃、鄭寶清、胡文琦、周玉蔻、張宏林、蔡玉真                                             | 嵌字文: |
| 114  | 2016.12.31 | 政經嚴選！2016年首位女總統，民進黨全面執政！十大時事總回顧。 舉世地震！英國公投脫歐、川普當選震撼全球，國際社會風起雲湧！ 馬英九赴大馬遭打壓，中共親手捏死92共識！台美中關係重新定義！ 中國黑手變本加厲！港議員不聽話就拔掉！一國兩制終究一場夢？ 一例一休.年金改革.同婚修法，街頭鬧哄哄！最會溝通的政府破功？ 轉型起步走，走進城門滑一跤？司改工程動工，一場遊戲一場夢？ 財經幫現形！兆豐、樂陞、TRF，金融弊案連環爆！台灣金融大崩壞！                                                                   | (視訊連線：曹長青)、周玉蔻、鍾年晃、王瑞德、胡忠信、黃偉哲、李明賢                                                     | 嵌字文: |

### 2017年
| 集數 | 日期       | 主題 | 來賓 | 備註 |
| 115  | 2017.01.02 | 鍵盤參戰！政治即生活，網路是現實！年輕世代的網路政治學。 全民參政！主流媒題偏離民意？網路世代由下而上翻轉政治！ 衝破同溫層！青年創造時代！網路世代如何喚起公民覺醒？ 沃草新媒體打開密窗，陽光照進國會，政治人物watch out！ 嘲諷！反串中華民國唯一官媒，眼球央視將荒謬憲法極大化！ 爆紅傳播，用漫畫說媒體不說的事！Nagee創下萬人分享記錄。 網紅紅什麼？陳沂臉書大揭秘！敢說真話，挑戰社會潛規則！ 輕革命！詼諧看政治，漫畫家蠢羊揭開立委辦公大小事！ 建立交流平台！網路聲量化成票數，王浩宇的從政奇幻旅程...                                                                 | 鍾年晃、林祖儀、視網膜Retina(眼球中央電視台)、陳沂、Nagee(網路插畫家)、蠢羊與奇怪生物(網路漫畫家)、王浩宇 |      |
| 116  | 2017.01.03 | 荒謬！美河市案確定違憲，馬辦郝辦裝沒事？一皮天下無難事？ 實質影響力會轉彎？馬郝安全下莊？美河市案僅兩小官當余文？ 扯！大法官釋憲猶如師公搖鈴？從頭假到尾？司法審判當兒戲？ 力挽狂瀾？高層出走被看衰！國民黨委外民調，政黨支持度第一？ 自己國家的旗子自己選！國家正常化，先從去除黨國符號開始！ 日媒獨家觀察！台灣意識跨不出現實框架？這國家是誰的國家？ 台灣就是台灣！2020告別中華台北，奧運TAIWAN隊旗投票開跑！ | (視訊連線：曹長青)、鍾年晃、王可富、胡忠信、王瑞德、徐佳青、陳亭妃、陳永興、蘇振明                        |      |
| 117  | 2017.01.04 | 爆！教唆案箭在弦上？馬新春將遭檢起訴？共犯結構難脫身！ 司法公正照妖鏡！馬身揹十案走著瞧！司法改革成功與否起手式？ 司法破網？朱婉清撐過司法追訴擺桌宴客？台灣經濟犯罪的天堂？ 巧合？又有大咖人間蒸發？只要黨證在手，經濟犯罪熟門熟路？ 2018六都諸候搶先戰？內閣人事牽一髮動全身？賴神出戰新北市？ 六都民調最低！專訪不改狂妄本色，柯文哲靠攏綠營拼連任？ 垃圾不分藍綠！素人從政改革夢碎？白色力量能再度突圍？ | (視訊連線：曹長青)、周玉蔻、胡忠信、鍾年晃、鄭文龍、蘇煥智、余莓莓、王威中、王世堅、劉世芳                |      |
| 118  | 2017.01.05 | 還在鬧？KMT聯共抗蔡？中國航母武嚇不譴責！小英出訪不隨行！ 蔡過境美國將有重大突破？朱柱相繼訪美，不讓蔡專「美」於前？ 酸扁批台獨刷存在感！馬稱甘比亞是自己要斷交，都是They的錯？ 爆！綠營搶救民調全面啟動！總統府秘書長打賴神主意？有用？ 揭！一魚二吃，青商會爆入黨潮？救青年選票也挺新南向？ 大喬小喬今互嗆！國會亂象，執政黨敷衍護航，在野黨無心監督？ 打壓異己勝過縣民福址！劉曉玫槓傅?萁，工程款全縣唯一被掛0！ | (視訊連線：曹長青)、胡忠信、羅致政、鍾年晃、鄭世維、楊偉中、徐永明、劉曉玫、張志豪                        |      |
| 119  | 2017.01.06 | 獨家！投稿華郵甘苦談，國際認知Republic of China就是China。 不正名的後果？台灣中國一邊一國，複雜歷史地位！不說誰人知？ 亂糟糟！孫中山中心、自由中國中心，台灣外館名稱千奇百怪！ 台日友好！東奧台灣正名發起人，永山英樹現身政經應援台灣！ 主權未定不是胡謅，一中原則唬弄人？揭開舊金山和約白紙黑字。 正名從生活用語開始，中客非陸客、台裔非華裔、台灣非中國！ 內幕！發言人將入府，蔡柯合作起手式，綠營反柯異音擋得住？ | (視訊連線：曹長青)、周玉蔻、鍾年晃、王瑞德、胡忠信、黃偉哲、永山英樹                                      |      |
| 120  | 2017.01.07 | 施政兩年成績單，政經專訪林佳龍，從立委變市長，辛酸甘苦談。 宜居城市、生活首都、花博、東亞青奧，林佳龍要讓國際看見台中！ 台中地價漲！特產是慶記？推動建設拼治安，要讓台中不一樣？ 市民打分數！執政兩周年驗收。民調中段班，林佳龍心中有話說！ 小英民調直直落！回應民意慢半拍？蔡總統愛將從地方看中央… 中央執政陷困境，地方來幫忙。蔡政府推新南向，台中跑第一棒？ 文官治國問題多！青年支持度大崩盤，閣揆換不換？佳龍開藥方！ | 台中市長林佳龍專訪 周玉蔻、胡忠信、鍾年晃、余莓莓                                                         |      |
| 121  | 2017.01.09 | 小英過境美國休士頓，德州州長、議員齊來會晤，中國好緊張！ 遼寧號高調海上行軍武嚇？網媒爆料：紙老虎不具夜航起降能力！ 黃之鋒險遭攻擊！意見不"統"就打人？愛國同心會屢傳暴力事件！ 仗著民主反民主！港台黑衣人合流，愛國變成流氓的最後庇護所？ 中共第五縱隊亂台！治安單位無能為力？政黨輪替反而更囂張？ 哽咽打出經國牌！吳敦義宣布角逐國民黨主席，郝吳柱三強鼎立！ 就等這一刻？藍委、中常委力挺！吳副氣勢大好！勝選關鍵因子是？ | (視訊連線：曹長青、黃之鋒)、周玉蔻、楊偉中、胡忠信、呂禮詩、黃國昌、鍾年晃、劉櫂豪、胡文琦                |      |
| 122  | 2017.01.10 | 年終大清倉？浩鼎案翁啟惠貪汙罪起訴！檢痛批「敗壞官箴很敢貪」！ 重創生技業？翁啟惠全力捍衛自己清白，聲明稿大批檢方草率辦案！ 好神！尹衍樑再次全身而退！藍營又來了，質疑小英家族也有涉案？ 玻璃心？中國干預又一樁！蔡出訪，北京強力施壓嗆美斷交在所不惜。 蔡總統與美國官員餐會不能說？拼外交自我設限？是低調.還是低頭？ 黃之鋒攻擊事件疑有列管幫派份子介入？法務部、警政署故意縱容？ 黑道變政黨？組織犯罪條例管不著？警政署今記者會，反應慢半拍？ | (視訊連線：曹長青)、胡忠信、鍾年晃、王瑞德、蔡玉真、蔡丁貴、徐永明、葉介庭                                |      |
| 123  | 2017.01.11 | 又見余文？洩密案完美切割，馬英九自創秘書門，黃世銘供詞護駕！ 沒轍？電話不是我打的，說好的實質影響力？馬真的司法責任免疫？ 爆！許宗力搶帶風向？司改8大議題，絕口不提直播，透明化做半套？ 荒唐！壟斷醫療血液來源，血液基金會擁50億資產遭控為不當黨產！ 獨！捐血一袋救人一命？KMT政要掌控資產，揭發人親上政經爆黑幕！ 爆！西寧大樓神秘賣家也是國民黨的，全銓前身又見尹衍樑身影？ 歷史上的今天，畢生推公投，為台獨被列黑名單，蔡同榮逝世3週年。 | (視訊連線：曹長青)、周玉蔻、鍾年晃、吳宜臻、蘇煥智、胡忠信、張斯綱、陳東豪                                |      |
| 124  | 2017.01.12 | 中國政治報復？黃之鋒助理遭捕，港台民主交流，大踩中國痛腳？ 內幕！木馬屠城記？總統府前五星旗飄揚，囂張行徑政府無動作？ 外交割喉戰！奈及利亞：永不承認台灣是國家，我辦事處被拔！ 8年抗戰改成14年，中國搶話語權暗藏政治目的！小心台灣被賣了！ 「蔣中正檔案」國史館網站上線！黑歷史公開「代管不等於繼承」。 寡佔生意？血液基金會爭議不斷，金流不透明，收歸國有唯一解？ 藍營收容所？馬政府退官任台經院顧問。國民黨不倒，國家不會好！ | 胡忠信、羅致政、鍾年晃、鄭世維、楊偉中、黃偉哲、徐永明、胡文琦、黎蕾                                      |      |
| 125  | 2017.01.13 | 彰銀爭議又重演？網友爆料國庫幫祕辛！公股介入，說好的中立呢？ 官與民鬥？兩手策略？台新併彰銀公文曝光！林全剛好休假，巧合？ 內幕！一份公文各自表述？林全延續馬政策，政府誠信蕩然無存！ 程序不正義？江丙坤掌台經院，藍營空降，人事洗牌引發不滿！ 爆！葉金川閃辭血液基金會董座，臨走埋地雷，怒控行政院施壓？ 說不清？公益變成營利工具，民眾無償捐血，基金會從中合法獲利！ 獨家！莫須有罪名遭停權，高院駁回處分，劉曉玫親上政經說明！ | (視訊連線：曹長青)、周玉蔻、鍾年晃、王瑞德、李明賢、胡忠信、徐嶔煌、劉曉玫、黃越宏                        |      |
| 126  | 2017.01.14 | 百里侯上任兩周年總檢討！懷柔政策奏效？鄭文燦「政經」甘苦談。 胖周瑜當選跌破眾人眼鏡，兩年深耕嚐甜果，晉升六都首長前段班！ 做就對了！鄭文燦選舉式服務，市民有感。61%認為桃園進步最多。 警訊！鄭文燦太努力，團隊能力有待加強？上任兩年太重小細節？ 最坎坷捷運，桃機捷要通車了！背後票價有秘辛，親上火線說分明！ 黑箱航空城，換人執政不一樣？溝通再溝通，居民反對鄭文燦有解？ 英全民調直直落！民進黨執政忘初衷？救綠營未來，胖周瑜有妙招？ | 桃園市長鄭文燦專訪 周玉蔻、胡忠信、鍾年晃、鄭運鵬                                                         |      |
| 127  | 2017.01.16 | 誰在帶風向？年前鬧血荒，追黨產害的？血基會爭議，野火燒不盡？ 白狼子犯後急赴港！愛國同心會長疑統戰成員？國安問題搞錯方向？ 雷聲大雨點小？退將赴中不砍退俸擬改罰鍰，政院敢提案不敢承擔？ 深耕高雄十年，政經專訪陳菊市長，好感度居高不下，花媽怎辦到？ 十年南霸天，陳菊讓高雄變身宜居城市。氣爆摧殘，花媽這樣說... 翻轉高雄！市民認同度高達80%！入府呼聲藍綠齊揚!陳菊的下一步？ 新手上路失方向？英全民調溜滑梯！地方看中央，花媽傳授港都經驗。 | 高雄市長陳菊專訪 (視訊連線：曹長青)、周玉蔻、鍾年晃、胡忠信、林靜儀                                       |      |
| 128  | 2017.01.17 | 退將赴中國，政院版本輕罰一萬？重重提起輕放下！政府變相縱容？ 中國第五縱隊藏台灣政府？退將赴中衝擊國安，重案輕罰，裡應外合？ 選定了？詹啟賢爭黨魁，抬出北京當靠山？揭示中共對台滲透之深！ 以商逼政，無所不在！錢進美國遭中關切？郭台銘：川普就職不去了！ 砍人里長到總統府表演！假新聞透，網路烏賊抹黑戰，想做啥就做啥？ 裝傻？擺爛？去函八次要財報，婦聯會不理！內政部火大派人查帳！ 世界最神秘基金會？顧立雄：國史館「大溪檔案」查婦聯會關鍵！ | (視訊連線：曹長青)、鍾年晃、王瑞德、胡忠信、徐永明、胡文琦、黃帝穎                                        |      |
| 129  | 2017.01.18 | 新新聞獨家！婦聯會核心幹部藍油油，內政院登門查帳終於交財報！ 爆！除了婦聯會，國民黨還有六個附隨組織待查，小英政府硬起來！ 「返校」超夯！KMT戒嚴暴行揚名國際，官方不動？重拾歷史靠民間？ 禁忌避談？無知麻痺？無懼查水表！中國實況主直播，反思言論自由？ 選手征戰，政府搗亂！女子冰球亞冬運參賽被打槍，選手青春不值錢？ 怒！參賽原則最高指標？不砍官員砍選手，出國觀光比為國爭光重要？ 新南向是出路，還是末路？政策不明，缺配套，南向辦公室名存實亡！ | (視訊連線：曹長青)、周玉蔻、鍾年晃、胡忠信、管仁健、陳東豪、呂慶龍、蕭亞譚                                |      |
| 130  | 2017.01.19 | 川普顧問出招：加強美台軍事？美中台關係大地震，考驗英政府智慧？ 就要氣你？中國打壓天天有，老美不再吃這套？眾議員揪水牛伯自拍！ 環時專訪，超軍事手段，72小時攻台說發酵？林中斌跳到黃河洗不清？ 怒！判決大逆轉！郭冠英續領退休俸？高等行政法院挑戰人民底線？ 百廢待舉，司法才是最大障礙？體制內反彈，小英真有足夠魄力改革？ 府版年改方案出爐！2018改革元年，18%三階段改革，六年走入歷史！ 心意已決？改組風聲起，內閣年後大搬風，小英告別「老藍男」時代？ | (視訊連線：曹長青)、楊偉中、鍾年晃、鄭世維、胡忠信、羅致政、徐永明、邱垂貞                                |      |
| 131  | 2017.01.20 | 破天荒！台灣團參加川普就職，中國玻璃心碎滿地？只剩恫嚇這招？ 美日積極佈署台海，開通軍機識別碼，聯合推演，棄台論不攻自破！ 多繳.晚退.少領，軍公教18趴分段改革，新政府年金改革該打幾分？ 公平正義？年改保證30年不破產，只救國庫沒解決職業不公痛點？ 以拖待變？公股銀行13%優存，45億利息全民買單，財政部沒方案？ 為亂而亂？黨工闖政院噴漆，國民黨要求撤告！拿著香蕉比太陽花？ 神邏輯！黨發不出薪水闖行政院？挑戰衝撞體制，KMT學當在野黨？ | (視訊連線：曹長青)、周玉蔻、鍾年晃、胡忠信、胡文琦、黃偉哲、王世堅、王奕凱、周柏吟                        |      |
| 132  | 2017.01.21 | 司改終於要啟動！大刀出鞘先砍60位法官？改錯方向淪為做秀？ 會議開兩次，結論沒看到？許宗力司改虛無飄渺？做樣子博名聲？ 扯！邱淑貞榮升金管會主秘！擋美官員有功？恩庇侍從遮掩腐敗？ 還說沒有金融幫？丈夫與曾銘宗交好，出事還高升，罰緩全民繳！ 兆豐案護駕有功？詹庭禎退休當金控門神。金融幫推倒藍綠高牆！ 漏洞！中國網路統戰洗腦，假新聞到處跑！國安諮委卻不懂國安！ CIA檔案解密！中攻台計畫，美國有掌握。台灣人別自己嚇自己。 | (視訊連線：曹長青)、周玉蔻、鍾年晃、李明賢、胡忠信、黃帝穎、王瑞德                                        |      |
| 133  | 2017.01.23 | 獨家！向人民報告，副總統親上火線！年改國是會議成果大驗收！ 各自解讀亂哄哄！人民當後盾，65％民眾支持年金改革！做就對了！ 不患寡患不均！分配不公讓世代信任盡失？軍公教與政府永無交集？ 一紙行政命令就能自肥，18％退場要等六年，陳副總統這樣解釋... 公聽會鬧場，Line瘋傳謠言，有心人製造社會動盪！政府對策是？ 大仁哥好忙！年金、司法、人權都有他。暖男副總統讓政治不一樣！ 一例一休、同婚立法，上任八個月總檢討，副總統有話對人民說... | 副總統陳建仁專訪 陳其邁、鍾年晃、黃益中                                                                   |      |
| 134  | 2017.01.24 | 入聯香火不能斷！主動出擊！讓世界看見台灣，正名先從護照開始。 做就對了！內憂外患的年代，阿扁建立台灣意識，護照加註TAIWAN。 世界在變！川普「台灣總統」震撼世界，台灣正名史上最好時機！ 國際困境自找的？外交舊思維落入「一中」陷阱，維持現況死胡同？ 不勝枚舉，從扁案看司法追殺三部曲，打手爆料、檢調起訴、媒體起舞。 台獨有罪，抓到雙倍？威權主義左右台灣司法天平，法、檢竟成幫凶？ 威權深埋執法者腦海，新政府吃悶虧！司法改革不彰，轉型正義困難。 | (視訊連線：曹長青)、金恆煒、周玉蔻、胡忠信、鄭文龍、劉一德、陳奕齊、蔡明憲                                |      |
| 135  | 2017.01.25 | 獨！小英年終報告，民進黨全面執政總檢討，齊聚政經虛心反省！ 萬事起頭難！當家才知執政苦！席次過半還是難做事？綠委這樣說。 國會改革了？黑箱消失了？領頭羊難為，和時代力量革命情感破裂？ 追！換位置也換腦袋？台獨黨綱只能鎖起來？民進黨的初衷不見了？ 轉型正義最大政績，黨產會表現亮眼！義無反顧投身，施錦芳甘苦談。 清查黨產阻礙重重！司法是黨產會最大絆腳石！2017下一波清查目標？ 明知山有虎，偏向虎山行？林萬億接年改會主委「為下一代幸福拼」。 說好的司改呢？蔡總統年終茶敘怎隻字不提？前朝遺毒深是最大阻礙? 阿扁、郭瑤琪何時平反？馬英九弊案為何不辦？司法改革，加油好嗎？ | 林萬億、施錦芳、楊家俍、周玉蔻、吳秉叡、姚文智、羅致政                                                    |      |
| 136  | 2017.01.26 | 獨家！上任六週年，國民黨送「霸」代表字，賴神憑甚麼高人氣？ 揭！災難政治學，近9成民眾滿意救災表現，賴清德給自己評幾分？ 爆！民調呼聲高！2018北征？2020直攻大位？賴神政經獨家回應！ 蔡政府怎麼了？民進黨步調亂？內政.司改.外交，賴神開藥方！ 獨家！任職兩周年大體檢，前段班縣長潘孟安的「政經」甘苦談。 為高鐵槓上賀陳旦？潘孟安：政府大小眼，屏東人只是要交通平權！ 新官衝政績，南國新氣象！讓屏東縣民有感，潘孟安分享治理哲學。 | 屏東縣長潘孟安專訪 台南市長賴清德專訪 胡忠信、鍾年晃、周春米                                              |      |
| 137  | 2017.01.27 | 除夕迎金雞，今晚不政經！另類紅白大賽，台灣之光齊聚賀雞年！ 跳舞的孩子不會變壞！舞王囂張跳出自我價值，讓街頭文化發光！ 世界首位氣球藝術家，李承澔用氣球蓋土地公廟，讓全球看見台灣。 吳郭魚變黃金，夕陽產業躍上國際舞台，王珮琳將台灣鯛行銷全球！ 台版蘇珊大嬸！小胖林育羣招牌「奇蹟般的歌聲」金嗓驚艷全世界！ 無心插柳柳成蔭，琵琶手變身烏克麗麗專家，蔡皓怡勇奪國際冠軍。 近距離魔術之王！蔡之棟贏得UGM日本魔術大賽金牌，台灣第一人！ 彩色雞蛋獨步全球！誰說農業落後貧窮，蔡桂輝打造「台灣國寶」。                                                                          | 鍾年晃、王瑞德、林義傑、蕭裕璋（囂張）、李承澔、王珮琳、林育羣、蔡之棟、蔡皓怡、蔡桂輝                    |      |

### 2018年
| 集數 | 日期       | 主題 | 來賓 | 備註 |
|      | 2018.01.00 |      |      |      |

| 集數 | 日期       | 主題 | 來賓 | 備註 |
|      | 2018.02.00 |      |      |      |

| 集數 | 日期       | 主題 | 來賓 | 備註 |
|      | 2018.03.00 |      |      |      |

| 集數 | 日期       | 主題 | 來賓                                                                           | 備註 |
|      | 2018.04.00 | |                                                                                |      |
|      | 2018.04.28 | 爆！就怕多說多錯？馬英九北檢應訊全程行使緘默權！ 北檢出示新證據打臉，律師踢爆馬英九的訴訟策略是.... 獨家！吳祥輝爆柯文哲神秘小金庫，政治獻金暗養網軍？ 揭！柯痞迷戀大數據？專攻網路年輕人聲量經營有內幕？ 抓包就下架！網路數據中心「假民調」來源竟是PTT？ 標準不一！新北民調滿天飛，北市人選為何不比照辦理？ 科學民調不科學！民進黨初選爭議多！新人老將都有苦！ 司法改革第一帖藥：大法庭制大什麼？法官投書這樣說。 逆轉判決、惡例滿滿！高院組大法庭，司法改革倒退嚕？ | (視訊連線：曹長青老師)、周玉蔻、陳東豪、沈志霖、李俊毅、徐嶔煌、吳國棟、鄭文龍 |      |
|      | 2018.04.30 | 挺管鬧劇落幕？教育部駁回，台大校長遴選退回起點！ 管中閔校長夢破碎！吳茂昆批管違法兼職，不能再選！ 獨家！校友踢爆召集人黑手？陳維昭護航管爺當校長？ 內幕！台大遴選會正當性不足！校友總會林大溢踢爆！ 慌了？管爺哽咽現身，高喊問心無愧，避談兼職爭議！ 違法兼職110天，校方早知有爭議，最後一天跑完手續？ 揭！違法兼職喪失教師資格！律師踢爆管中閔失格在先！ 大學"自治"淪違法遮羞布？破解「護管」荒謬神邏輯！ 迴避真相，只談政治！官管相護不敢說的，政經戳破！           | (視訊連線：曹長青老師)、吳祥輝、吳國棟、黃帝穎、范雲、賀德芬、林大溢、呂謦煒   |      |

| 集數 | 日期       | 主題 | 來賓 | 備註 |
|      | 2018.05.01 | 爆！多明尼加與我斷交！吳釗燮斥：中國鉅額金錢誘迫！ 18年斷交13國，揭開那些年中國灑幣挖牆角的外交血淚史！ 獨家！台灣面對外交割喉戰，前AIT處長司徒文這樣說。 內幕！拔管測風向？柯痞砲轟教育部白痴，攏系為選票？ 選市長？搶選票？議員踢爆北市府招待三萬名老人旅遊？ 外溢效應？台北不敢推自家人，新北蘇貞昌民調輸兩成！ 開第一槍！台大校長遴選會不開會又拒解散，沈冠伶退出！ 笑話！拔管掀起新五四運動？台大遴選變成學界照妖鏡！ 控訴！誰的校園自治？台大學生：少數人壟斷校園權力！ | (Call Out：司徒文)、(視訊連線：曹長青老師)、王瑞德、余莓莓、楊實秋、高嘉瑜、劉一德、陳永興、鄭景平                  |      |
|      | 2018.05.02 | 終於等到了！牛棚暖身20年，丁守中代表藍營出征北市！ 藍營選票回流！丁守中 VS 柯文哲，42％選民會支持！ 追！民進黨選對會暗示不理讓？2018台北市三腳堵成形！ 蛤？里長聲援姚文智遭施壓？踢爆柯痞大玩雙面手法？ 驚！一日雙城有行情？吳祥輝爆：柯團隊收錢20萬起跳！ 不滿教育部！挺管派發動「新五四運動」罷課21分鐘！ 昔反校園黃絲帶，今掛黃絲帶挺管，清大校長時空錯亂？ 崩潰啦！黨政人士群起攻之！大學自治變學閥統治？ 這樣也行？挺管派走法律上訴！孫震呼籲管爺提國賠！ | (視訊連線：曹長青老師)、王雪峰、黃偉哲、范世平、歐崇敬、王羿方、徐光成                                              |      |
|      | 2018.05.03 | 週刊爆選對會四巨頭密會柯痞，綠禮讓柯計畫見光死！ 選對會定調？王定宇發祭品文：再禮讓柯我辭中執委！ 追！藍綠都歸隊「白」費心機？台北三腳堵柯邊緣化？ 爆！循新北蘇貞昌模式？民進黨北市口袋人選有這些？ 綠營出手處理柯痞，時力好時機？黃國昌爆料將會... 驚！兼職獨董，校長簽了算！科技部長驚爆台大陋習？ 獨家！校長不簽名的公文，全因「產學合作」沒跑完！ 沒簽就是違法！彭P爆無法兼職主持內幕，打臉護管派！ 扯！校長召開校務會議討論挺管？台大師生痛批獨裁！ 打開潘朵拉盒子，不只台大，全國校長遴選都出問題！ | (視訊連線：曹長青老師)、王瑞德、吳國棟、黃越宏、林謙、黃國昌、黃帝穎、張銘祐                                        |      |
|      | 2018.05.04 | 怒！無視NCC不得斷訊決議，台灣寬頻違法下架民視！ 親中鴻海對決台灣眼睛？郭台銘繞道買系統台盤算？ 內幕！協商過程25次 VS 0次，TBC侵害76萬收視戶權益！ 扯！台大校園爆衝突！挺管老人高喊學生退出校園！ 拒絕違法管爺！台大學生掛布條：遴委會不代表我！ 揭！交大校長張懋中挺管，鄉民打臉：反著民主談民主！ 政經獨家！周玉蔻爆料：國台辦將出手「棄丁保柯」！ 爆！柯痞出席凱校餐會臨時喊卡，內幕原來是.... 民進黨風向亂？段宜康鐵口直斷：台北市一定提名！ | (視訊連線：曹長青老師)、鄭文龍、徐永明、楊偉中、周玉蔻、余莓莓、王奕凱                                              |      |
|      | 2018.05.05 | 爆！扁出席凱校募款餐會，站上肥皂箱突破中監禁令！ 保外就醫猶如末代政治犯？扁屢挑戰中堅四不禁令！ 柯痞心碎！凱校募款餐會被拒，台派與柯正式分手？ 見風轉舵？柯痞無奈再答台灣價值：以台灣為主體性。 獨家！范雲宣布參選台北市長！第三勢力共主換人當？ 諷！台大一言堂！只准宣傳護管！這是誰的校園自主？ 政治退出校園？馬英九.洪秀柱.羅瑩雪入台大響應挺管！ 又是你們！校園屢發生暴力事件！統派最愛打學生？ 內幕！講不贏你就黑了你？民視遭TBC下架有紅色勢力？ 追！股權戰爭捲土重來？下架民視目的竟是為了上三立？ 獨！台旅法過關，台美高層互訪，美眾議員夏波這樣說..                                                                      | (視訊連線：史帝夫．夏波(美國眾議員)、曹長青老師)、歐崇敬、張銘祐、王羿方、徐嶔煌、吳國棟、范雲                      |      |
|      | 2018.05.07 | 揭！不解釋爭議只講空話？管中閔發聲明政治勿介入！ 看過來！管粉避談法律和學倫，學代會幫您突破盲點！ 睜眼說瞎話！前外交官扯衣領辯：沒打人只是路過勸架！ 鋪天蓋地嘲諷反管學生！畫面打臉！媒體道德擺一邊？ 扯！欣安變安欣，中國仿冒退輔會服務處，統戰新技倆？ 內幕！「反攻大陸」惹禍？GQ總編24小時遭中國撤換！ 怒！親中鴻海斷訊民視！76萬收視戶請向郭台銘抗議！ 繞道新加坡，蜿蜒收購TBC，郭台銘吃下台灣寬頻的？ 爆！中國威脅美國航空改台灣名，白宮怒斥無理取鬧！ 誰受命反獨？郭文貴爆：馬遭中國控制，不關扁沒得談！ 郭文貴一語成讖？管爺案、民視下架，全照藍金黃劇本走？                                                              | (視訊連線：曹長青老師)、吳國棟、張銘祐、黃帝穎、邱明玉、陳永興、張友驊、楊宗澧                                      |      |
|      | 2018.05.08 | 獨家！一年半罰兩次共66億，美國 FBI盯上兆豐洗錢！ 揭！美國聯邦調查局查洗錢，兆豐乾脆關閉箇朗分行！ 共諜案改被告限制出境！王炳忠喊：追求統一何罪之有？ 扯！第五縱隊加速攻台！中生、共諜誰還傻傻分不清？ 內幕！通敵僅判1年2月！藍營九阻「內亂外患罪」修法！ 獨家！中國廣東肇慶學院吸收台灣高教師資，信件曝光！ 直擊！統戰入島入戶！直接入侵台灣教師電子信箱！ 讚！美國駐中大使館發微博力挺台灣，中國網友崩潰！ 疑？NCC開後門？郭台銘白菜價14億併購70萬收視戶？ NCC"重罰6萬！數萬通抗議電話湧入！TBC無視用戶權益！ 踢爆！柯痞與藍營眉來眼去！民進黨主和派還想合作？ 秀溫情牌？柯爸媽代柯走基層，白色力量開始焦慮？                   | (視訊連線：曹長青老師)、王瑞德、余莓莓、楊實秋、高嘉瑜、陳峻涵、徐永明、管仁健                                      |      |
|      | 2018.05.09 | 市民站出來！捍衛收視權！政經台中LIVE開講！ 踢爆！民視遭惡意斷訊！TBC帶風向檢討被害者？ 真相！欠錢不付協商耍流氓！TBC反要求民視付費？ 怒！TBC惡意斷訊民視，各地消保官電話接到手軟！ 凱擘.台哥大跟風下架？想矇住台灣眼睛的不只一家？ 親中鴻海任意斷訊民視！76萬收視戶該向誰抗議？ 自己的收視權自己捍衛！台中市民開講：還我民視！ 追！防堵紅色勢力破功！NCC能守住台灣的眼睛？ 媒體.統促.管爺，中國滲透無孔不入，蔡政府維持現狀？ | 陳奕齊、紀國棟、許維智、林豐喜、謝明源、陳淑華、余莓莓、妖西、黃帝穎                                                |      |
|      | 2018.05.10 | 沒在怕？民視新聞台斷訊風暴！NCC再罰TBC330萬！ 內幕！NCC被看輕？TBC斷訊236小時，下一步撤照？ 打壓台灣的眼睛？別人拿授權金民視反要付上架費？ 有黑手！惡搞「遴選改革連署」？挺管派手段盡出？ 獨家！校園民主？「上級」指示駐警隊盤查反管學生？ 扯！挺管布條處處懸掛！反管布條竟遭駐警盤查？ 揭密！柯痞為兩岸一家親道歉？背後動機耐人尋味！ 一場道歉秀！爽賺中間票？政經戳破柯痞政治算盤！ 爆！白賊市長白裡透紅，八百壯士陳抗再享特權？ | (視訊連線：曹長青老師)、王瑞德、吳國棟、苗博雅、黃越宏、邱明玉、張銘祐、王羿方、林謙                                |      |
|      | 2018.05.11 | NCC開後門？新聞自由當耳邊風？TBC不用撤照查辦？ 斷訊民視！國民黨不敢做的事，民進黨執政做到了！ 詭！地攤價買70萬收視戶，郭台銘用14億帶輿論風向？ 柯痞又一創舉！一日雙塔後一日雙色！價值只剩選票？ 道歉向中國表態？國台辦回應：已注意到北市府澄清！ 又來了！代打博同情？柯媽：我兒子也被民進黨罵！ 爆！中國統戰最新版本？兩岸一家親就是新九二共識？ 啥？中國提優渥條件，曹興誠：統一由台灣人公投決定！ 追！直言？失言！國防部長嚴德發：不會為台獨而戰！ 國防部長不為台獨而戰！打臉賴清德中華民國等於台灣？ 敵我不分？替中國喉舌？國民黨寧要18趴，不要軍購！ 校園民主是個笑話？學生提案重選校長再遭封殺！                            | (視訊連線：曹長青老師)、周玉蔻、徐永明、楊偉中、管仁健、王浩宇、黃帝穎                                              |      |
|      | 2018.05.12 | 國家傳播通敵委員會？民視遭斷訊，NCC.TBC唱雙簧？ 揭！斷訊不意外？打壓「台灣意識」，中國一貫政策！ 內幕！授權金只是藉口！TBC真正目標是下架民視！ 爆！網路義勇軍備戰！柯痞再次呼應「兩岸一家親」！ 崩！柯痞道歉換禮讓？民進黨選對會仍舉棋不定？ 獨！二審法官充斥馬迷.藍粉，馬英九洩密案無罪脫身？ 扯！史上最貪公務員，收賄四千萬，二審逆轉判無罪！ 金金分離擋財路？藍委挺寶佳，顧立雄金融改革能成功？ 看不下去！花蓮政府挪用200萬賑災款辦「感恩餐會」！ 怒！請客兼固樁？捐款變私款？台灣民眾愛心遭踐踏？ | (視訊連線：曹長青老師)、周玉蔻、吳國棟、陳東豪、邱顯智、陳又新、李慶元、劉曉玫                                      |      |
|      | 2018.05.14 | 最高學府最低標準！挺管派硬幹，要求速聘管中閔！ 校務會議迴避核心問題！教育部嗆重啟遴選補正瑕疵！ 台大笑話會議，郭儲君登基？打訴訟坐穩代理校長！ 黃絲帶拒絕政治力介入，管爺卻拜託總統政治施壓？ 揭！柯痞才剛道歉，統媒大轉彎？中南海的風向變了？ 追！柯痞惦惦拆解台灣意識，自己才被紅統綁架！ 中國管很大！大愛新戲美化日軍？國台辦傳不滿！ 追！習近平重現中國天朝主義！極權價值亞洲輸出？ 斷訊民視有功，鴻海FII批文到手！親中好寶寶有獎！ 柿子挑軟的吃？NCC插手499之亂，無視TBC斷訊民視！ | (視訊連線：曹長青老師)、吳祥輝、黃帝穎、余莓莓、吳國棟、王羿方、許忠信、黃越宏、蘇煥智、王昱鈞                      |      |
|      | 2018.05.15 | 台灣眼睛再現光明！誰吃掉言論自由？政經戶外開講！ 內幕！NCC裝睡？打壓言論自由有內部壓力，政經揭密！ 罰太輕？NCC踹共！一天30萬就能買斷電視台言論自由？ 堅守新聞自由！政經看民視桃園LIVE，市民有話要說！ 爆！極致自我審查？國台辦跨國關切，大愛劇自行停播？ | 王瑞德、高嘉瑜、徐永明、郭寶勝、黃越宏、吳國棟、鄭寶清、王浩宇、張肇良、朱約信(豬頭皮)                              |      |
|      | 2018.05.16 | 最新！民進黨確定與柯痞分手！月底前決定市長候選人！ 獨家！自豪三足鼎立也會贏！揭露柯痞不公開的估票密件！ 「兩岸一家親」罪不至死！16年綠營老里長公開挺柯痞！ 文智在政經！民進黨決議自提，姚有信心：一定提名我！ 爆！民進黨和柯價值不同！姚文智：柯吸藍營票更多！ 啥？白色裝中立？偷渡一家親？柯痞：別搞意識形態！ 國家不幸？馬英九洩密案被判刑4月，邱太三：量刑合理！ 直擊！落跑部長？邱太三缺席立院委員會避馬案質詢？ | (視訊連線：曹長青老師)、姚文智、張銘祐、李慶元、張友驊、簡余晏、邱明玉、王瑞德                                      |      |
|      | 2018.05.17 | 分手後紅光再現？柯痞：續辦雙城論壇、支持兩岸一家親！ 急了？老人旅遊、私幼補貼，選前急上路，柯痞政策買票？ 獨！柯：保證讓妳港湖最高票！柯願站台高嘉瑜這樣回... 追！最猛黑馬浮上台面？鄭麗君、唐鳳、蘇麗瓊都被點名！ 北市選舉三腳堵！藍白死亡交叉？藍回基本盤，柯打錯算盤？ 內幕！三國演義怎麼演？棄保將再現？政經獨家數據解密... 爆！教唆偽證金腰帶！邱太三原屬意朱朝亮任法務部主秘？ 判刑4個月合理？邱太三公開護馬輕判！黃國昌批國家不幸！ 民視遭斷訊 國際記者聯盟主席樂祿世評：台灣媒體危機！ 獨！台灣申請採訪世衛遭拒，樂祿世致函抗議：捍衛採訪自由！                                                                          | (視訊連線：樂祿世(國際記者聯盟IFJ主席)、曹長青老師)、黃國昌、吳國棟、邱婷蔚、程金蘭、王瑞德、黃帝穎、鄭文龍、高嘉瑜 |      |
|      | 2018.05.18 | 爆！柯綠終需一戰？拒淪小三，陳菊出馬鞏固基本盤？ 花媽鬆口：尊重選對會決定。綠營梭哈最後一張王牌！ 國共沒論壇，兩岸有雙城？柯比藍營還藍？誰要被棄保？ 揭密！外溢效應，各自解讀！2018菊、蘇合力奪雙城？ 獨家！姚下菊上定局？DPP北市人選，還有這一位奇兵？ 全面打壓！圍堵台灣主權！全球36間航空業受中國威脅！ 被打壓到自我審查？大愛腰斬「智子之心」背後意義... 網路瘋傳中國全面通緝！你今天成為台獨"戰犯"了嗎？ | (視訊連線：曹長青老師)、周玉蔻、吳國棟、范雲、余莓莓、王世堅、楊實秋                                                |      |
|      | 2018.05.19 | 最新！執政兩周年不滿意度翻倍！蔡英文負評破六成！ 改革滿江紅？人民失耐心？司改、外交、年改總回顧！ 期待最高失望最深？就職宣示司法改革，掌聲變噓聲！ 見光死？透明公開背道而馳！法務部修法保護惡檢？ 無視民團推陪審！司法院狂帶風向，強推國民法官！ 追！勿忘承諾！小英公開挺扁，終結不當司法整肅！ 扯！黨國護體最佳典範？砍蔣頭比馬洩密判得還重？ 怒！被誤會還不改？China airline要鬧幾次國際笑話？ 完全執政已經兩年？白色恐怖真相報告何時才出爐？ 公投法修正閹割住民自決權，黨綱信誓旦旦卻背叛人民！ | (視訊連線：曹長青老師)、周玉蔻、黃帝穎、陳志龍、苗博雅、楊偉中、徐永明、詹晉鑒、張靜                                |      |
|      | 2018.05.21 | 獨家！蔡英文執政兩周年期中考！在野黨有話跟小英說！ 揭！兩周年民調：支持度53％、滿意度44％，自嗨民調？ 再次重申維持現狀！蔡英文靠佛系兩岸關係，再撐下去？ 死當！司法不打算除垢？改革變一場秀，正義淪一場夢！ 荒唐？錯亂？中國學生力挺中華民國憲法卻被當神經病？ 台獨一條龍！撲克牌列罪狀！中媒公布13台獨分子名單！ 爆！洪耀福：自提不代表與柯為敵！白綠合作還有空間？ 柯綠分裂、藍營歸隊，丁守中民調領先，柯痞急低頭求和？ 主動舉報警局弊案？柯痞騙票SOP：有功則攬、有錯就推！ 詭？中華奧會扯後腿？稱國際奧會「不准」台灣隊正名！ 奧步！洛桑協議綁架台灣隊？政經踢爆中華奧會一貫技倆？                                            | (視訊連線：曹長青老師)、吳國棟、陳奕齊、妖西、劉一德、邱明玉、黃越宏                                                |      |
|      | 2018.05.22 | 最新！連續兩年叩關WHA失敗，2友邦力挺：我們需要台灣。 怒！WHA拒絕台灣記者採訪，國際記者聯盟發聲抗議！ 內幕！2758號決議文打臉！台灣不甩掉ROC怎進聯合國？ 啥？廢華僑改「僑民」，藍委：政治操作，製造族群對立！ 對岸稱呼從大陸改「中國」，吳釗燮：全世界都這樣叫！ 前外交部官員為正名台灣丟官？老藍男阻礙國家正常化？ 最新民調！打遍藍綠沒有對手！2018柯文哲北市躺著選？ 爆！三腳堵也沒在怕，柯痞為何高民調，高嘉瑜這樣說！ 獨家！黑名單的守護者！紀念「白鷺鷥」盧修一冥誕。 荒謬！黑名單回不了故鄉，首席殺手侯友宜今卻要選市長！ | (視訊連線：曹長青老師)、王瑞德、徐永明、高嘉瑜、余莓莓、楊實秋、李坤城、邱萬興                                      |      |
|      | 2018.05.23 | 直擊！世界衛生大會：日.澳.加.德.美發言力挺台灣！ 叩關失敗！抗議WHA行禮如宜？蔡政府陷一中外交困境！ 自我箝制？身陷囹圄不自知？蔡政府不願跳脫ROC框架！ 被洗腦不自知？叫大陸很自然？用語背後的意識形態！ 踢爆！馬英九任內下指示：公文書不得稱對岸為中國！ 國民黨前中央黨部違法出售，黨產會將追徵11.4億元！ 神判決！NCC收回中廣二頻道，法院竟然撤銷原處分！ 獨！拆忠孝橋變砸錢秀？柯痞最自豪政績震出弊案？ 柯神話破功？皇昌拆忠孝橋省成本，北市府故意裝傻？ 柯痞出手自組柯家軍？週刊爆五刺客，議員忙自清！ | (視訊連線：曹長青老師)、王世堅、王瑞德、范世平、邱明玉、鄭寶清、李慶元、黃帝穎                                      |      |
|      | 2018.05.24 | 北檢依法約談台大遴委，竟挨批"比白色恐怖更恐怖"？ 管中閔涉背信.貪汙等案，北檢依法傳喚，恐怖在哪？ 揭！一個台大兩種制度？管中閔、彭文正標準不一樣！ 爆！校園自主鬧笑話？台大校務會議護管事蹟大公開！ 內幕！校務會議代表這樣選！萬年代表把持校務會議！ 觸怒黨國尊嚴？郭建國砍蔣介石銅像一審判刑8個月！ 人權比不上威權？檢察官楊大智嗆潑漆學生最好撤告！ 瓦解財金幫！顧立雄出手：金管會官員不宜任公股董監！ 讚！富邦蔡家產金不分離？顧立雄：一個月內做處置！ 鄧文聰掏空幸福人壽，海外藏錢，金管會贏仲裁追百億！ 獨家！曲解舊金山和約內容！高中課本扭曲台灣歷史！ 踢爆！舊金山和約未定台灣主權，ROC欺騙台灣人70年！                   | (視訊連線：曹長青老師)、黃國昌、吳國棟、王瑞德、范雲、黃越宏、李啟維、詹晉鑒                                        |      |
|      | 2018.05.25 | 布吉納法索與中華民國斷交！感謝中國幫台灣省錢！ 金援排行比一比！中國真凱子！挖角布國年撒445億元！ 改變現況？小英罕見強硬發言，只用台灣／中國稱呼！ 危機變轉機！制定新憲國家正常化！台灣中國一邊一國！ 爆！台灣留學生被登記中國人！為正名控告挪威政府！ 政經狗吠火車！重要外館不能撤，外交部聽見了嗎？ 內幕！川金會取消，美官員承認「最後一根稻草」是。 選舉沒人幫？柯痞陣營人才荒，想辦青年海選補破網？ 揭！左拉親民黨、右貼民國黨，白色力量染色不尋常！ 爆！挺扁反新系全面開戰！2018台南選戰扁系翻盤？ | (視訊連線：曹長青老師)、周玉蔻、徐永明、楊偉中、余莓莓、李俊毅、呂禮詩                                              |      |
|      | 2018.05.26 | 神邏輯？國民黨檢討被害者，蔡政府意識形態害斷交！ 爆！斷交同一天，台媒率團赴中國見高官？純屬巧合？ 危機是轉機，國家正常化不能靠嘴砲！下一步制憲正名！ 驚！全世界都在看！紐時：中國正企圖干涉各國民主！ 內幕！天龍國率先兩岸一家親？人臉辨識路燈同步上線！ 挺不下去！意識形態不重要？柯痞民主概念中國水準？ 柯痞：相信政府會合法？獨裁者也是這樣洗腦人民！ 出手裂解民進黨？五刺客名單流出！柯痞幕僚帶風向？ 拼政績、口水戰？蘇縣長vs.侯副市長，新北最新選情是.. 決戰中台灣！林佳龍民調狠甩盧秀燕，政經獨家解密！ | (視訊連線：曹長青老師)、周玉蔻、吳國棟、歐崇敬、紀國棟、邱婷蔚、陳東豪                                              |      |
|      | 2018.05.28 | 嗆聲習大？川普重兵部南海，軍艦巡西沙，拒中參加演習！ 爆！中國轟炸機進駐，衝美國來？西沙群島變南海彈藥庫？ 史上最複雜一局！綠營徵召姚文智，首都戰三腳堵開打！ 危機變轉機？新勇哥物語：姚文智守護基本盤有機會贏！ 揭！布國斷交沒有地動山搖！國民黨配合中國加碼演出！ 賀！台美外交大突破！國民黨一甲子做不到小英辦到了！ 秘！藍色變紅色，聯合報淪陷？老報社開始生產親中新聞？ 獨家！中國全面駭進台灣！呂禮詩解密資訊戰攻台戰法！ 中國駭客猛攻台灣學研網路！科技部揭密：沒有一天停止！ 驚！抵不過內部壓力？郭文貴：中國紙老虎點火就完了！                                                                                            | (視訊連線：曹長青老師)、張友驊、蕭亞譚、歐崇敬、吳國棟、楊宗澧、沈清楷、呂禮詩                                      |      |
|      | 2018.05.29 | 遇政治恐攻！最短任期教長，吳茂昆上任40天請辭獲准！ 模糊焦點？管案硬扯吳茂昆爭議！誰把校長遴選政治化？ 重砲批蔡抱美大腿！前外長嗆小英：有本事去追求獨立！ 不能說的祕密？歐鴻鍊：外交不玩金錢遊戲是最大謊言！ 國安交給老藍男守護？李大維能抓出遭中國買通的人？ 胳臂向外彎？陸委會嚴格審查中國人士！藍營群起跳腳？ 內幕！台灣媒體代言中國意識？聯合報訪中後筆鋒轉紅？ 追！孔老夫子化身中國007？假教學真滲透的木馬屠城記！ 揭密！國民黨一甲子做不到的事！小英台美外交大突破！ 蔡英文對中國開嗆！陳水扁籲：讓喜樂島成為政府後盾！ 未戰先敗？綠柯關係切不斷？假提名真禮讓擊垮綠選情？ 三腳堵成型！台北市選戰正式開跑！民調變化有玄機？ | (視訊連線：曹長青老師)、王瑞德、徐永明、高嘉瑜、余莓莓、楊實秋、管仁健                                              |      |
|      | 2018.05.30 | 怪！管爺不表態，教長先走人？國黨逼走精英再下一城？ 蛤？管吳兩樣情？有申報被抓辮子，沒申報惦惦沒事？ 揭！伴柯如伴虎？3年走23個首長，近半市府員工想離職！ 光環自己攬，爛攤丟員工！柯痞不會錯，出包檢討SOP！ 雙城論壇拖到12月？避談兩岸一家親，柯痞繼續騙選票！ 被道歉！只因說自己是台灣人，台青鞠躬求中國原諒！ 向玻璃心道歉！我是台灣人，不是中國人，我很抱歉！ 揭密！立法院修法「政治獻金法」，捐獻違規罰鍰2倍！ 憑良心申報？政治獻金法流於形式？謊報大賽開始啦！ 驚！台大自主聯盟連署：畢典沒有管校長也要管教授！ 最好的一堂公民課！連署支持管中閔出席畢典「公開致歉」!                                                         | (視訊連線：曹長青老師)、周玉蔻、簡余晏、王奕凱、張宏林、王世堅、王瑞德、黃帝穎                                      |      |
|      | 2018.05.31 | 爆！對決中國！川普祭經貿三箭突襲，踩到習大大痛腳？ 獨！司令互訪、助台造潛艦，呂禮詩揭美台軍事合作秘辛！ 追！向美爭取參加環太軍演！國防部長：現在是大好時機！ 檢討被害人？遭斷訊未平衡報導？NCC警告民視違新聞自律！ 揭！又是民眾檢舉？NCC刷存在感？客觀中立各打五十大板？ 禁止中國官員來台第一槍！陸委會卡「海峽論壇」活動！ 直擊！統戰入島入戶！總統要嚴查，邱太三還在打迷糊仗？ 獨家！法務部反對「加重對中洩密刑責」，黃國昌爆內幕！ 啥？「不為台獨戰」成共軍心戰喊話！國防部長助攻統戰？ 政壇震撼彈！姚文智出線選北市，呂秀蓮退黨以明志？ 道不同不相為謀？張銘祐爆：壓垮呂副退黨的稻草是！                                     | (視訊連線：曹長青老師)、呂禮詩、王瑞德、吳國棟、程金蘭、黃國昌、張銘祐、黃越宏                                      |      |

| 集數 | 日期       | 主題 | 來賓                                                                                             | 備註 |
|      | 2018.06.01 | |                                                                                                  |      |
|      | 2018.06.02 | |                                                                                                  |      |
|      | 2018.06.04 | 最新！漢光演習F-16戰機失聯，新北五分山發現殘骸！ 斷交打壓、共機繞台！國民黨爭先赴中國？輸誠爭寵？ 內幕！全程照稿演出？藍委赴中朝貢＋出演統戰大戲？ 台媒赤化中？旺中.聯合.TVBS.東森皆列海峽論壇主辦！ 踢爆！拿還債做新聞？柯文哲的省錢傳說真相原來是？ 爆！柯市府不追加預算？李慶元爆：追加預算多的是！ 獨家！呂副心內話，退黨風波至今，黨內無人聞問？ 獨家！呂放話讓菊終身受傷？原來...一場誤會？ 六四29周年！小英簡體字發文：盼中國網民不用翻牆。 啥？馬英九「六四不平反，統一不能談」遭五毛嗆爆！ | (視訊連線：曹長青老師)、呂秀蓮、吳國棟、蕭亞譚、潘建志、李慶元、余莓莓                           |      |
|      | 2018.06.05 | 驚爆！慶富少東棄保潛逃？高雄地檢「放水」有內幕？ 追！螺絲掉滿地，雄檢太扯啦！誰下令縱放慶富少東？ 總回顧！獵雷風暴懲處名單有斷點？大咖官員都沒事？ 扯！詐貸潛逃、放貸也沒事？一銀前董座們安全下莊？ 啥？大巨蛋案遭求刑10年，李述德將轉任台塑化獨董！ 揭！卸任搶當企業門神？藍綠高官成獨董大本營秘辛！ 爆！統媒見獵心喜？吳茂昆赴中公文，日期藏有玄機！ 國民黨不倒，台灣不會好，那些年被摧毀的台灣菁英！ 史上第二次？AIT落成，美國擬派航母穿越台灣海峽？ 獨家！呂副真心話大冒險，曾表態反拔管，原來意思是？                                                                                               | (獨家專訪：呂秀蓮副總統)、(視訊連線：曹長青老師)、王瑞德、徐永明、高嘉瑜、黃帝穎、楊實秋、陳峻涵 |      |
|      | 2018.06.06 | 全世界都在看！6/12「川金帶寅」將宣布南北韓終戰？ 美國航母來台？台灣最大軍武展6月12日高雄港登場？ 驚！中國侵台登陸戰最大破口？淡水河是台灣山海關？ 獨家！漢光演習神秘航線藏玄機？呂禮詩艦長全解密！ 扯！碧雲寺窩藏解放軍？「剿匪拆旗」竟遭警察阻攔！ 啥？公投禁掛五星旗遭反對！言論自由超越國家安全？ 追！監院彈劾案改記名投票？新舊監委勝負延至下週！ 獨家！馬的監院「拔孟」奧步，陳師孟查案恐遭架空？ 新！劉曉波銅像立台北惹怒中國？柯文哲：請示中央！ 揭！台灣民主鬥士被遺忘？天龍國紀念中國民主鬥士？                                                                                                 | (視訊連線：曹長青老師)、呂禮詩、范世平、黃帝穎、張友驊、陳亭妃、管仁健                           |      |
|      | 2018.06.07 | 爆！一家親升級一家人？郝龍斌：復國優先.打倒台獨！ 昔日反共今舔共！中國文攻武嚇升級，藍營爭相輸誠！ 一家親無用！海峽論壇鄧家基遭冷落，北市也被矮化！ 獨家！兩岸買辦神秘年鑑大曝光！中國相中柯文哲？ 揭！小白兔來台北政壇會被宰？柯痞帶頭獵殺吳音寧！ 藍.柯.紅聯軍霸凌！政經獨家破解抹黑吳音寧懶人包！ 黑幕重重！造假、獵巫、汙名化？吳音寧成柯痞箭靶？ 三大數據解密！政壇小白兔吳音寧績效完勝韓國瑜！ | (視訊連線：曹長青老師)、王瑞德、吳國棟、李慶元、苗博雅、簡舒培、沈志霖                           |      |
|      | 2018.06.08 | 爆！法治概念有問題？柯痞竟發動政風處查民營公司？ 啥？柯痞大動作查吳音寧，發言人公款送酒不知情？ 內幕！政治素人不再吃素！藍白聯手就是要鬥吳音寧？ 追！誰吃了千層蛋糕？政經踢爆北捷公關費也黑箱？ 八面玲瓏比不過低調做事？柯痞自打臉「白色價值」？ 四大公司淪固樁提款機？北市府宴客睦鄰，別人買單？ 看民調打嘴砲？柯痞：道歉兩岸一家親，一夕掉15趴！ 爆！精心設計「失言」？柯痞如何讓台灣政治白癡化！ 新！FII赴中掛牌，首日飆漲停，郭台銘秒登台灣首富！ 聽話有糖吃！豎樣板反台獨！鴻海FII變統戰新武器！ | (視訊連線：曹長青老師)、周玉蔻、徐永明、楊偉中、余莓莓、邱明玉、李建昌                           |      |
|      | 2018.06.09 | 抓到了，香蕉遭棄置，鳳梨遭傾倒，KMT惡意散播謠言！ 人藍腦殘？抹紅出糗！中國吳晟台灣吳晟，傻傻分不清！ 系統性造謠！不負責任政治恐攻，藍營+統媒的誤導！ 疑？政治風暴誰負責？北農董事長神隱？總經理當砲灰？ 內幕！吳音寧萬箭穿心！陳景峻備詢竟回「問心無愧」！ 馬朝監委打選戰？引錯誤數據批中火，攏是為了2018？ 揭！假新聞、假數據！監委秀下限，黨國反撲出盡全力！ 怒！國民黨不倒台灣不會好，那些年被摧毀的台灣菁英！ 美國恐龍法官輕判性侵犯，加州投票罷免成功，反觀.... | (視訊連線：曹長青老師)、周玉蔻、吳國棟、余莓莓、王世堅、鄭文龍、卓冠廷                           |      |
|      | 2018.06.11 | 川金倒數12小時！狂老頭vs.火箭人，驚奇劇星國上演！ AIT落成典禮，美派助理國務卿來台，台美關係加溫！ 獨家！呂禮詩爆：全面防堵中國，美航母艦隊巡台海？ 最新！美、中兩強較勁，台灣選哪邊站？民調這樣說.. 兩岸一家親，共圓中國夢？北市3所國小帶頭參加統戰？ 內幕！裝傻還真笨？柯痞不設防，樂當中國統戰樣板？ 直擊！政經專訪日本愛台行動派：永山英樹、水島總。 東奧正名，台灣怯步？永山英樹：台灣要勇敢一點！ 揭！媒體輿論戰，三分真七分假？香蕉亂完換鳳梨？ 啥？整治假新聞搞錯方向？散播假新聞處罰拘役三天！ 怒！五星旗滿街跑，柯文哲挨告瀆職北檢簽結不起訴！ 追！學生諷管說成挺管？媒體配合造謠，帶管案風向？ | (視訊連線：曹長青老師)、吳國棟、歐崇敬、范雲、李慶鋒、黃帝穎、呂禮詩、永山英樹、水島總           |      |
|      | 2018.06.12 | 破天荒登場！川金世紀核談成功？政經分析誰是贏家？ 爆！會後簽署聯合聲明！即興川普能破解百變金正恩？ 出席新館落成，AIT主席莫健：美台關係推升至新高度！ 統促黨抗議：美國滾出台灣，白狼高呼：不當美國砲灰！ 追！小題大作？沒事可做？北檢查吳音寧贈菜贈酒案！ 疑？北檢查公關費神速偵訊！調查管案至今沒消沒息？ 風向變了？吳音寧事件趁亂洗白？解密黑白兩面柯文哲！ 揭！集權中央、疊床架屋，市長室列管竟高達7千多案！ 46票＞97498票？身分證徵稿賽"黑箱"拔掉台灣身分證？ 民主掩護獨裁？身分證不能有台灣，公投不能改國號！                                                                                         | (視訊連線：曹長青老師)、王瑞德、張友驊、徐永明、高嘉瑜、余莓莓、楊實秋、陳峻涵                   |      |
|      | 2018.06.13 | 最新！收中國資金發展組織！新黨三公子遭北檢起訴！ 爆！違反國安法遭起訴！王炳忠：沒有一刀斃命的證據！ 荒謬的國度！利用民主反民主，真正統戰高招在這裡！ 兩狂互擺對方一道？川金會效應延燒！政經獨家解密！ 文大宿舍分割99門牌！綠營起底，侯友宜：我坦蕩蕩！ 追！媒體、律師不道歉，陳佩琪提告求償500萬元！ 反擊！曾勁元親上火線：不說清楚用提告轉移焦點！ 獨家！控花蓮王米袋文宣涉賄選、圖利，劉曉玫在政經。 官司纏身、18年未定讞！花蓮王的司法金鐘罩秘辛！ | (視訊連線：曹長青老師)、簡余晏、范世平、曾勁元、李坤城、黃帝穎、簡舒培、王瑞德、劉曉玫           |      |
|      | 2018.06.14 | 玻璃心碎？中官媒連照片都不登！331字淡化川金會內幕！ 挺台嗆中！美軍B52突破東海防空識別區，呂禮詩獨家分析。 扯！詐領助理費228萬！前北市議員秦儷舫竟判緩刑！ 司法神標準？藍議員詐領助理費判緩刑，反觀郭瑤琪案。 追！改革未成！監院表決彈劾案記名制遭馬提名監委壓制！ 迴避誰的利益？監院禁查扁案，陳師孟：不會就此放棄！ 驚爆！探長也兼包租公？侯友宜文大宿舍案燒不停！ 時機太敏感？爭議說不清！侯友宜派密使赴北市府喬事？ 揭！打人的喊救人？柯痞：用一個吳音寧要把我搞垮！ 認了？下令政風查北農，柯痞坦承：不具備公司法知識！ 歷史性一刻！與希臘相爭27年，馬其頓改名「北馬其頓」。                          | (視訊連線：曹長青老師)、黃國昌、吳國棟、王瑞德、管仁健、顏若芳、呂禮詩、張銘祐                   |      |
|      | 2018.06.15 | 新！新北副秘書長批「聽錯還怪我」，周玉蔻反擊爆！ 時機太敏感！99個門牌爭議，侯派密使赴北市府喬事？ 內幕！北農事件從一開始就是北市發起的一場鬥爭？ 真的起風了？網友看破手腳！柯文哲難以自圓其說？ 破解！臉書連發洗白政績？獨家揭穿柯痞形象工程！ 怒！查諷扁劇踩痛腳，慶啟人要陳師孟「交出扁案」。 警察違法取締，法官倒果為因！大旗隊遭聯合整肅！ 扯！舉台獨旗被差別待遇？黨國有色眼鏡摘不掉？ 爆！身分證"必須"有車輪旗？戶籍法打臉內政部次長！ 獨家！身分證甄選落敗，10萬票得主設計者這麼說。 | (視訊連線：曹長青老師)、周玉蔻、楊偉中、余莓莓、邱婷蔚、李慶鋒、黃帝穎、「嶼民在地」設計者林昊翰 |      |
|      | 2018.06.16 | |                                                                                                  |      |
|      | 2018.06.18 | 政府端午禮預算數十萬沒事！吳音寧1萬9挨告貪汙？ 勝選方程式？選舉文化揭密！塞錢不如送禮送得巧？ 行銷？選舉？米袋、農民曆、金紙，花蓮王無所不在！ 兩套標準？送禮還是賄選？北檢認定標準看黨籍？ 民調又降！柯痞搬出「藍綠夾殺」討拍「中間」選民？ 追！新北選戰冷？侯友宜文大宿舍爭議說不清講不明！ 端午就要戰！文化有交集就是同國籍？戳破統派邏輯！ 揭！拿中國文化綁架台灣？那只是台灣文化的一部分！ 爆！促轉委員列新課綱四大缺失！轉型依舊轉不動？ 全新課綱依舊洗腦？高中必修竟無二二八、白色恐怖！ | (視訊連線：曹長青老師)、周玉蔻、吳國棟、歐崇敬、苗博雅、彭盛韶、邱明玉                           |      |
|      | 2018.06.19 | 就是挺台灣！美國參院院85:10票通過國防授權法案！ 獨家！美軍參加漢光演習，呂禮詩爆：協同作戰可能！ 起底！證據到哪認到哪？文大案侯友宜說法變變變。 說謊？移轉？文大宿舍契約曝光！侯友宜自始都知情！ 內幕！監院申報露餡！「又昱」消失侯友宜財產之謎！ 反擊？李大維呼籲抵制改名航空公司，中國不痛不癢！ 狗吠火車！台灣變中國，正名制憲才是真反擊，懂？ 怒！扁影片播五分鐘馬上被關切，邱太三再念緊箍咒？ 揭！獨立公投傷情感？政府、媒體聯手惡搞喜樂島？ 驚！白狼頒市長獎惹議，柯痞：什麼叫做有爭議的人？ 第三勢力結盟！社民.基進.綠黨合組"社會福利國家連線"。                                                  | (視訊連線：曹長青老師)、王瑞德、楊實秋、徐永明、邱婷蔚、范雲、余莓莓、高嘉瑜、黃建龍、呂禮詩     |      |
|      | 2018.06.20 | |                                                                                                  |      |
|      | 2018.06.21 | 獨家！文大、侯友宜奇異租約，政經破解驚奇內幕！ 摔紙變道歉！備忘錄曝光！邱敬斌談文大案關說鐵證？ 打臉！教育部認曾補助文大宿舍，侯友宜如何回應？ 北農董事會2流會內幕，民股董事：流會要怪柯文哲！ 政經解密！查帳報告一拖14天！柯痞自知站不住腳？ 台美建交有譜？美眾議員籲丟一中政策，與台建交！ 追！監委陳師孟、高涌誠出手，查潑漆案警檢濫權？ 黨國監委反改革！陳師孟藏招挑戰監院荒謬規範！ 黃國昌踢爆，國發基金遭中國掏空？全民成凱子？ 內幕！廉價紡織商，國發基金竟大挹注做產業升級？ | (視訊連線：曹長青老師)、王瑞德、吳國棟、顏若芳、黃國昌、黃帝穎、王淑慧、吳芳銘                   |      |
|      | 2018.06.22 | 啥？美眾議員提建立邦交關係，ROC媒體選擇無視？ 美國建交強力改變"台灣"現狀？台灣準備好了嗎？ 獨！照顧學生？年漲5%的合約，暗藏侯副吸血算計？ 關鍵角色曝光！文大前校長反咬，侯友宜能全身而退？ 爆！空殼公司經營文大宿舍？被抓包的候副這樣說！ 新北柯粉多？蘇貞昌認柯有外溢效應，切割姚文智？ 內幕！蘇.侯.柯各懷鬼胎？台北、新北選情大解密！ 揭！北市府變輔選工具？柯拿公資源偷打選戰變SOP？ 打臉！雙城論壇反攻大陸？請問柯痞上海有車輪旗？ 終極動員令！姚瑤姚團隊成軍。623大造勢驗收成果？ | (視訊連線：曹長青老師)、周玉蔻、徐永明、李建昌、楊偉中、余莓莓、鍾宏仁                           |      |
|      | 2018.06.23 | 爆！爭議延燒！侯謝謝指教？文大宿舍真相是…？ 內幕！「關說」備忘錄曝光！一切都是為幫侯解套？ 陳菊背書，623拼人氣提政策牛肉，姚文智全力出擊！ 啥？提政策反被網友酸？姚文智年輕族群最大罩門！ 獨家！還好有炳忠，王爺問事錄曝光中國統戰手法！ 驚！PTT、LINE統戰輿論大本營？假新聞發散地！ 國發會15億投資淪「被中國掏空基金」，黃國昌爆.. 揭密！中國逼迫企業姓「黨」！台商形同中共人質？ 瘋世足！3萬人島國一球入魂，屬於冰島的足球革命！ 四年一度大喊話！台灣何時擺脫「足球元年」計劃？ | (視訊連線：曹長青老師)、周玉蔻、吳國棟、陳東豪、李坤城、張茂楠、石明謹、張銘祐                   |      |
|      | 2018.06.25 | 623造勢展現大團結！姚文智：感動綠營支持者歸隊！ 李文英：權力魔戒讓柯墮落！簡余晏批「暗黑力量」！ 不知檢討！身邊人待不久？柯嘆選舉沒人力沒資源！ 開戰！傳統陸軍vs網路空軍？青年票2018首都決戰點？ 文大宿舍案燒不停！侯冷處理質疑「都是人格抹黑」！ 爆！藍綠大咖共識？2018大選，這幾個縣市將變天！ 年金改革沒掌聲反傷選情？2018綠只求穩住中台灣？ 羨慕！世界杯現場響起巴拿馬國歌，主播激動落淚！ 錯亂又崩潰！台灣隊披中華台北，唱中國國民黨歌！ 政經獨家追！國發基金有意放水？如興案五大詭點！ 扯！中資滲透劇本早寫好？中國官二代吸血國發基金！                                                            | (視訊連線：曹長青老師)、吳國棟、余莓莓、彭盛韶、簡舒培、張銘祐、范雲                             |      |
|      | 2018.06.26 | 川普出重拳！中美貿易戰再起？中國經濟將受重傷？ 有種衝著我來！網諷愛錢友宜友宜，爭議越描越黑？ 啥？存款減少81萬，侯友宜：記不得那麼小的事情！ 文大宿舍會勘有違規，柯打誰幫誰？還在等大數據？ 核心價值崩壞！北市查文大宿舍案，只剩選舉盤算？ 小英被太后綁架？新系獨大？DPP決策核心大解密！ 國民黨好大的面子？監察院、行政法院出手護黨產？ 趕在新監委上任前，馬朝監委全體通過黨產釋憲案！ 卡關三次突然放行？如興增資案，金管會神速過關？ 內幕！玖地董座孫暘黨政關係曝光，不給台灣查帳！ | (視訊連線：曹長青老師)、黃帝穎、高嘉瑜、彭盛韶、邱婷蔚、邱明玉、歐崇敬                           |      |
|      | 2018.06.27 | 追？維持現況到此為止？蔡英文隨美改變兩岸政策？ 中國擴張主義衝擊台海現狀！小英呼籲國際制約中國！ 國力不強反抗極權會被笑？柯文哲搶當統戰代言人？ 啥？小國不能追求民主人權？政經破解柯痞神邏輯！ 台.越同遭托管，命運大不同！越南抗中「戰鬥民族」！ 又來了？PTT匿名放話抹黑前部屬？柯痞這招玩不膩？ 內幕！說什麼都有人護航！柯粉宛如中國小粉紅？ 混亂！柯綠廝殺搶進版面？丁守中神隱就能當選？ 違法確定！宿舍停車場改當洗衣間，侯友宜還能圓？ 驚！宿舍危機變轉機？解密侯友宜民調反升8%內幕！ | (視訊連線：曹長青老師)、范世平、周玉蔻、徐永明、楊實秋、蕭亞譚、沈志霖、王瑞德                   |      |
|      | 2018.06.28 | 爆！AIT新館外牆驚見國務院標誌！台美準外交關係？ AIT正副處長全是美軍背景！美太平洋軍演邀台加入！ 揭！親美日遠中國！「馬下蔡上」台日關係大躍進！ 追！霸氣批一中！吳釗燮籲：台日進行安保對話！ 正名做半套？陸委會更名7月上路，只拿掉行政院？ 內幕！預告2018危機？小英：北北宜都是艱困選區！ 民主票倉全面崩盤？陳永興揭民進黨的執政隱憂！ 柯痞再遭丟鞋抗議！陳峻涵怒嗆：別做中共同路人！ 財團法人法三讀通過！日產優先追回宣告國有！ 啥？宗教財團法人不納管！香油錢、功德款無法可管？ | (視訊連線：曹長青老師)、吳國棟、王瑞德、邱明玉、張友驊、黃帝穎、陳永興                           |      |
|      | 2018.06.29 | 文大宿舍案延燒！侯友宜民調逆勢上漲？政經爆內幕！ 民意調查？創作大賽？誰配合特定候選人操縱民意？ 內幕！黨中央輔選行程大轉彎？姚文智遭技術性冷落？ 打柯攻丁？選戰倒數計時四個月，姚陣營戰術沒定調？ 揭！批柯吃不起滷肉飯？那些年姚文智被黑的日子！ 驚爆！兆豐洗錢案被解職，蔡友才打行政訴訟勝訴！ 富貴要人幫要靠司法幫！蔡友才五年金融監不用罰！ 正確！杜絕假新聞，陸委會悍拒東南衛視記者駐台！ 追！空污法沒禁十年車上路，別再相信網路謠言了！ 檢驗合格就可上路！改善排氣管，才能保護支氣管！ 軍改過關會活不下去？真相：近半退官月俸一毛不減！                                                             | (視訊連線：曹長青老師)、余莓莓、徐永明、黃越宏、邱婷蔚、張銘祐、歐崇敬                           |      |
|      | 2018.06.30 | 啥？盧秀燕公佈民調超越林佳龍？民調大戰各自壯膽？ 坐看柯姚互戰！台北市丁守中鴨子划水，穩收基本盤？ 藍營找到軍公教戰場！朱立倫、陳學聖拼年改釋憲！ 軍改過關爆怒氣！藍委嗆：2年後拿回政權再改回來！ 獨家分析！2018大選誰辦慶功宴？這五縣市是關鍵！ 怒！黨國司法護航！蔡友才創下銀行局敗訴首例？ 挨罰66億離職就沒事？行政法院：已沒有危害可能！ 追！金曲國語專輯獎最重要？國家語言平等法淪形式？ 揭！比利時保護國民母語，用「語區」保留多元文化！ 站出來！2020"台灣隊"出戰東京奧運，就差你一票！ | (視訊連線：曹長青老師)、周玉蔻、吳國棟、范雲、管仁健、黃帝穎、林春妙                             |      |

| 集數 | 日期       | 主題 | 來賓 | 備註 |
|      | 2018.07.02 | 內幕！川普對中強硬玩真的，友台官員接新亞太助卿。 獨家！前廉政委員爆，五大弊案四件竟被柯私下和解？ 暗黑力量打臉公開透明？北市府拒議員調大巨蛋資料？ 諷刺！嗆中國打壓航空改名？童軍團長自稱 China？ 錯亂？總統、縣市首長排排站，同框自稱中國台灣？ 蝦毀？東奧拼台灣隊？行政院斥：國際奧會說不行！ 爆！劍潭中心再賤租8年？柯市府變相幫救國團續命？ 揭密！劍潭中心再次賤租！卡死下任市長社宅政策？ 歷史上的今天：陳文成命案37年，真相至今仍未明！ 怒！台大高層黨國遺毒？為陳文成立碑一波三折！ 港人在政經，香港移交21周年，五萬人參與七一遊行！                                         | (視訊連線：曹長青老師)、管仁健、李慶鋒、吳國棟、范雲、張友驊、林欣曄、梁文韜、陳浩天                             |      |
|      | 2018.07.03 | 爆！北市認定文大宿舍違規，侯友宜：會和文大解約！ 上任3年半不知文大宿舍案？出事推藍綠，柯痞SOP？ 杜絕獨董偷跑！金管會為「產學承諾書」槓教育部！ 直擊！黃國昌究責獨董爭議，教部次長跳針壞掉了？ 給個讚！陳文成命案37周年，促轉會宣示調查個案！ 促轉.司改兩樣情？針對個案vs.只查通案，高下立判！ 說個笑話：金融監理。財政部等吹哨董座沒反應？ 扯！金管會洩漏資訊？吹哨者遭財經幫秋後算帳！ 獨家！升格準大使館地位？波蘭台北辦事處更名！ 專訪！波蘭報駐台記者沈漢娜看台灣的轉型正義！                                                                                                   | (視訊連線：曹長青老師、波蘭報駐台記者沈漢娜)、王瑞德、楊實秋、徐永明、高嘉瑜、余莓莓、陳又新                     |      |
|      | 2018.07.04 | 監委首度記名投票，吳茂昆卸任35天火速被彈劾！ 全數通過有爭議？新任監委踢館：吳茂昆未必圖利！ 獨家！馬朝監委入人於罪？關鍵文件打臉監察院！ 內幕！挺管派按捺不住？管中閔案後續風聲不斷！ 拿下台大.惠台引誘.軍武恫嚇，中國統台三部曲？ 陳師孟查扁案卻被拔！扁突襲監察院抗議張博雅！ 監察院長改派馬朝監委查諷扁劇案，司馬昭之心？ 獨家！柯一手遮天？王小玉爆美河市和解金內幕！ 廉委矇鼓裡？王小玉揭露五大弊案如何變無大案！ | (視訊連線：曹長青老師)、王世堅、范世平、邱明玉、賀德芬、黃帝穎、王瑞德、王小玉                                   |      |
|      | 2018.07.05 | 監委彈劾不看法律文件，跟著感覺走？政經來打臉！ 張博雅冷處理，彈劾案全數記名，新任監委被陰了？ 追！監院彈劾吳茂昆！國民黨殺球：賴清德應道歉！ 監委調查報告支吾其詞？黃越宏爆：因為這原因.... 張榮味收賄判刑8年！那些年地方之霸享盡司法特權？ 掏空國發基金？黃國昌再爆：如興瞞虧損做假財報！ 爆！冷凍台幹！如興不解決問題，解決發現問題的人？ 獨家！維族運動領袖哈米特，還原新疆七五事件真相。 揭！中國高壓統治，新疆七五屠殺猶如台灣二二八！ | (視訊連線：曹長青老師)、王瑞德、吳國棟、黃國昌、范雲、黃越宏、哈米特                                             |      |
|      | 2018.07.06 | 中國白蟻入侵？年改通知書烏龍，國防部內鬼惡搞？ 獨家！重要資料遭刪！通知書之亂鎖定退輔會官員！ 媒體全面赤化！東森前進中國？從小灌輸兩岸一家親！ 中研院提案台大聘管，賀德芬爆挺管人士赤色背景！ 幫派篩選？管仁健揭：統派勢力盤踞台灣各大機關！ 獨家！小學參觀鄭南榕基金會，老師竟遭高層關切？ 今夕何夕？校園裡的政治恐慌？轉不動的轉型正義！ 驚！馬英九人氣回升，民調海放蔡、賴，2020再戰？ 當選過關，落選被關！馬設基金會。招兵買馬為啥？ 最有誠信？說謊成性？國安講稿門，柯痞大說謊家？ 別說媒體又黑柯！政經重現柯痞講稿門真實說法 ...                                              | (視訊連線：曹長青老師)、楊偉中、徐永明、余莓莓、周玉蔻、張友驊、管仁健                                           |      |
|      | 2018.07.07 | 立院二讀SOGO案，帝王條款移除！不溯既往遠東過關？ 追！到底誰執政？經部偷加但書？綠委一問三不知？ 揭！六都市長選舉經費上限公佈，新北逾億拔頭籌！ 金權遊戲？只訂標準不嚴懲，選舉只剩有錢人參與？ 玩真的！清除共產時期法官，波蘭政府堅持推司改！ 反觀台灣，司改不進反退？改革派反遭行政報復！ 獨家！美專利文件證實，吳茂昆遭監察委員抹黑！ 被彈劾就要中研院撤職？黨國勢力聯手整吳茂昆？ 揭密！台北雙子星重新招標，競標廠商背景有內幕？ 驚！搶標雙子星，買辦背後紅紅的，誰在暗中挺柯？                                                                                                   | (視訊連線：曹長青老師)、周玉蔻、吳國棟、黃帝穎、李俊毅、陳奕齊、張宏林、王小玉、王世堅                           |      |
|      | 2018.07.09 | 揭！美軍現役最強戰艦上演繞台戲碼！呂禮詩爆內幕！ 獨家！美艦自由航行挑戰中國！明白宣示台灣我罩的？ 國台辦批美打「台灣牌」，王丹酸只是隻「紙老虎」！ 追！公司法除SOGO、大同條款爭議，還大開洗錢後門？ 透明條款欠透明！台灣洗錢防制評鑑「降等在即」？ 啥？台灣要靠洗錢拼經濟？蘇嘉全驚爆蔡政府機密？ 慘！上海女孩潑墨習近平海報，下午馬上人間蒸發？ 台灣潑漆、中國潑墨！向威權挑戰的下場都是.... 民主國家搞這套？慈湖頒新制！潑漆案後，國家反省了嗎？ | (視訊連線：曹長青老師)、吳國棟、妖西、程金蘭、羅宜、劉一德、黃帝穎、呂禮詩                                       |      |
|      | 2018.07.10 | 最新！三中案偵結，馬英九等6人涉背信等罪嫌起訴！ 內幕！馬英九五大罪狀曝光，害國民黨損失72億元！ 犯後態度不佳！北檢批馬英九「飾詞狡辯」求重刑！ 颱風天忙追殺！馬辦批北檢：甘為政治打手和鷹犬！ 揭！台大沒校長國際笑話，李嗣涔組聯盟挺管到底！ 黑手在這？李嗣涔組全國大學自主聯盟，做賊喊抓賊？ 黨國挺管們的平行世界？國外管爺名譽臭氣沖天... 想洗白？管爺南加州大校友年會主講，校友連署反對！ | (電話連線：南加州台大校友會前理事林美里)、(視訊連線：曹長青老師)、高嘉瑜、楊實秋、徐永明、余莓莓、詹晉鑒、黃帝穎 |      |
|      | 2018.07.11 | 內幕！馬英九三中案落馬，全因自己人偷偷錄音！ 一刀斃命？汪海清私藏錄音帶壓垮馬司法金鐘罩！ 馬自始知情！律師：特別背信罪，最高可判10年！ 昔特偵組查無不法簽結！黃帝穎爆北檢做了這些！ 跟國民黨綁一起？馬被起訴：籲幫國民黨討公道！ 馬辦批檢用黨產條例起訴？律師打臉：轉移焦點！ 參選總統？馬英九身揹多案。再戰2020搏清白？ 追！害國民黨損失72億，黨主席吳敦義出招求償？ 爆！起訴未遭限制出境！馬英九趴趴走不回台？ | (視訊連線：曹長青老師)、王瑞德、范世平、陳東豪、張友驊、黃越宏、黃帝穎、詹晉鑒                                   |      |
|      | 2018.07.12 | 最新！內閣改組，五首長搬風，賴組戰鬥內閣2.0？ 轉型正義沒態度！葉俊榮接教長，管案後續不妙？ 檢察官頭子蔡清祥接棒法務部長，邱太三的下一步？ 內幕！菊系人馬又加一，吳宏謀緊急接棒交通部？ 獨家！歷時12年，人證物證俱全，馬賤賣三中始末！ 追！「黨產歸零」做公益，暗藏回算利潤超過百億？ 爆！核心老臣也看不下去，詹春柏痛批馬濫賣祖產！ 他沒拿錢進口袋！朱立倫聲援馬英九？打什麼算盤？ 幫特偵組開脫？北檢：三中案起訴全因「新證據」？ 三中案掌握鐵證？法界人士：檢方為何不查金流？ | (視訊連線：曹長青老師)、王瑞德、吳國棟、邱顯智、吳景欽、歐崇敬、洪孟楷                                           |      |
|      | 2018.07.13 | 追！法務部長為何下台？邱太三：我就是得罪阿扁！ 財金幫改革打假球？財長許虞哲卸任轉期交所董座？ 啥？連律師也押走！陳又新揭葉俊榮知法玩法內幕！ 獨家！連習會老調重彈？連戰：兩岸不存台獨空間！ 美中貿易戰越演越烈，連戰成習近平政治提款機？ 三中案遭起訴！馬生日發千字聲明：對司法有信心！ 三中案分案兩法官，兩個月後再換人？司法幫護航？ 揭！特偵組趁亂簽結三中案？黨產會關鍵打臉內幕！ 花蓮自創玩法？十年首次，議會定期會選後才召開？ 後山民主奇蹟？花蓮不思議：拆違建經費只編一千！ 直擊！一個中國無誤？海外僑社撤車輪旗改掛五星旗！ 怒！台僑不是華僑！別拿台灣納稅錢贊助統一僑社！ | (視訊連線：曹長青老師)、周玉蔻、徐永明、楊偉中、劉曉玫、陳又新、胡文琦                                           |      |
|      | 2018.07.14 | 點名！新版賴內閣有亮點？兼具戰鬥力與世代交替？ 收到民進黨全代通知書？扁若出席下一步被抓回去？ 追！當年說好的平反阿扁，蔡英文您還記得承諾嗎？ 驚！民進黨成退步黨？黨代表連年提案廢台獨黨綱？ 兩岸關係勝過國家正常化？民進黨不挺東奧台灣隊？ 一案換一案？馬英九大巨蛋案，北檢查無不法簽結！ 啥？大巨蛋案李述德求刑十年，馬英九竟全身而退？ 馬錄音檔曝光！汪海清耍「天龍八步」騙不過北檢！ 內幕！三中案有暗盤，余建新送五百萬現金照曝光！ | (視訊連線：曹長青老師)、黃帝穎、邱明玉、張銘祐、周玉蔻、吳國棟、余莓莓                                           |      |
|      | 2018.07.16 | 重批KMT，蔡英文反擊：不反省卻要教訓改革的人！ 嗆！小英七問國民黨，誰讓買辦集團主導兩岸關係？ 啥？改革不能急躁！吳敦義：民進黨把鵝拔到沒毛！ 籲小英不要放棄他！阿扁7大建言：選戰少輸為贏！ 內幕！2020東奧台灣正名！民進黨代表提案又撤案！ 抓到了！自己人扯後腿！奧會前國際組長告洋狀！ 揭！再提新加坡父權民主，柯痞對威權情有獨鍾？ 師承馬英九，全政壇捨我其誰？柯塑造萬人迷形象！ 台灣之光！25歲宋俊霖「台灣藍鯨」奪美氣球大賽冠軍！ | (視訊連線：曹長青老師)、吳國棟、管仁健、許維智、范雲、吳祥輝、宋俊霖、蔡易餘                                     |      |
|      | 2018.07.17 | 詭！北京下令撤下習近平肖像，有意冷卻習崇拜？ 內幕！帝制搞過頭了？習近平以退為進先避風頭？ 爆！今日習近平失勢，袁紅冰三年前神準預言！ 最新！德州共和黨通過黨綱，籲美國承認台灣獨立！ FAPA籲國際全面力挺台灣，反觀自己人狂扯後腿！ 馬英九三中案遭起訴，國民黨全黨力挺一起被告？ 獨家！馬英九再戰2020，徐巧芯驚爆馬的天龍八步！ 追！貪污議員判緩刑！黃國昌批反貪標準獨步全球！ 比一比，少一張黨證？命運大不同！藍綠議員判決有別？ | (視訊連線：曹長青老師)、王瑞德、黃越宏、徐巧芯、楊實秋、徐永明、歐崇敬、高嘉瑜                                   |      |
|      | 2018.07.18 | 最新！馬英九赴國民黨，跳針答「出售三中無賤賣」。 六折出售！馬英九賤賣國發院鐵證，錄音光碟全都錄！ 鍾小平爆料：金姓親信證實，馬英九籌備參選2020！ 內幕！馬金重出江湖為哪樁，目標總統刑事豁免權？ 陳學聖文宣自嘲沒存在感，桃園黨部主委輔選不下去！ 揭！桃園選情告急求換將，藍軍基層焦慮遭邊緣化！ 鄉下有鄉下的樣子！天龍阿伯放話，粉絲全部高潮！ 不看財報先嘴人？柯痞不信機捷賺錢，遭鄭文燦打臉！ 不可質疑柯神？「厭惡議會」柯痞藐視民主又一例？ | (視訊連線：曹長青老師)、周玉蔻、范世平、程金蘭、黃帝穎、余莓莓、范綱祥、張友驊                                   |      |
|      | 2018.07.19 | 啥？陸委會主委赴美演說，開口閉口竟都是中華民國！ 盼中國看到善意，陳明通：不以讓渡主權換虛幻和平！ 怒！正名玩假的？東奧正名造勢，民進黨公職全神隱！ 台灣守護天使！美眾院亞太小組主席：力挺一中一台！ 對台軍售、派遣航母穿台海！美國防部對中國秀肌肉？ 爆！和台灣走太近中客不來？帛琉航空關閉中國航線！ 獨！前駐帛琉外交官劉仕傑，台帛友好抗中有跡象！ 揭！不思正名還在掛 China？ROC才是帛琉觀光豬隊友！ 中國打壓台灣外交空間，美國學者Tim Rich提解方... | (視訊連線：曹長青老師)、王瑞德、吳國棟、黃國昌、陳峻涵、黃聖峰、劉一德、劉仕傑、Tim Rich                         |      |
|      | 2018.07.20 | 爆！川普出王牌？將曝光中國百萬官員海外子女資產！ 川普殺手?，北戴河會議人人自危，習政權面臨垮台？ 獨家！台美中天平傾斜？模糊一中政策變成一中一台！ 內幕！美絕口不談「三個公報」，一中一台天賜良機！ 奇！轉型正義跨出一步？林宅血案20箱檔案重見天日? 揭！陳文成命案露破案曙光？神秘人士提供關鍵證據？ 政府不轉，我們來做！獨派青年今日再赴中正廟潑漆！ 昔日街頭抗爭起家，今對威權冷處理！民進黨執政後… 爆！揭密柔術隊正名「台灣」參賽，從頭到尾沒人攔？ 正名一點都不難！柔術總會理事長爆，只做了這件事！                                                                              | (視訊連線：曹長青老師)、周玉蔻、吳國棟、王瑞德、陳東豪、溫紳、蔡坤龍、郭潤庭、張閔喬、范雲                       |      |
|      | 2018.07.21 | 扯！人臉辨識點名入侵北一女！柯痞效法中國搞監控？ 北市府辯還沒啟用？李慶鋒議員秀公文打臉柯氏謊言！ 競選辦公室被爆違法！柯：法令不合時宜，我也是受害！ 柯痞旋風襲台！陳師孟評：他是沒有中心思想的自走砲！ 驚！台灣民主奇蹟！共諜起訴人侯漢廷參選台北市議員！ 指標！獨派青年vs.中華兒女，2018統獨決戰士林北投？ 最新！國庫署長阮清華升財部次長，財經幫牢不可破！ 內幕！慶富聯貸弊案.搶彰銀經營權，阮清華都沒缺席！ 熱臉貼冷屁股！葉俊榮多次邀約管中閔「已讀不回」！ 溝通？請鬼拿藥單？葉俊榮竟找陳維昭討論遴選爭議？                                                                   | (視訊連線：曹長青老師)、周玉蔻、徐永明、李慶鋒、王奕凱、楊偉中、余莓莓、王瑞德                                   |      |
|      | 2018.07.23 | 追！德國之聲搶先報：國際關注台獨青年潑漆蔣銅像！ 蛤？潑漆案開庭，法庭聽不懂台語，陳俞璋筆錄變.... 內幕！誰轉移焦點？轉型正義被帶風向變成統獨之爭？ 揭！蔣介石未竟的帝王夢？中正廟潑漆潑出封建遺毒！ 不能再等了！文化部、促轉會承諾：年底提轉型草案！ 怒！秦儷舫案不上訴！北檢喊冤：尊重司法獨立空間。 司法奇蹟！貪汙不用關？黃國昌批：法務部讓人火大！ 爆！北市三腳堵提前破功？柯、丁民調海放姚文智？ 21台派社團力挺！姚文智急拉深綠，力阻棄保啟動！ 一日幕僚爆紅！柯痞迷信網路空氣票？網紅操作SOP！                                                                                | (視訊連線：曹長青老師)、鄭運鵬、黃越宏、吳國棟、妖西、張銘祐、余莓莓、何朝棟、陳俞璋、羅宜                       |      |
|      | 2018.07.24 | 馬力拚三中案無罪！2020箭在弦上？金溥聰這樣說... 內幕！馬將再起？基金會找郭董當金主，瞞著吳敦義？ 踢爆馬英九的密室逃脫術，大巨蛋案又找到余文幫坦？ 市長欽點評委，權利金突歸零，檢方卻查無犯罪事證？ 追！中視交易成破口？中影、中廣也將被認定假交易？ 獨家！司法待遇大不同！扁vs.馬，誰才是政治追殺？ 有錢判生？年花數千萬擺平高院？鄭文龍爆司法黑幕！ 遇權勢就轉彎？政經踢爆那些司法管不到的土皇帝們。 奪回人民的司法！政經專訪美聯邦大陪審團參與者柴衛理。 | (視訊連線：曹長青老師)、吳國棟、邱明玉、張靜、鄭文龍、苗博雅、張銘祐、柴衛理                                     |      |
|      | 2018.07.25 | 爆！串證錄音曝光！馬英九11年前就與律師模擬卸責？ 內幕！模擬司法攻防！馬英九堅稱對三中案細節不知情！ 富邦案也爆「新證據」？前北銀副理黃玉炎：垃圾桶撿到！ 司法轉型正義最後一道防線！新任監委要查「馬案」。 追！公司法修法，紅色資本恐入侵？全台企業挫在等？ 蛤？公司法遭砲轟！柯建銘怒回：海水退潮看誰沒穿褲子！ 獨家！王奕凱扮運將，踢爆中國滴滴在台違法營運事證！ 紅色入侵！食衣住行無一倖免！台灣用戶個資全回傳中國？ 怒！連家出賣台灣技術給中國，竟還高唱「聯共制台」？ | (視訊連線：曹長青老師)、王奕凱、黃玉炎、高嘉瑜、范雲、曾威凱、唐德明、黃帝穎、柴衛理                             |      |
|      | 2018.07.26 | 內幕！馬英九基金會明成立，傳馬將現身宣布再戰2020？ 追！憂心三中案拖垮大選？週刊爆吳敦義設防火牆堵馬？ 傅崐萁炒股案審21年！劉曉玫向監院告發抓司法老鼠屎！ 扯！兩任縣長都快當完，黃健庭藥商案纏訟13年還在審！ 啥？姚元潮挨轟「體育界黃安」，中華奧會竟開脫卸責？ 追！中國鴨霸違反奧運憲章！台中市府提4大理由申復！ 急！東奧正名連署最後一個月！募集數字還差20萬票！ 華麗詞彙掩蓋大巨蛋敗退事實？游藝嗆柯痞不服來辯！ 爆！厭惡議會開民主倒車！蕭曉玲批柯：反監督爽造神！ | (視訊連線：曹長青老師)、王瑞德、黃國昌、鄭文龍、游藝、沈志霖、蕭曉玲、歐崇敬                                     |      |
|      | 2018.07.27 | 獨家！Crazy大亂鬥！2018台南市長選舉前哨戰在政經！ 揭！最「金」的西瓜？黃偉哲高民調，選情穩若泰山？ 最艱困選區！看準綠營分裂，高思博在台南大有可為？ 狂！年輕人的新寵物！林義豐異軍突起，讓台南不一樣！ 爆！用台灣信念找回府城光榮，許忠信獲台派全體力挺！ 故鄉的呼「煥」！蘇煥智回鍋台南參戰，喚回台南熱情！ 東奧台灣正名，中國頻打壓，台南市長參選人這樣說！ | (視訊連線：曹長青老師)、黃偉哲、蘇煥智、林義豐、許忠信、高思博、邱明玉、吳國棟                                   |      |
|      | 2018.07.28 | 有影才通講！促轉會放消息？轉型正義指標案有新線索！ 促轉會看過來！陳文成案：五大關係人都活著卻不約談？ 兇手心生畏懼？鞋內塞百元腳尾錢？管仁健爆命案疑點！ 獨家！20箱泡水資料重見天日！「林宅血案」缺二大斷點！ 追！司改國是會議屆滿一周年，我們的司法往前一步了嗎？ 漸進改革動不了！官官相護？司法官淘汰機制遲未建立？ 揭！司法官養成草率、無法淘汰，台灣司法的最大病灶！ 內幕！英美法官都民選！反觀台灣，連陪審制都封殺！ 英美初任法官平均45歲！反觀台灣，25歲就可判人生死！ | (視訊連線：曹長青老師)、黃越宏、王奕凱、許維智、管仁健、吳國棟、余莓莓、張銘祐                                   |      |
|      | 2018.07.30 | 爆！國務院徽、陸戰隊進駐AIT！台美進入準外交關係？ 獨家！前白宮國安顧問葉望輝：川普帶給台灣難得機會。 美國99%會贏得貿易戰！葉望輝：台美應發展雙邊貿易！ 追！有「溫度」的溝通？葉俊榮能幫管案找出第三條路？ 內幕！有條件讓管當台大校長？親管媒體帶風向遭打臉！ 台大沒校長、國際會議沒人來？誰是傷害台大的豬隊友？ 怒！高教司推翻監院糾正？誰在偷偷放水高醫董事會？ 台大濺血案，白狼子打人恐嚇，拘役40天可易科罰金！ 新！東亞青運遭拔訴諸國際！林佳龍開記者會嗆中國！ 委屈就能求全？叫中華台北就不打你？別傻了台灣人！ 起底！網紅發文「告別文智」，原來是柯廣告代言人？                | (視訊連線：曹長青老師)、葉望輝、吳國棟、陳永興、許維智、賀德芬、楊忠和、林大溢、蔡坤龍                           |      |
|      | 2018.07.31 | 爆！中暨大台灣校友會變統戰基地？發展共諜組織遭訴！ 驚！中暨大變共諜基地？校友牽線立委軍官巧遇中國特工？ 抓到了！管中閔赴中授課，竟成廈大校長列為統一政績！ 抗命到底！陳維昭：遴選無瑕疵！籲教育部速聘管中閔！ 啥？司法院統計：良好法官率97％？法官法變遮羞布？ 官官相護不意外！司法院握人事權 委員會獨立性受質疑！ 欺善怕惡？拍賣黨產狂拖一年！執行署存心技術性拖延？ 轉型正義變綜藝？執行署大擺爛！追黨產「抓龜走鱉」！ 打壓上癮了？中國再出手，取消台灣橄欖球賽主辦權！ 突破盲點！何苦鎖進中國？石明謹：我們還有這些出路！                                                        | (視訊連線：曹長青老師)、楊實秋、徐永明、高嘉瑜、鄭文龍、苗博雅、黃帝穎、石明謹                                   |      |

| 集數 | 日期       | 主題 | 來賓 | 備註 |
|      | 2018.08.01 | 2020大選民調慘輸賴清德！總統府駁：沒有參考意義！ 驚！小英民調只贏吳敦義？勇哥直言：問題在周邊的人！ 黃鼠狼給雞拜年？柯痞赴民進黨團報告，全程錄影伺候！ 昔喊討厭議會，今主動拜會！柯親赴民進黨團為哪樁？ 怒！闖幼兒園公審4歲童！劣檢林俊佑把教室當偵查庭！ 打人花錢免關？台大濺血案：白狼子判拘役可易科罰金！ 獨家！驚爆范冰冰逃稅被捕，中國封鎖消息原因不單純？ 內幕！習王各有人馬被捕，北戴河會議前各自蒐集籌碼？ 真的嗎？府院黨不挺東奧正名？綠色執政變中華保證？ 當家不鬧事！不挺東奧非事實？民進黨:尊重人民權利！ | (視訊連線：曹長青老師)、范世平、余莓莓、劉一德、歐崇敬、黃越宏、王世堅                                                                       |      |
|      | 2018.08.02 | 中國氣跳腳！台旅法通過，籲美不得讓台灣領導人過境！ 過境拚規格！小英出訪只到洛杉磯.休士頓，原地踏步？ 就是要挺管！台大遴選會正式聲明，堅持聘管當校長！ 有溫度溝通？葉俊榮陳維昭一搭一唱，下一步接管放水？ 蛤？學姊陪吃飯挨轟物化女性，柯痞 : 怪自己命不好！ 踢爆！電音.網紅裝年輕？柯痞老白男標榜進步價值？ 慘！柯Seafood永遠是對的！網路義勇軍這樣也能凹？ 力抗紅潮！德英法義加聯手美國，葉望輝這樣說.... 內幕！吳音寧依法.柯想盡辦法? 惡整北農背後目的是？ | (視訊連線：葉望輝、曹長青老師)、吳國棟、張友驊、黃帝穎、張國城、管仁健、顏若芳、王瑞德                                                       |      |
|      | 2018.08.03 | 爆！吳釗燮否定美軍駐台必要性？外交部緊急否認！ 50艘中國軍艦通過台海躲颱風？呂禮詩：內情不單純！ KMT當中國小弟？DPP搶R.O.C神主牌？藍綠封殺台灣？ 怒！有溫度？無法度？葉俊榮再遭台大遴委會打臉！ 揭！違法爭議未解！台大學生會長：不同意聘管！ 接管放水？先嗆狠話後滿是幹話？葉俊榮的放水SOP！ 蝦咪？沒黨產會滅黨？台北行政法院佛心提釋憲？ 神護航！凍結黨產敗訴，法官：不樂見一黨獨大！ | (視訊連線：曹長青老師)、呂禮詩、余莓莓、黃帝穎、徐永明、歐崇敬、賀德芬                                                                       |      |
|      | 2018.08.04 | 嗆！遴委會不面對爭議，台大學代會：盡速重啟遴選！ 放話、溝通都是幌子？葉俊榮辦管案.婦聯案一模一樣！ 民眾眼睛是雪亮的，青運停辦林佳龍民調拉大領先！ 站在道理上對抗中國打壓！反觀柯痞世大運自我審查！ 「兩岸一家親」國安會講稿攏在騙？柯痞：做了就做了！ 破殼小雞不願面對的真相！柯團隊「搓掉」獨家新聞！ 急！倒數28天還缺17萬票！「東奧正名」還差你一票！ 最新！2020東奧正名連署排行榜：第一名政黨竟是.... 驚！批習近平大撒幣，中國教授高呼言論自由後失聯！ 啥？潑墨女孩父親求見女兒，被十多名便衣警察"消失"！ | (視訊連線：曹長青老師)、葉宜津、吳國棟、歐崇敬、沈清楷、邱明玉、張銘祐                                                                       |      |
|      | 2018.08.06 | 扯！周子瑜事件翻版！宋芸樺被承認「我是中國人」。 啥？藝人被迫當中國人，柯痞：台灣人不要講太多話！ 嘆！光說不做？蔡英文高喊「最喜歡的國家是台灣」！ 最新！藍綠歸隊？高市長民調陳其邁38％韓國瑜26％。 縣長民調勝楊文科遭開除黨籍，林為洲：國民黨錯了！ 馬英九力挺惹禍？吳敦義執意搓掉林為洲，為了2020？ 內幕！教育部將同意聘管中閔任校長，葉俊榮不否認？ 怒！台大學生會長、學代會發聲籲重選！葉俊榮裝聾？ | (視訊連線：曹長青老師)、李俊毅、周江杰、高嘉瑜、溫紳、范世平、楊實秋、張銘祐                                                                 |      |
|      | 2018.08.07 | 獨家！川普推特宣揚戰果，美中「貿易戰」勝負已分！ 內幕！中國股市大跌27％，傳中方低頭與美國協商！ 中國展開600億面子工程！網友酸：制裁清單看完別笑！ 揭！惠台統戰又一招！中國國務院取消台灣人就業審批！ 只剩中國的國際觀！柯痞：中國經濟變強把台灣邊陲化！ 踢爆！雙城論壇蔡衍明作陪，柯痞與媒體大亨結盟真相！ 白色恐怖？壓新聞逼辭記者？柯脫口：到底擺平你沒有？ 病毒流竄北中南三廠，台積電罕見三度召開重訊說明！ 反擊美國禁中晶片？台積電遭病毒攻擊警告意味濃厚！ | (視訊連線：曹長青老師)、汪潔民、張銘祐、陳信諭、簡舒培、程金蘭、余莓莓                                                                       |      |
|      | 2018.08.08 | 內幕！北戴河會議罕見提前召開。習近平返國穩政權！ 爆！習近平故意踢開江澤民，防止元老「干政」噪音？ 透過民主輸出獨裁！中國伸手柬埔寨、辛巴威選舉！ 揭！中國大打通信、監控戰，目標衝著台灣選舉而來？ 史上首次，台積電罕中毒！國安級警報，專家這樣看！ 檢調搜索查金流！白狼：我是中國人，資金也中國的！ 宋芸樺之後，昆凌也遭殃？統促抓耙仔起底台獨藝人！ 有權無責？司法官過失免究責？律師李震華爆內幕... 惡法亦法？國賠法第13條保護傘，檢察官過失難究責？ 2018學店排行榜出爐！世新大學怒：汙名化台灣高教！ | (視訊連線：曹長青老師)、管仁健、歐崇敬、陳玲玲、李震華、苗博雅、田昀凡、余莓莓                                                               |      |
|      | 2018.08.09 | 解密！姚文智造勢又缺蘇貞昌？傳蘇合作要柯不要姚？ 內幕！雙北白綠合風聲四起？學姐黃?瑩曾是蘇家兵！ 姚文智陣營要高嘉瑜退黨！柯痞：別為一人綁架全黨！ 警訊！2020總統大選網路民調，蔡英文比馬英九還低？ 改革作到流汗被嫌到流涎？小英民調低迷原因在這裡！ 讓美國再次偉大！川普「說到做到」支持率創新高！ 不滿中國蠻橫打壓，清大交大教授自發東奧正名連署！ 獨家！一起來展現你的熱情，政經徵7秒短片挺正名！ 中華民國＝務實台獨？賴清德的台獨主張為何倒退嚕？ 揭！歷史課避談「轉型正義」？課審委員這樣說 ... 讚！擺脫中國框架！學生提案「提高台灣史比率」！ | (視訊連線：曹長青老師)、范雲、余莓莓、李俊毅、劉俊秀、王奕凱、妖西、徐永明、蕭竹均                                                           |      |
|      | 2018.08.10 | 超級熱區！美轟炸機再入東海防空識別區，呂禮詩爆.. 二艘美軍艦穿台海，共機不再繞台？解密美中角力戰.. 揭！搶占本土票，柯密會李登輝，自己放消息給媒體！ 內幕！密會流出內容，「讀者提供」全篇都捧柯打蔡？ 追！川普重砲批一帶一路！開放自由印太戰略大反攻！ 美國出重手！中國內部分崩離析？反習聲浪史上最高！ 政經解密！北市府好大官威？一年公開壓三則新聞？ 爆！推卸責任SOP？議會質詢柯痞再度乾坤大挪移！ 嘆！全聯廣告為何急下架？重演陳文成「一夜消失」？ 誰在森七七？全聯廣告藏梗！國民黨人批「走火入魔」！ | (視訊連線：曹長青老師)、呂禮詩、徐永明、余莓莓、簡舒培、歐崇敬、吳國棟                                                                       |      |
|      | 2018.08.11 | 內幕！桃市.竹縣.嘉市鬧分裂！KMT下一個自爆縣市？ 雪上加霜！蕭淑麗批吳敦義「KMT史上最無能主席」！ 雙城論壇講稿「你管我送A或B」，破解柯謊言伎倆！ 力挺選總統！張安樂打恐嚇牌「支持柯帶領台灣」！ 兩岸一家親！柯鬥媒體.鬥議會，就是不鬥中國威權？ 追！放水管中閔！台大學生群起反彈？葉俊榮摸頭？ 假懲處真避風頭？林俊佑停職處分眉角藏在細節中！ 司改國是會議滿周年，陪審團協會：改革成績死當！ 不挺東奧正名公投，賴清德：也要保護選手參賽權！ 講啥？WHA中華台北叫矮化？奧運中華台北叫務實？ 女兒嘶吼「別槍斃我媽」，揭白恐受難者丁窈窕的故事。 | (視訊連線：曹長青老師)、吳國棟、顏若芳、張靜、苗博雅、歐崇敬、張銘祐                                                                         |      |
|      | 2018.08.13 | 台旅法後過境美國大突破！小英在雷根圖書館發表談話！ 兩樣情！台僑列隊歡迎！「紅藍聯手」發動突襲抗議！ 揭！華國旗抗議、台灣旗力挺，誰和台灣站在同一邊？ 怒！內政部擺爛八年不修選罷法，行賄議員二度參選！ 誰開司法漏洞？國民黨反對修正選罷法，就是要護航！ 追！黨職併公職溢領金額曝光，銓敘部下通牒全面繳回！ 曝光！司法、監察、外交，黨國權貴遍布國家機器？ 兩岸論述遭質疑！柯痞：兩岸一家親、墨綠不矛盾！ 巧合？紅色統媒大推「無色覺醒」呼應兩岸一家親？ 拼了！連署進度達65％，東奧正名公投倒數十萬份！ | (視訊連線：曹長青老師)、汪潔民、吳國棟、范雲、妖西、黃帝穎、李雨蓁、張銘祐                                                                   |      |
|      | 2018.08.14 | 北戴河結果出爐，北京政局湧暗潮，習政權殞落倒數？ 笑話？中國牛皮吹破了！馬來西亞宣布退出一帶一路？ 內幕！美中貿易戰，中國吃不消？川普提早放鞭炮？ 真和解？姚高會面破冰？高嘉瑜眼眶泛紅拒喊凍蒜？ 追！談姚梨花帶淚，談柯眉開眼笑，「三角練」有解？ 黨內力量集結！搶救文智大兵！阿扁、小英心腹進駐！ 最新！川普送蔡英文過境大禮？今簽2019國防授權法！ 避不開美中角力！呂禮詩爆：台灣優先軍購前三名是！ 獨家！自己的新聞自己做！踢爆柯文哲作假新聞慣例！ 揭！「敵逃我追」柯文哲戰法，徹底執行毛澤東思想！ 秘！蔡英文打卡柏林圍牆談自由，隱喻對抗共產主義？                                                                                                  | (視訊連線：曹長青老師)、楊實秋、陳東豪、余莓莓、沈志霖、呂禮詩、張友驊、歐崇敬                                                               |      |
|      | 2018.08.15 | 獨家！馬英九三中案換法官確認，黃越宏爆內幕.... 揭！馬英九輔選站台，南北跑透透，為刷存在感？ 票房保證或票房毒藥？馬英九：今年打贏才有2020。 扯！中國採訪遭扣押，美國之音記者手機全被摔壞！ "超人總書記"重回官方宣傳主調！習近平垂死掙扎？ 再裝就不像？丁守中破梗「無色」就是藍色支持統一！ 驚！丁曾任特務學生？民主殺手轉身一變首都參選人？ 爆！中國伸黑手，深綠鄉鎮染紅，藏統促黨3個黨部？ 代號"鄉村包圍都市"，台商.宮廟.幫派，統戰深入台灣！ | (視訊連線：曹長青老師)、汪潔民、余莓莓、范世平、黃越宏、高嘉瑜、溫紳                                                                         |      |
|      | 2018.08.16 | 中國拿台商出氣？85度C「九二共識」委屈不能求全？ 兩面不討好？三大關鍵字全用上！網友諷「85度膝」！ 打壓有SOP？川普給習近平難堪，中國就給台商難堪？ 抗議萬豪強冠中國台灣，中和福朋喜來登：即刻解約！ 獨家CALL OUT！捍衛台灣尊嚴，福朋喜來登這樣說... 追！柯委屈換總統上台？北市府和國台辦談了什麼？ 揭！兩岸一家親現世報？柯改口：可以快樂賺錢就好！ 監委認定管中閔兼任違規！確定糾正教育部、台大！ 管違法爭議當沒發生？黃帝穎再戳台大校方荒謬論點？ 環南市場工程惹議！黑工命喪現場，皇昌營造蓋真相！ 內幕！市府御用建商？皇昌標案接不完？王世堅爆... 真心換絕情？納智捷U7上半年銷量零，將在中國停產？ 納智捷喊話超越雙B！裕隆砸億元增資，中國網民潑冷水！ | (Call Out：福朋喜來登總經理朱少菡)、(視訊連線：曹長青老師)、王瑞德、邱明玉、吳國棟、王世堅、黃帝穎、前美國之音中文部主任龔小夏               |      |
|      | 2018.08.17 | 美中月底重返談判桌？解密中國輸到脫褲的大豆戰爭！ 獨！圍堵中國，習皇或成最大輸家，葉望輝爆下一步.. 扯！監院認管中閔違法兼職！台大仍辯：程序完備！ 還在混？監院糾正教育部！葉俊榮：謀求決斷性解決！ 新監委依法糾正，馬朝監委搞鬥爭，誰在政治化管案？ 北市府辦世大運週年展，台灣旗丟垃圾桶真相仍未明！ 昔痛批九二共識，今捧兩岸一家親！柯痞變身白海豚？ 自打臉？昔罵呷賽，林昶佐「將柯貼上深紅不公平」！ 海水退潮！時力與兩岸一家親結盟，價值不敵選票？ 錯亂！巴國稱蔡英文「中國台灣總統」，綠委急緩頰！ 追！倒數八萬份！東奧正名最後一哩路，就缺你一份連署！                                                                                              | (視訊連線：葉望輝、曹長青老師)、楊偉中、余莓莓、徐永明、苗博雅、沈清楷、陳峻涵                                                               |      |
|      | 2018.08.18 | 怒！千錯萬錯，台大沒錯！監院糾正，台大就是不甩！ 校長推薦資料表曝光！兼職欄一片空白，違法成自然？ 揭！川普制裁伊朗土耳其，北京又受衝擊淪最大輸家？ 失控的柯粉，詐領出席費？顏若芳告網友：踩到紅線！ 關鍵！陳學聖民調只剩16％？楊麗環退黨參選有內幕？ 揭密！國民黨四分五裂！消失的吳主席2018大選戰略！ 追！商人不僅無祖國！稅能避則避，出事台灣還力挺？ 啥？政府公開挺85度C，變相鼓勵台企矮化主權無妨？ | (視訊連線：曹長青老師)、顏若芳、王浩宇、吳國棟、黃帝穎、歐崇敬、張銘祐                                                                       |      |
|      | 2018.08.20 | 柯宋合體秀！宋大讚兩岸一家親！2018白橘合作定了！ 柯氏力組台灣民眾黨？消費民主前輩？蔣渭水會壓新聞？ 統戰新招？辦中國居住證享國民級禮遇，先交出指紋！ 內幕！居住證不只是卡片！揭中國統戰二部曲邪惡面紗！ 央視呼籲統派集結相挺！柯痞：我是台灣最大公約數！ 柯文哲專題報導，央視畫面全來自TVBS！CCTV在台分部？ 驚爆！媒體早就兩岸一家親？兩岸媒體人北京峰會！ 川普贏，中國輸百年！郭文貴爆中國全力影響美期中選舉！ 歷史上的今天：真正的黨外共主！紀念信介仙90歲冥誕。 | (視訊連線：曹長青老師)、汪潔民、吳國棟、范雲、蕭亞譚、張友驊、簡舒培                                                                         |      |
|      | 2018.08.21 | 可頌一拍即合？兩岸一家親套餐？網友諷：鬆軟無實心！ 揭！威權接班人？政治投機時代？柯文哲師承宋楚瑜？ 笑！穿越時空來打臉？昔日柯文哲醫師投書批宋楚瑜！ 內幕！央視二分鐘柯文哲專題報導，畫面全部來自TVBS！ 用標案「擺平」媒體？T台四年標下北市府五千多萬！ 驚爆！與台灣媒體簽戰略合作協議，中國政府列政績！ 獨！林昶佐挺柯？引爆時代力量內部矛盾？徐永明說... 新時代舊力量？兩岸去政治化？超越藍綠就是避談統獨？ | (視訊連線：曹長青老師)、王瑞德、楊實秋、高嘉瑜、苗博雅、徐永明、歐崇敬                                                                       |      |
|      | 2018.08.22 | 爆！央視再捧柯文哲！讚柯宋配跨越藍綠可選總統？ 啥？就是要護航柯？網友爆：央視也曾報導姚文智！ 北市大陸小組成反台獨大聯盟？統派邵宗海操刀主導？ 通關密語！馬九二共識行不通？改柯文哲一五新騙局！ 薩爾瓦多斷交！蔡英文總統：挑戰中華民國底線！ 美國對台態度大轉變！蔡英文為何死守維持馬現況？ 驚！最新民調：蔡賴亮紅燈，預告綠營年底失利？ 內幕！一帶一路神話破滅！西方國家一片看衰！ 追！大巨蛋完工在即？柯痞五大案變成無大案？ 扯！大巨蛋拒議員進入，該怎辦就怎辦的SOP呢？ | (Call Out：余烈)、(視訊連線：曹長青老師)、汪潔民、余苺苺、范雲、范世平、邱明玉、顏銘緯                                                       |      |
|      | 2018.08.23 | 關定了！林益世財產不明罪判刑二年，確定入獄服刑！ 追！說好的一刀斃命？林益世貪汙罪拖六年判不下去？ 內幕！郭瑤琪案司法比一比！林益世黨國司法照妖鏡？ 是讓利還是一家侵？申辦中國居住證恐繳全球所得稅？ 爆！紙老虎現形？為打美中貿易戰，中國向人民搶錢？ 解密！外交老藍男當年走不出國際，依舊獲小英重用？ 挺台灣！薩爾瓦多與我斷交！美參議員火速提案反制！ 審查意識型態好棒棒？簽認同卡才能跟seafood同框！ 突破盲點！「柯痞認同卡」每一條每一項都在自打臉！ 真轉型正義！促轉會不只查黨產，擬追究加害者責任！ | (視訊連線：曹長青老師)、王瑞德、吳國棟、黃帝穎、顏若芳、程金蘭、管仁健                                                                       |      |
|      | 2018.08.24 | 倒數！東奧正名最後催票！連署距安全目標還差6萬票！ 不能鬆懈！台灣人站出來！沈清楷：小心中選會怪招！ 還不推正名？又被中國消費！托福也認證「中國台灣」。 作弊大國，台灣超衰！中國台灣恐將被認證成作弊災區？ 綠營政務官都幫我上課！柯痞反嗆民進黨「養虎為患」！ 爆！不給媒體報真相！直擊蔡壁如當場施壓封口刪影片！ 揭！兩岸一家親認同卡？一帶一路分會長第一個簽支持！ 踢爆！應做未做當宣言，柯痞空話卡？生活公約小守則？ 美中貿易戰，4大危機催化！學者爆：中國經濟將崩盤！ 解密！中國P2P地雷連環爆，千萬金融難民夜奔北京之謎！ | (視訊連線：曹長青老師)、沈清楷、徐永明、沈志霖、王奕凱、歐崇敬、邱婷蔚、吳國棟                                                               |      |
|      | 2018.08.25 | 啥？太陽花佔行政院衝突，馬英九江宜樺殺人案遭駁回！ 執法過當？被打活該！法院認定：驅離符合比例原則？ 獨家！林昶佐因千字惜柯文遭政經封殺？真相原來是... 否認跟柯文哲眉來眼去！林昶佐：從不認同兩岸一家親！ 揭！當選就是台灣悲劇！郭文貴爆柯痞早被中國滲透！ 掌握中國統戰部關鍵影片？郭文貴嗆：公布柯文哲必敗！ 黨國黑歷史！中元普渡白色冤魂！莫忘14萬無辜受害者！ 諷刺！宋楚瑜.丁守中.侯友宜，威權鷹犬享受民主果實！ 燒紙錢才能普渡眾生？破除迷信，李筱峰教授這樣看普渡。 | (視訊連線：曹長青老師)、劉一德、管仁健、吳國棟、溫紳、李筱峰、余莓莓、陳雨凡、田昀凡                                                         |      |
|      | 2018.08.27 | 驚！暴雨還要再炸四天，林嘉愷提醒中南部嚴防災情！ 西南氣流襲台，時雨量強過莫拉克，極端氣候難預料！ 揭密！是天災還是人禍？誰讓政治口水淹沒了真相？ 總統勘災裝甲兵「荷槍實彈」？國難當頭，誰在造謠？ 災區就是秀場！拆解政壇「可頌」苦民所苦的假象！ 直擊！統派急了？東奧正名連署攤位，屢遭鬧場恐嚇！ 東奧正名裝沒看到？台派青年請柯連署遭隨扈阻擋！ 不表態還污名化？柯稱遭暴力脅迫？影片還原打臉！ 統派切割？馬喊是中國人也是台灣人，竟遭嗆漢奸！ 棄姚抹紅丁！吳祥輝爆柯痞連任的暗黑錦囊妙計！ 理想大地案宣判！罪證有疑利於被告，傅崐萁無罪！ 追！證據不夠明確？律師黃帝穎揭理想大地案內幕！ 悼！提「國防授權法」挺台！美參議員馬侃罹癌逝世！              | (視訊連線：曹長青老師)、吳祥輝、林嘉愷、吳國棟、羅宜、汪潔民、黃帝穎、王映心                                                                 |      |
|      | 2018.08.28 | 直入南海！日本派准航母與五國軍事演習，挑戰中國？ 印太戰略啟動！對抗一帶一路，日本力挽斯里蘭卡做伙！ 爆！馬來西亞開第一槍！馬哈迪怒拆中資9公里圍牆！ 追！馬規蔡隨？台灣連續十年不請友邦提案加入聯合國！ 全球連線對抗中國！小英國安團隊為何不搭順風車？ 玻璃心？網紅批志願役軍人是廢物！國防部嗆提告！ 最新！八百壯士不反年改了？9月3日上凱道「反台獨」？ 怒！體育協會改選變人頭灌票？5位高層認罪獲緩起訴！ 蒐集個資互灌票，體育改革這樣玩？黃國昌嗆北檢縱放！ 揭！再看一次影片打臉！柯痞重新定義「暴力脅迫」！ 這麼剛好？紅色集團橫行暴力脅迫，柯市長全部裝惦惦？ 柯神標準94狂！厭惡被逼表態，卻要議員簽署認同卡！                                       | (視訊連線：曹長青老師)、楊實秋、徐永明、王瑞德、陳東豪、苗博雅、蔡明憲                                                                       |      |
|      | 2018.08.29 | 爆！美國會報告點名：統促黨張安樂利用台灣民主反民主！ 測試底線？統派變本加厲！終極目的：正當化武力犯台！ 最新！四項公投連署份數達標！藍總動員、綠冷處理？ 黨中央下指令？東奧正名有內幕！綠委態度大轉彎 .... 強逼廠商簽約？陳景峻燈節喬事？政經公布獨家錄音！ 理所當然？喬紙風車包台北燈節？陳景峻如黑幫老大！ 獨家！收賄千萬入監二年，貪官葉世文假釋初審過關啦！ 直擊！收賄當遠雄門神，前營建署長葉世文入監這樣過！ 硬起來！美前太平洋司令籲台灣，模擬攻擊中國遼寧號！ 醫德在哪裡？柯公開談扁病情，衛生局罰市長二萬了事？ 比一比！醫師林進興公布胡志強病歷，遭廢照1年！                                                                                  | (視訊連線：曹長青老師)、汪潔民、余莓莓、范世平、王世堅、邱明玉、張銘祐                                                                       |      |
|      | 2018.08.30 | 國民黨145萬份公投連署書，「字跡一樣」疑大量抄寫？ 偷偷放水？公投連署書不合格，中選會：下不為例！ 追！世大運黑衣人搶旗事件，一年過去真相仍未明！ 沒禁台灣旗？睜眼說瞎話？畫面會說話！打臉柯痞！ 踢皮球？白紙黑字柯還賴？國安局：維安由大會分工！ 蛤？兩岸一家親是務實交流，時力參選人邀柯站台！ 不甩中國！台美斷交後首次，美海軍陸戰隊進駐AIT！ 親民市長一場戲？陳峻涵沿路問話，下場竟然是... 驚！市民向柯痞攔轎申冤，竟遭隨扈依社維法移送？ 內幕！中國拒絕產經新聞採訪，日媒全員抵制抗議！ 悲哀！台灣媒體代言中國意識？聯合訪中後筆鋒轉紅？ | (Call Out：台北市警察局保安科長陳明志、日本產經記者矢板明夫)、(視訊連線：曹長青老師)、王瑞德、吳國棟、顏若芳、高為邦、歐崇敬、程金蘭、何朝棟 |      |
|      | 2018.08.31 | 兒戲？國民黨公投連署作弊被抓包！吳敦義：難免！ 有弊！防君子不防小人？國民黨意外揭露機制漏洞？ 誰衝刺誰擺爛？民進黨東奧正名連署份數全面公開！ 惱羞？吳音寧省11億擋人財路，柯痞爆氣：她懂什麼！ 追！遇到吳音寧就沒有原則！柯痞開放透明自助餐？ 內幕！千萬捐款竟消失？台北燈節藏柯痞暗黑帳本？ 有案在身不給入境？AIT拒傅?萁美簽！葉望輝爆... 陸戰隊將進駐AIT，美國會力挺台灣，葉望輝分析... 台灣淹大水，想要給中國管！藍營支持者神邏輯？ 救災效率高下立判！看看823水災，回顧當年88風災… | (視訊連線：葉望輝、曹長青老師)、張友驊、徐永明、高嘉瑜、吳國棟、陳奕齊、余莓莓、邱婷蔚、范雲                                                 |      |

| 集數 | 日期       | 主題 | 來賓 | 備註 |
|      | 2018.09.01 | 全民公投反併吞！喜樂島呼籲10/20十萬人上凱道！ 怒批公投法，郭倍宏：70年來民主運動最大倒退！ 公投是最好的武器，范雲：進步勢力堅守台灣主權！ 獨家！中國打壓進不了阿富汗！作家李昂在政經。 啥？不認一中不能旅遊？阿富汗簽證要去北京辦？ 扯！中國施壓新手段，外交部只能被動擺爛？ 薩國斷交、美日挺台，西班牙學者鄭夏霓這樣看！ 外交困境自己造成的？突破中國打壓！鄭夏霓建議... | (視訊連線：曹長青老師、鄭夏霓)、黃國昌、范雲、劉一德、蔡丁貴、陳奕齊、李昂、沈清楷、賈柏楷                 |      |
|      | 2018.09.03 | 移植器官風暴再起？葛特曼「屠殺」再版一字未改！ 訪談內容證實！柯文哲確知活體器官來自法輪功！ 啥？顧左右言他？柯文哲反批：吳祥輝是打手而已！ 驚！豬隻致死率100％！中國豬瘟讓全球紅色警戒！ 莫忘1997年口蹄疫！面對中國豬瘟，台灣準備好了？ 獨家！兩手空空標雙子星？王小玉爆中資搬空台資！ 競標廠商有內幕？搶標台北雙子星，買辦背後紅紅的？ 防護罩破了？羅淑蕾再嗆：柯敢公開器官勸募帳戶？ 我柯黑我驕傲！王世堅發「柯黑卡」，二天發光光！ 爆！急賣黨產籌選舉費？KMT賣帛琉大飯店被駁回！ 臨門一腳？中資捧6億上門，前帛琉外交官爆內幕！ 不甩中國警告！美日航母齊巡南海，呂禮詩分析戰略... | (視訊連線：葉望輝、曹長青老師)、吳國棟、葉宜津、黃帝穎、王小玉、呂禮詩、汪潔民、劉仕傑、王世堅、羅淑蕾     |      |
|      | 2018.09.04 | 局外人？局內人？柯文哲深諳中國器官移植黑幕？ 內幕！兩岸器官移植關鍵人？柯曾密會黃潔夫？ 獨家！葉克膜被利用活摘器官？美國調查台灣醫師！ 大開體改倒車？孫立群接奧會秘書長，體育署在睡？ 體壇成藍營官二代禁孿？中華奧會運作孫立群內幕！ 又再唱衰！柯文哲：東奧正名，中國打壓越來越強！ 申請美簽遭刁難？傅崐萁怒批民進黨聯合美方打壓！ 有犯罪紀錄須提供證明！AIT嗆：請先上網做功課！ 不簽「賄選賠款承諾書」，選里長不願掛國民黨籍！ 揭！KMT賄選成常態？2016年以來至少11件定讞！ 爆！中國網路長城「嚴審」，台灣媒體翻不了牆！ - 獨家！中國無預警封鎖澳廣網站，澳洲學者這樣看。 | (視訊連線：曹長青老師、倪凌超)、王瑞德、楊實秋、徐永明、高嘉瑜、詹晉鑒、管仁健                             |      |
|      | 2018.09.05 | 追！中國器官移植真相！過去柯醫師vs今日柯市長！ 拒絕中國暴行，變成兩岸一家親！中國拿到柯把柄？ 獨！還原現場！曾遭中國逼迫活摘器官醫生在政經！ 驚！中國富商接連死亡！郭文貴暗示馬雲是下一個？ 幫共產黨高官洗錢？海外中國富商不能說的秘密？ 扯！高舉五星旗，愛國同心會張秀葉參選北市議員！ 內幕！掌控3％到5％選票，中共對台選舉目標是..？ 才說兩週了結大巨蛋！柯痞改口：是叫遠雄快都審！ 從霸氣市長變成黑箱市長！回顧柯痞巨蛋案大轉變！ 議員會勘大巨蛋，藍放行綠碰壁！跟市府毫無關係？ 吳音寧北農改建報告放上網，柯文哲失控爆粗口！ - 怕見光？說好的公開透明呢？北農改建方案比一比！ | (視訊連線：曹長青老師、安華托帝．博格達醫生)、汪潔民、范世平、歐崇敬、游藝、余莓莓、張友驊、張宏林         |      |
|      | 2018.09.06 | 人權記者葛特曼揭中共惡行，柯粉義和團大鬧臉書！ 活摘器官內幕！柯曾答應作證後反悔，為選舉棄價值？ 故意瞎回應誤導離題？柯痞vs.葛特曼說法比一比！ 鑽石戰略核心，印太戰略扮演要角，川普顧問曾邀台！ 不想得罪中國？國安高層耳邊風？國防外交休克中？ 美參議員提「台北法案」鞏固我邦交免遭中國挖走！ 果菜市場改建，輿論轉挺吳！柯痞今早緊急開會應變！ 吳音寧不來開會？會議記錄打臉，產發局長理虧致歉！ 揭！現行版本花2700萬規劃，都審委員批根本是災難！ 市府全員抹黑中！柯痞承認：一直很想換掉吳音寧！ | (視訊連線：曹長青老師)、簡舒培、劉一德、陳柏惟、王瑞德、吳國棟、田昀凡                                     |      |
|      | 2018.09.07 | 最高行政法院認證「高級外省人」郭冠英爽領月退俸！ 啥？作弊沒被抓到就好？莫忘李慶安「雙重國籍案」！ 爆！管案放水在即？台大校長訴願案，教部未提答辯！ 獨家解密！為何不提答辯？葉俊榮還在尋找第三條路？ 獨家！器官移植案，葛特曼公開證詞，柯文哲仍迴避？ 赴中國幾次？推廣葉克膜屬台大業務？柯文哲還在躲？ 疑點重重！柯文哲不敢回應的質疑！政經一次問到底！ 追！范冰冰遭爆已被控制？中國黨媒：涉3大重罪遭逮！ 內幕！1元賣出全部股權！日本鈴木全面退出中國市場！ | (視訊連線：曹長青老師)、徐永明、苗博雅、邱明玉、黃帝穎、歐崇敬、潘建志                                     |      |
|      | 2018.09.08 | | |      |
|      | 2018.09.10 | 時雨量不到78毫米一片汪洋，一場豪雨無能市府現形！ 揭！海綿城市變海洋城市？柯文哲不會治水只會口水？ 內幕！北市府「淹水地圖」不給看？就怕柯皇不開心？ 暴雨狂炸！台北市淹水真相，解密柯痞的下水道工程！ 大動作力挺台灣！美國召回多國、薩國、巴拿馬大使！ 外交瘋狂做球！美國連拋關鍵訊號，葉望輝獨家解讀。 踢爆！東奧正名當然可行！那些政客不敢告訴你的事！ 中諜潛入電纜遭盜剪？台灣飛彈研究重地釀國安危機？ 螺絲鬆了？九鵬基地電纜遭剪斷，全區斷電半小時！ 不再忍了！賀德芬籲：撤換代理校長，重啟校長遴選！ 管案下一步，賀德芬今向教育部遞請願書撤換郭大維！ | (視訊連線：曹長青老師、葉望輝)、汪潔民、吳國棟、張友驊、邱婷蔚、張銘祐、賀德芬                             |      |
|      | 2018.09.11 | 柯痞釋5萬職缺搶退休公教票？年花1.5億元政策買票？ 選前才照顧退休公教？柯反酸：不然要打坐不做事嗎？ 笑！公開透明？改變成真？藍營不領情，綠營批買票！ 明哲保命？被逼辭職？馬雲退位阿里巴巴爆出陰謀論！ 內幕！退休求保命？郭文貴爆：馬雲下一步野心更大！ 爆！台北燈節爆綁標？蔡壁如「地下市長」威脅廠商？ 獨！喬完遠雄換槮凌？對外公開透明，私下喬來喬去？ 追！反制中國統戰，立委提案申請居住證擬除台戶籍！ 有陰謀！克里米亞前車之鑑！港澳台居住證目的是..？ 踢爆！公投三案高達六成疑抄寫涉弊！國民黨又在騙？ 可以擁核但不可造謠！「以核養綠」公投主文也是假！ 獨家！有人操盤布局？賀德芬揭「挺管派」機密文件！ 抓到了！教部政次臥底挺管？蔡明興三輪投票都投管？                                                                                | (視訊連線：曹長青老師、葉望輝)、王瑞德、楊實秋、徐永明、高嘉瑜、沈志霖、黃建龍、賀德芬                     |      |
|      | 2018.09.12 | 狂！虧雞素人民調衝！林義豐年輕支持度暴漲至七成！ 扯！盧秀燕直播「祭拜」林佳龍，選舉選到瞎招盡出？ 紅色陰影罩地方選舉？鄺麗貞參選驚動北京涉台高層？ 揭發中國統戰手段，半島電視台潛入愛國同心會解密！ 直擊！五毛.媒體.政府，中國操弄台灣輿論風向內幕！ 獨家爆！「解放軍總後勤部」中國活摘器官核心機構！ 巧？柯赴中傳授葉克膜技術後，中國移植器官數爆增？ 逆轉！辜仲諒愈判愈輕，紅火案更一審只判三年半！ 追！王品股價狠摔85％，昔股王身陷中國餐飲紅海！ 鴻海市值蒸發三千億！美中貿易戰，郭台銘最大苦主！ 獨家！中國統戰台灣學術，興大期刊遭爆黨委書記任編委？ | (視訊連線：曹長青老師、葉望輝)、汪潔民、范世平、苗博雅、歐崇敬、顏銘緯、張銘祐、余莓莓                     |      |
|      | 2018.09.13 | 溫度溝通？放水疏通？葉俊榮早已寫好放水接管劇本？ 啥？得了便宜還賣乖？葉俊榮放水，管中閔還不領情？ 內幕！配票單流出，台大遴選會從組成到運作都違法！ 合機炒股案判八個月定讞！傅?萁批蔡政府政治迫害！ 愈判愈輕！傅?萁雙重減刑？速審法成權貴官司利器？ 傅崐萁入獄！徐榛蔚哽咽落淚！花蓮2018選情增變數？ 促轉會成東廠？侯友宜質疑蔡英文縱容「張天欽們」！ 揭！促轉會"鎖侯"錄音曝光！還原張天欽打侯談話！ 荒謬！選前不得除垢？促轉會打侯竟讓轉型正義休克？ 慣犯？鄭南榕自焚、徐自強冤獄，侯最不願想起的往事！ | (視訊連線：曹長青老師)、王瑞德、吳國棟、黃帝穎、范雲、陳奕齊、管仁健、田昀凡、賀德芬                       |      |
|      | 2018.09.14 | 溝通橋梁斷了？陳景峻閃辭北農董座，柯綠正面開戰？ 斷尾求生？陳景峻臨去前放話吳音寧？撇市場處責任？ 跨海告葛特曼？自己證詞不認帳？柯市長打臉柯醫師？ 揭！屠殺書中內文證實！柯文哲確知器官來自法輪功！ 速審法加持！紅火案更一審，辜仲諒減刑剩下三年半！ 精心設計？纏訟14年，傅崑萁的司法放水案驚爆內幕！ 獨家！美國醫學教授Yoneda二次來台邀請扁赴美就醫。 赴美就醫遭拒？4不限制誤扁病情，Yoneda醫師這樣看！ 時力民調：年底大選藍綠歸隊！國民黨暫居領先地位？ 丞相起風了？吳敦義發豪語：至少贏10縣市，選壞下台！ 中國奪台邦交國！美國強勢回應，美中貿易戰下一步？ | (視訊連線：曹長青老師、葉望輝)、徐永明、顏若芳、黃越宏、余莓莓、王浩宇、Ken Yoneda醫師                     |      |
|      | 2018.09.15 | 反撲！18藍委爬牆闖入行政院，抗議促轉會淪打手！ 怒！當侯友宜面對轉型正義，只剩詭辯沒有歉意？ 獨家！"奉公守法"好警察？羅益世還原侯大隊長當年！ 踢爆！黑名單返鄉運動，侯友宜在台灣民主化的角色！ 追！恢復非法定「優惠票」，柯痞近期獨厚軍公教？ 打臉自己在所不惜？柯痞直搗藍軍大本營為哪樁？ 最新民調出爐！藍綠選民歸隊，柯痞陰溝裡翻船？ 候選人政見主張建國！宜蘭選委會：不允許刊登！ 選委會住海邊？政見西元2018年要改成民國107年？ 不願面對？台澎代管區禁止列政見，主張統一沒關係？ | (視訊連線：曹長青老師)、簡舒培、吳國棟、田昀凡、溫紳、羅益世、張銘祐、孫博萮                               |      |
|      | 2018.09.17 | 啥？黨國大反撲？九藍委突襲促轉會，要逼熄燈廢會！ 這你敢信？馬英九：轉型正義應轉交國內的司法單位！ 獨！媒體首曝光！國民黨特務治國，黑名單AB檔在這！ 驚！駐外使館也摻一腳？軍警、外交、司法都是共犯！ 黨國遺毒現在進行式？要領中正獎學金先聽蔣公遺訓！ 扯！公車上問柯痞，陳竣涵竟遭法官裁處陳拘留一日！ 戒嚴了嗎？柯皇出巡？惱羞成怒？違法逮捕侵犯人權！ 追內幕！外交官之死引爆眾怒！原因竟是中國假新聞？ 揭！不查證就報導！中國掌控PTT就可控制台灣輿論？ 好腫！民進黨外交官「政治任命」？數據打臉蘇宏達！ 解密！中華民國哪是台灣？謊言迷宮困住台灣一甲子！ 真相！美國清楚得很！「台灣關係法」隻字未提金馬！ | (視訊連線：曹長青老師)、汪潔民、吳國棟、范雲、黃帝穎、管仁健                                               |      |
|      | 2018.09.18 | 啥？高雄選情死亡交叉？成功大學打臉韓國瑜陣營！ 內幕！假新聞、假民調！2018選舉年成統戰實驗場？ 柯34.3％ 丁30.8％ 姚10.4％，北市長最新民調解密！ 真的假的？泛綠分裂投票隱憂，姚文智只分到10.4％？ 新！上任來最慘！逾五成民眾不贊同蔡英文治國方式！ 內憂外患！民調不見起色，小英執政壓垮綠營選情？ 怒！郭建國毀蔣公塑像開庭，威權腦法官冷嘲熱諷！ 揭！轉型不正義，人權踩腳下！司法重現威權暴力！ 爆！鴿派鷹派互看不爽？促轉會誰扯轉型正義後腿？ 促轉會主委黃煌雄向藍委哭訴？黃國昌：令人作噁！ 外交官之死爆內幕！假新聞背後誰在操控，律師說... 假冒外交官造謠！蘇宏達被爆竟是挺管派、大統派？ 怕？蔡碧仲代理花蓮縣長，徐榛蔚支持者嗆綠色恐怖！ 蔡碧仲代理花蓮縣長，公開透明要查地震賑災款項！ 獨！台僑張力元為台發聲，Keep Taiwan Free推入聯！ | (視訊連線：曹長青老師)、(電話連線：張雅孝律師)、徐永明、王瑞德、楊實秋、高嘉瑜、黃越宏、Alex Chang(張力元) |      |
|      | 2018.09.19 | | |      |
|      | 2018.09.20 | 信心民調南北都有？蘋果民調：陳其邁34%韓國瑜31%！ 這你敢信？59歲以下高雄選民，一面倒力挺韓國瑜？ 中資侵門踏戶佔高雄港？日媒驚：蔡英文意外冷靜！ 詭！中國國營企業擁有高雄港？經部：確認無中資！ 爆！台商聯手中資炒股，中商海削11億元安全下庄！ 獨！中資炒大同爽賺11億，黃國昌批北檢不起訴中商！ 內幕！喜樂島1020反併吞大會，DPP禁止黨公職參加！ 追！百家爭鳴變一言堂？民進黨中常會履行誰的意志？ 高招？姚文智南下親訪，扁同意出任選戰最高顧問！ 藍營批扁違背保外就醫原則？法務部敢怒不敢言？ 蔡政府最怕喜樂島1020上街，凱道路權申請瞬間上鎖？ 選票考量？從東奧正名到喜樂島，蔡政府如此對待台派！ | (視訊連線：曹長青老師)、王瑞德、吳國棟、黃國昌、劉一德、張銘祐、范雲                                       |      |
|      | 2018.09.21 | 揭！張天欽等發言輕佻，促轉會公布調查：4人請辭！ 追！除垢、和解喬不定？誰是終止轉型正義的內鬼？ 藍綠共提105名涉貪議員，時力批：把台灣人當白癡？ 看過來！涉貪候選人在這！別讓你的一票選豬仔議員！ 又見信心民調？陳其邁34％韓國瑜31％！政經揭內幕！ 猛提怪牌政見見效？59歲以下選民一面倒挺韓國瑜？ 假新聞數據錯誤百出！行政院即時澄清讓人霧裡看花！ 「彰化之恥」五星旗廟拖兩年？縣府選前終於斷水電！ 把中國視為敵國！美國下手清除中國白蟻，反觀蔡政府... | (視訊連線：曹長青老師)、余莓莓、歐崇敬、張友驊、苗博雅、詹晉鑒                                             |      |
|      | 2018.09.22 | | |      |
|      | 2018.09.24 | 真假？台中民調翻盤？盧秀燕30.9％、林佳龍30.3％！ 4成選民未表態？中央執政不利？林佳龍躺著也中槍？ 內幕！藍稱民調領先，綠喊贏10萬票，誰暗夜吹口哨？ 新！台南民調出爐：黃偉哲23.9％，水災後未傷半分？ 慘！國民黨基本盤守不住？台南「虧雞」吸走藍營票？ 差距拉近！高雄民調出爐：陳其邁34％勝韓國瑜31％！ 五五波太誇張！韓國瑜空戰告捷？陳其邁這樣說 .... 追！支票隨便開？韓國瑜推超狂政見，高雄選民買單？ | (視訊連線：曹長青老師)、邱明玉、張銘祐、許維智、陳世凱、李俊毅、歐崇敬                                     |      |
|      | 2018.09.25 | 新！外媒為台灣抱屈！國際模範生卻被拒聯合國之外！ 打臉！台灣不等於中華民國！外交部長投書鬼打牆？ 囂張！公務員執行斷水斷電，魏明仁出拳打傷還反嗆！ 硬起來！姚文智：我當選市長，台北市禁止五星旗！ 國民黨投胎轉世？林飛帆投書外媒批柯兩岸一家親！ 務實是鬼扯！政經解密：兩岸一家親是統戰新符碼！ 從觀察到參與，媒體人轉換跑道，知名度能轉換選票？ 瞭解民情接地氣！媒體人從政，各黨徵召求之不得？ 主播投身政治！彭佳芸從觀察者變推動者，辛酸甘苦？ 薪火相傳！堅持捍衛台派精神！鄭孟洳從電台走上街頭！ 一邊一國愛台灣！陳致中犀利評時事，傳承台灣價值！ 台灣全壘打！雙聲道球評許維智，運動家精神改變社會！ | (視訊連線：曹長青老師)、陳致中、汪潔民、吳國棟、余莓莓、許維智、鄭孟洳、彭佳芸                             |      |
|      | 2018.09.26 | 北市藍綠白亂鬥！柯、丁民調拉鋸？姚文智不見起色？ 最後關鍵！民調未表態趨近三成，政經解讀選戰內幕！ 信心加持！陳水扁公開力挺！北市綠營基本盤回流？ 這才是改變成真！回顧阿扁魄力改變北市府官僚文化！ 新北選戰最新賭盤！侯僅贏5萬票，蘇貞昌選情看好？ 轉型正義、深澳電廠，老縣長vs老刑警，選情拉鋸戰！ 桃園藍營分裂！棄保效應也沒用！胖周瑜毫無懸念？ 2014小贏兩萬票，2018民調大勝30％！鄭文燦怎辦到？ 政經獨家！民調穩定領先！解析林智堅的勝利方程式！ 內幕！擁三成泛藍選民支持，最年輕市長連任樂觀！ | (視訊連線：曹長青老師)、王世堅、邱婷蔚、吳國棟、歐崇敬、新竹市議員李妍慧、桃園市議員張肇良                 |      |
|      | 2018.09.27 | 驚！綠色執政光榮不再？民進黨32歲，今年不辦黨慶！ 爆！越來越獨？走回頭路？揭密民進黨黨綱演化史！ 228牽手護台灣+318太陽花學運，台灣人決定自己未來！ 獨！抗中三部曲最後一哩路！1020公投反併吞站出來！ 防管偷跑！校長候選人吳瑞北要求教部不得聘管中閔！ 內幕！爭議遴委會不先解散，重啟遴選只是放水接管！ 頭痛醫腳？「私校法」修法治標不治本！教團怒抗議！ 補助、學費，暗入董事口袋？政經破解私校斂財術！ 把學校辦倒還能霸佔校產？轉退條例變成校董小金庫？ | (視訊連線：曹長青老師)、陳永興、賀德芬、陳志龍、林騰鷂、陳秋瑩、汪潔民、許忠信、謝鎮寬、吳國棟             |      |
|      | 2018.09.28 | 揭！佛系入聯？外交部寧找朋友聲援，不願自己提案？ 警訊！宏都拉斯轉向投中？中梵簽協議？外交部失能？ 厲害了你的國！中國「精神勝利法」宣傳中美貿易戰！ 爆！買廣告攻擊川普票倉？中國試圖影響美期中選舉？ 內幕！街頭插滿五星旗，中國擾台選舉，台灣不設防？ 中國下指導？統媒：切割喜樂島 蔡英文正確第一步！ 追！誰才是真東廠？受害者協會怒嗆國民黨才是兇手！ 怒！政治放話！預算全刪！KMT寫下歷史羞恥的一頁！ 史上首例! 法務部長告媒體毀謗，黃越宏判拘役50天！ 獨家！質疑邱太三，下場吃牢飯，黃越宏嘆司法像月亮！ 驚！領中國居住證免除籍？台灣陸委會成通敵最前線？ 嚴管居住證？陸委會軟趴趴？害怕台商選票跑光光？ | (視訊連線：曹長青老師)、黃帝穎、黃越宏、歐崇敬、管仁健、程金蘭、呂禮詩                                     |      |
|      | 2018.09.29 | | |      |

| 集數 | 日期       | 主題 | 來賓                                                                                   | 備註 |
|      | 2018.10.01 | 技術性撤退？魏明仁落跑香港，政府公然縱放匪諜？ 統派揮拳警方護送，台派問話馬上拘留！司法怎了？ 獨！賀德芬公開學生信，控台大老師偷渡挺管文宣！ 內幕！台大校方用行政資源挺管？教育部為何無視？ 最新！藍委佔領主席台！公投連署作弊還怪中選會？ 扯！7.7萬份連署書偽造？中選會：將告發偽造文書！ 統促黨慶祝"十一"中國國慶，五星旗大鬧台北車站！ 禮遇？促統黑道遊行！五百員警糾察？兩岸一家親？ 勞權陳抗被丟包，五星旗遊行沒事，執法兩套標準？                                                                                                 | (視訊連線：曹長青老師)、汪潔民、吳國棟、張友驊、苗博雅、張銘祐、陳又新、賀德芬         |      |
|      | 2018.10.02 | 中國器官移植！葛特曼爆：柯痞至少扮演三關鍵角色！ 追！器官移植案冷飯熱炒？吳祥輝：當年問題被模糊！ Ｈe is a liar？教中國使用葉克膜，葛特曼批柯邪惡！ 理想大地案一審無罪，花檢提8大證據上訴釣出肉粽串！ 爆！共犯結構曝光？花蓮縣府16公務員涉理想大地案？ 被退休？外媒爆馬雲放棄阿里所有權，神秘人士接手… 不退場就沒好下場！中國鼓吹「私企退場」共產再現？ 閃躲？曾嗆用盡全力跨國提告！柯痞避談葛特曼來台！ 不提告！柯辦七百字回應葛特曼，避談爭議老調重彈？ 不能說的祕密！使用中國活摘器官，台灣醫界涉入多少？                            | (視訊連線：曹長青老師)、(電話訪問：童文薰醫師)、徐永明、黃帝穎、楊實秋、高嘉瑜、張友驊 |      |
|      | 2018.10.03 | 限24小時道歉！否則提告！柯痞4年前賤招再耍一次！ 葛特曼、柯文哲書信往來大公開！到底誰才是騙子？ 詭！嗆告完就落跑？昔媒體寵兒今日迴避媒體提問！ 「反空汙公投」死人連署破萬！陳英鈐哽咽淚灑立院！ 公投法被玩爛了！成案標準不明，誰玩弄民主價值？ 超瞎！國民黨居然贏了，黨產會追徵8.6億案敗訴！ 開戰邊緣！阻美軍駛入南海，美中軍艦距41米險撞！ 揭！喜樂島申請路權全面受阻，北市府：依法行政！ 黑箱？喜樂島依法申請遭拒，竟有人作弊預定路權？ 官商胡搞的起點！北市府、大巨蛋簽約12週年紀念。 改變成真=大巨蛋完工？停工期間，玻璃帷幕蓋好了！ | (視訊連線：曹長青老師)、汪潔民、范世平、余莓莓、妖西、王世堅、蕭亞譚、呂禮詩、游藝     |      |
|      | 2018.10.04 | 忽視爭議，只對Liar提告？破解柯痞腹黑法律伎倆！ 獨！再提柯痞是Liar！吳祥輝怒嗆：要不要來告我！ 律師函直送葛特曼飯店，這不是恐嚇，甚麼才是？ 花七年調查中共惡行！伊森：焦點別都放柯身上！ 中國涉台副部長級人士放話挺柯痞，驚爆內幕是... 器官案國際關注，衛福部不聞不問！政經提二問！ 啥？不可質疑柯神？柯粉秀下限洗版葛特曼臉書！ 追！只在中國發表，柯痞的葉克膜器捐論文有詭？ 葉克膜與器官移植無關？「物超所值」打臉柯謊言？ | (視訊連線：曹長青老師)、吳祥輝、吳國棟、劉一德、范雲、張友驊                           |      |
|      | 2018.10.05 | 蛤？器官移植案變選舉攻防？府：恐影響民主政治！ 揭！人道議題炒成政治操作？綠、柯聯手打口水仗？ 驚！進步價值不見了？時力北市五參選人聯合挺柯！ 丟臉！葛特曼遭網軍圍剿！柯粉打爆博仁醫院總機？ 內幕！屠殺書中內文不敢告？解密柯痞提告假動作！ 巧合？國黨推三項公投案，萬名死人連署同一批人？ 唯一非中國籍講者？莓驚爆2008柯赴中參加研討會！ 笑！國民黨造假上了癮？段宜康秀公文資料猛打臉！ | (視訊連線：曹長青老師)、余莓莓、徐永明、邱明玉、邱婷蔚、黃帝穎、李宗霖                 |      |
|      | 2018.10.06 | 中美諜報戰！CIA.美國防部遭解放軍植入駭客晶片！ 力挺民主台灣！彭斯砲轟中國「想讓美國換總統」。 爆！滲透台灣選舉！台商證實：中國動員挺柯文哲！ 獨家！美軍秀肌肉！11月來台軍演？呂禮詩爆內幕！ 驚爆！柯文哲捅到馬蜂窩？葛特曼背景原來是 .... 對號入座？違法器捐影響捐贈率？醫界護柯帶風向！ 新疆出大事！30萬維族人，列車大規模送入集中營！ 直擊！中國軍醫十年調查，揭露殘忍器官活摘真相！ 醫界不能說的祕密？誰是阿姐？洪浩雲爆器捐黑幕？ 懼回「中間人」？柯跳針：沒有「帶病人」去中國！                                                    | (視訊連線：曹長青老師)、歐崇敬、吳國棟、管仁健、苗博雅、張銘佑、呂禮詩                 |      |
|      | 2018.10.08 | 北檢偵訊8小時！葛特曼：我提的證據無法被擊破！ 啥？ROC司法！惹到柯文哲基本消費「拘留」一天！ 葛特曼離台引名言！柯反擊：自由不能說別人騙子！ 揭！柯痞不知這次惹到誰？葛特曼曾任FDD研究員！ 告不完？不只葛特曼，拷秋勤列舉柯萊兒風光事蹟！ 違法實驗？童文薰律師揭：小醫師變為葉克膜之父！ 把人體當商品？柯痞身兼醫師及商人？今推不知情？ 不敢正面對抗中國人權！柯將台灣拖到美國對立面？ | 汪潔民、吳國棟、余莓莓、黃越宏、曹長青、童文薰、蘇勳璧                                 |      |
|      | 2018.10.09 | 爆！彭斯發表"伐共"演說，郭文貴:台灣將實質獨立！ 揭！美國制裁中國下一步？清查中國高官在美資產！ 不怕貿易戰？人民銀行降準1％，專家：中國緊張了！ 器捐黑歷史被翻出！柯痞：沒有選舉就沒有這些事！ 怕？葉克膜器捐「物超所值」！柯辦：勿斷章取義！ 照片揭密！柯痞赴中"醫學交流"，學生都是哪些人？ 驚！恐怖活摘仍在進行中！中國開發人體經濟曝光！ 內幕！國際刑警組織主席孟宏偉返中國「被失蹤」！ 孟宏偉謀殺王健？郭文貴爆：他不是進監獄就是被殺！                                                                                              | 曹長青、高嘉瑜、楊實秋、徐永明、王瑞德、劉一德                                         |      |
|      | 2018.10.10 | 最大公約數？總統雙十演說再次定調"中華民國台灣"。 劃出紅線！蔡英文再批中國文攻武嚇挑戰台海現況！ 錯亂？國家大典耍人？寄邀請函給扁，卻叫人不要去！ 經典回顧！賴清德立委曾領頭反對中共「活摘器官」。 活摘爭議！昔反共今挺柯？相信賴立委？相信賴院長？ 揭！中華民國是台灣？歷史課本騙了台灣人一甲子！ 荒謬！雙十誰國慶？武昌起義現場，台灣人出席0員。 掀虛假面具！別人的憲法、別人的國歌、別人的國旗！ 開羅宣言騙殺全台！舊金山和約才是台灣地位真相！                                                                                       | 曹長青、范世平、余莓莓、范雲、汪潔民、王世堅、陳永興                                   |      |
|      | 2018.10.11 | |                                                                                        |      |

## 收視率
| 各集 | 播出日期      | 當天討論標題 | 來賓 | 收視率區間 |
| ---- | ------------- | ------------ | ---- | ---------- |
| 1    | 2016年8月22日 | 兆豐銀行案   |      | 1.07~1.93  |
| 2    | 2016年8月23日 | 兆豐銀行案   |      |            |
| 3    | 2016年8月24日 | 兆豐銀行案   |      |            |
| 4    | 2016年8月25日 | 兆豐銀行案   |      |            |

- 2016年8月22日：首播第一日，即開出1.07%（最高點1.93%）的收視率。在Youtube的直播上，曾經有高達四千七百多個用戶同時在線上觀看。

## 爭議

### 拒絕人品不佳來賓
- 2016年8月21日，彭文正在其臉書粉絲團發文，公布自己對新節目的期許，並列出五項原則[註 1]。其中第二點「拒絕人品不佳的來賓」，網友質疑「人品不佳該如何定義」，更有觀眾吐槽「主持節目又兼課的教授人品如何」，暗諷彭文正曾在《正晶限時批》的兼職風波一事[6][7][8]。
- 隔日，節目首播，因為來賓蔡玉真、徐嶔煌過去涉及酒駕一事，被痛批第一集就在「自打臉」[9]。資深媒體人黃光芹23日在臉書對此發表感想，直言「當知道主持人是誰、來賓是誰之後，我不禁啞然失笑了」。

### 柯文哲多次與節目槓上
- 2017年台北世大運閉幕式時，發生台灣獨立運動團體與現場中華民國憲兵衝突的「黑衣人事件」[10]，彭文正多次在節目中點名台北市市長柯文哲「出來負責」。事後，柯文哲不滿節目來賓曹長青的發言，因此利用LINE向彭文正澄清「憲兵不歸台北市政府指揮」、「我不需替蔡英文背黑鍋[11]」，雙方隔空互嗆，對話截圖亦流出。
- 2018年3月15日，柯文哲接受網紅呱吉的網路直播專訪，呱吉問：「若遇到有人在外到處散播你謠言、傷害你名譽不會覺得內心難過嗎？」柯文哲直言回答：「現在不是每天都有？回去看call-in節目，哪個不是在毀謗柯文哲？」柯文哲更直接點名《正晶限時批》「媽的練肖話，練一個月」[12]。
- 2018年3月16日，彭文正於臉書回應「柯文哲罵他媽媽，是他的家務事」，並酸柯文哲罵錯節目，「《正晶限時批》已經停播一年多了[13]」。

### 錯認辛旗與柯文哲合照
- 2018年4月4日，主持人李晶玉拿出一張柯文哲就任台北市長前出訪中國大陸時與眾人的合照，並指出照片中的其中一位男子「長得很接近」中國共產黨統戰文膽辛旗，並補充「是不是他？觀眾朋友，你自己來做一個判斷[14]」，身為來賓的媒體人周玉蔻也強調「至少我們比對那個照片是一樣的」。不過該照片引發大批網友質疑。有網友在PTT上發文並附上多張照片，並指出多處疑點（如頭髮增加長度，依時間軸來推算並不合理），質疑節目很可能認錯人並刻意抹紅柯文哲。
- 4月7日上午，台北市政府發布新聞稿，證實節目中所指的男子是民主進步黨台北市議員黃向羣的胞兄、現任台北市政府顧問黃向成。台北市政府除了籲請製作單位應翻閱自家節目常客曹長青所著《言論自由的道德底線：評美國遭襲事件之六（中）》短文之末段[註 2]，也要求節目應就影射「柯辛見面」一事公開澄清並致歉[15]。
- 對於台北市政府的回應，彭文正隔日接受《自由時報》訪問時表示：「對沒有全面揭穿柯文哲的謊言，深感抱歉[16]」。網友痛批，製作單位是「含沙射影式的抹黑」[17]。

### 暗批陳樹菊政治立場
- 2018年5月6日，《政經看民視》Facebook粉絲團貼出愛心菜販陳樹菊與前總統馬英九見面並力拱馬英九「再選總統」的新聞，並於貼文下方加註「樹菊阿嬤母湯喔」字眼[18]。而貼文底下的留言，幾乎都因政黨色彩不同而攻擊陳樹菊。
- 部分網友將訊息轉貼至批踢踢實業坊，引發網友熱議，認為該節目是在「批鬥陳樹菊」[19]。

### 無預警遭到停播
2019年4月12日，民视大股东民间投资新任副董事长黄明展证实，《政經看民視》将停播。停播原因，與部份民視股東不滿製播費高卻收視率低，及強烈主張臺灣獨立的民視董事長郭倍宏遭無預警撤換有關。同時有說法指《政經看民視》自2018年九合一選舉之後，在2019年民進黨總統初選支持賴清德、反對蔡英文競選連任，對蔡英文政府持強烈批評立場，如在關於蔡英文於2020年競選連任的民調中出現「別丟人了」選項等，導致蔡政府對民視施壓。彭文正對此表示：「黑手來了，大家看著辦。」
4月13日播出的《政经看民视》末尾，出现了「禍不單行惹朕怒晝陰夜陽」、「端不出好政績別賴給媒體」、「放馬過來飽經風霜沒在怕」之类的标题，藏頭詩則是「要單挑《政經》，別來陰的」，疑似不满蔡英文政府施压。之后的节目中，更多次火力全开攻击蔡政府，如质疑蔡英文指使网军抹黑赖清德、質疑蔡英文主導民進黨修改總統初選規則打压赖系人马、質疑總統府秘書長陳菊向民視高層施壓等。
4月17日，笠詩社詩人陳銘堯披露，蔡英文領導的民進黨作出許多背叛民主、打壓言論自由的事情，包括阻擋東奧正名公投、把民視新聞傳播群副總經理胡婉玲叫進總統府、讓三立電視董事長林崑海介入民進黨權力核心而形成海派，甚至《自由時報》的一些專欄作家與政論家抱怨他們「批評蔡英文與民進黨」的文章都被拒絕刊登，「我們雖然沒有掌握民進黨利用執政的權勢影響這些媒體的證據，但是事實結果確實是如此」。
4月19日，本土社團共同舉辦「《政經》收攤？幕後髒手是誰？全力捍衛台灣人民的視聽權！」記者會，台灣社社長張葉森、台灣關懷中國人權聯盟理事長楊憲宏、《法治時報》社長黃越宏等人聲援《政經看民視》。楊憲宏說，他們會去拜訪國家通訊傳播委員會（NCC），要求NCC調查《政經看民視》將停播案，呼籲NCC保障收視權益。
4月22日，《政經看民視》錄影時突然被通知「今天是最後一集」，僅播完前一小時即被腰斬，後一小時改為重播《台灣最前線》。胡婉玲回應，原本2小時的《政經看民視》被砍到只剩1小時，是因為製作單位只送了1小時的節目入庫，「不過這樣也很好，剛好和《台灣最前線》無縫接軌。」彭文正怒批，胡婉玲的說詞是「天大謊言」，其實節目還是錄了2小時。記者問彭文正「那為何只送1小時的節目入庫」，彭文正則無厘頭地回「哈哈，又不是入褲」。
4月30日，曹長青說，《政經看民視》最後一集被腰斬，只播出一小時，甚至不容主持人與來賓向觀眾道別，「如此蠻橫地封殺一個媒體聲音，連蔣經國時代都不曾有過」。
5月10日，曹長青說，蔡英文上任總統以後不滿他在《政經看民視》批評她，她在總統府與台獨大老們談話時點名指責他，說他是美國人、不應該干預台灣的事情，「那個口氣和邏輯，就跟在電視上辯論不過我、就拿我是美國人來說事的國民黨文傳會的人一樣，這就是蔡英文的水準」。曹長青說，2010年蔡英文曾經打電話向《自由時報》高層要求撤下他的專欄，事後雖然他的專欄沒被撤下，但他在《自由時報》發表的文章「因為某些觀點問題而遭到修改，有的甚至無法發表」；他認為，「這次《政經看民視》被關掉，完全可能是在蔡英文的指使下，背後的黑手就是蔡英文」。
5月20日，前《當代雜誌》總編輯金恆煒披露，蔡英文擔任民進黨主席時打電話給《自由時報》創辦人林榮三，要求《自由時報》撤下他的專欄，被林榮三拒絕；這與《政經看民視》腰斬事件，手法完全一樣，都是政治力介入。金恆煒說，蔡英文認為，只要媒體沒有人批評她，到處一片歌功頌德，她的民調支持度就會上升。金恆煒批評，蔡英文一生的志業就是要繼續做總統，「現任優先」，所有擋在她前面的石頭她通通要清除；台灣老一輩的媒體人至少保持「不黨、不賣、不私、不盲」，這種媒體人快被蔡英文摧殘殆盡。
2020年11月10日，前副總統呂秀蓮接受《中國時報》專訪，提醒民進黨過去所堅持的「黨政軍退出媒體」理念。呂秀蓮以《政經看民視》被腰斬事件為例說，當天她不過只是去接一下電話，回來就發現《政經看民視》被腰斬，「這樣的粗暴干涉，我就非常非常痛心」。12月31日，國立東華大學教授施正鋒在TVBS頻道新聞性節目《新聞大白話》說，《民視台灣學堂》由台灣民意基金會董事長游盈隆主持的區塊〈台灣民意〉停播事件是《政經看民視》腰斬事件的翻版，游盈隆不了解蔡英文，「你對她太客氣，她會瞧不起你」。
2022年10月24日，精神科醫師林進嘉表示，蔡英文關掉《政經看民視》、關掉中天新聞台、讓華視新聞資訊台進佔第52頻道，已經令人無法忍受；這幾個月陸續傳出的消息，蔡英文放任前民進黨秘書長洪耀福去向號稱獨立機關的NCC「喬」鏡電視的執照，把媒體「政黨化、派系化」；這對過去主張黨政軍退出媒體的民進黨，「簡直是天大的諷刺」。

## 外部連結
- 政經看民視 民視看正晶的Facebook專頁
- YouTube上的政經看民視民視看正晶頻道
- 政經看民視的X（前Twitter）

| 民視新聞台 星期一至星期六 19:55-21:55 | 民視新聞台 星期一至星期六 19:55-21:55       | 民視新聞台 星期一至星期六 19:55-21:55 |
| ------------------------------------- | ------------------------------------------- | ------------------------------------- |
|                                       | 政經看民視 （2016年8月22日－2019年4月22日） |                                       |
| 頭家來開講                            | 台灣最前線                                  |                                       |

| 民視第一台 星期一至星期六 15:45-17:42 | 民視第一台 星期一至星期六 15:45-17:42        | 民視第一台 星期一至星期六 15:45-17:42 |
| ------------------------------------- | -------------------------------------------- | ------------------------------------- |
|                                       | 政經看民視 （2017年7月31日 - 2019年2月22日） |                                       |
| —                                     | —                                            |                                       |